# Vili (peuple)
 (mars 2024).
Pour les articles homonymes, voir Vili.
Les Vili sont un peuple bantou d'Afrique centrale, étant un sous-groupe des Kongos. La population vit dans le sud-ouest du Gabon, en Angola, en république démocratique du Congo et en république du Congo, où elle est concentrée dans les départements Kouilou et Pointe-Noire, et dans la capitale de Brazzaville. 
Les Vili auraient vécu harmonieusement avec les Yombé, les Lumbu, les Vungu, les Punu et les Kugni au sein du royaume de Loango. Avec ces derniers, ils ont développé le Bundiku,, c'est-à-dire une relation de bon voisinage qui permet de prévenir des conflits, notamment grâce aux plaisanteries.
La société vili est matrilinéaire. Sa culture est caractérisée par une langue spécifique, un système de mesure original, et une spiritualité particulière, dont font partie les Nkisi, Nkisi Konde ou fétiches à clous. L'aspect de ces derniers, sculpture de bois hérissée de clous, et la fascination pour leur supposé pouvoir ont contribué à leur popularité dans les collections européennes. 
Alors qu'une abondante documentation existe concernant l'histoire du royaume du Kongo, les sources écrites sur le Loango demeurent plus rares.
Les premiers contacts entre Vili et Occidentaux reposent sur des intérêts commerciaux mutuels,, mais ces échanges vont progressivement se faire au détriment des Vili. La population vili est profondément affectée par le commerce triangulaire, qui enrichit certes une infime minorité de courtiers autochtones, mais bouleversent et déséquilibrent les structures sociales dans leur ensemble. Ce phénomène est aggravé par une forte mortalité de la population vili, liée aux épidémies de trypanosomiase (maladie du sommeil) et de variole, ainsi qu'à l'exploitation physique des individus.
La colonisation française s'appuie sur une acculturation des populations vili pour faciliter l'administration du territoire, notamment en imposant la langue française et la culture occidentale dans des institutions (école, administration...). Elles infusent les cadres privés (milieu familial...), bien que l'utilisation des langues véhiculaires ou vernaculaires, telles que le kituba (créole kikongo) ou le lingala, persistent notamment à Pointe-Noire, carrefour de concentration des populations venues de l'intérieur du pays ou d'ailleurs.

## Ethnonymie

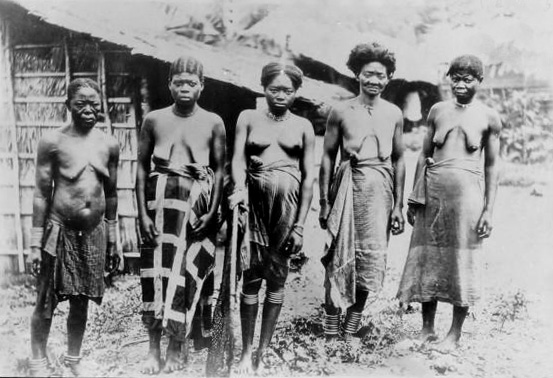
Femmes bavili (Moyen Congo, 1924).

Selon les sources et le contexte, on observe plusieurs formes d'appellation de ce peuple: Bavili, Bavilis, Fiote, Ivili, Loango, Vilis. Le terme fiote (« noir »), utilisé par les colons portugais, est aujourd'hui jugé péjoratif.

## Langue

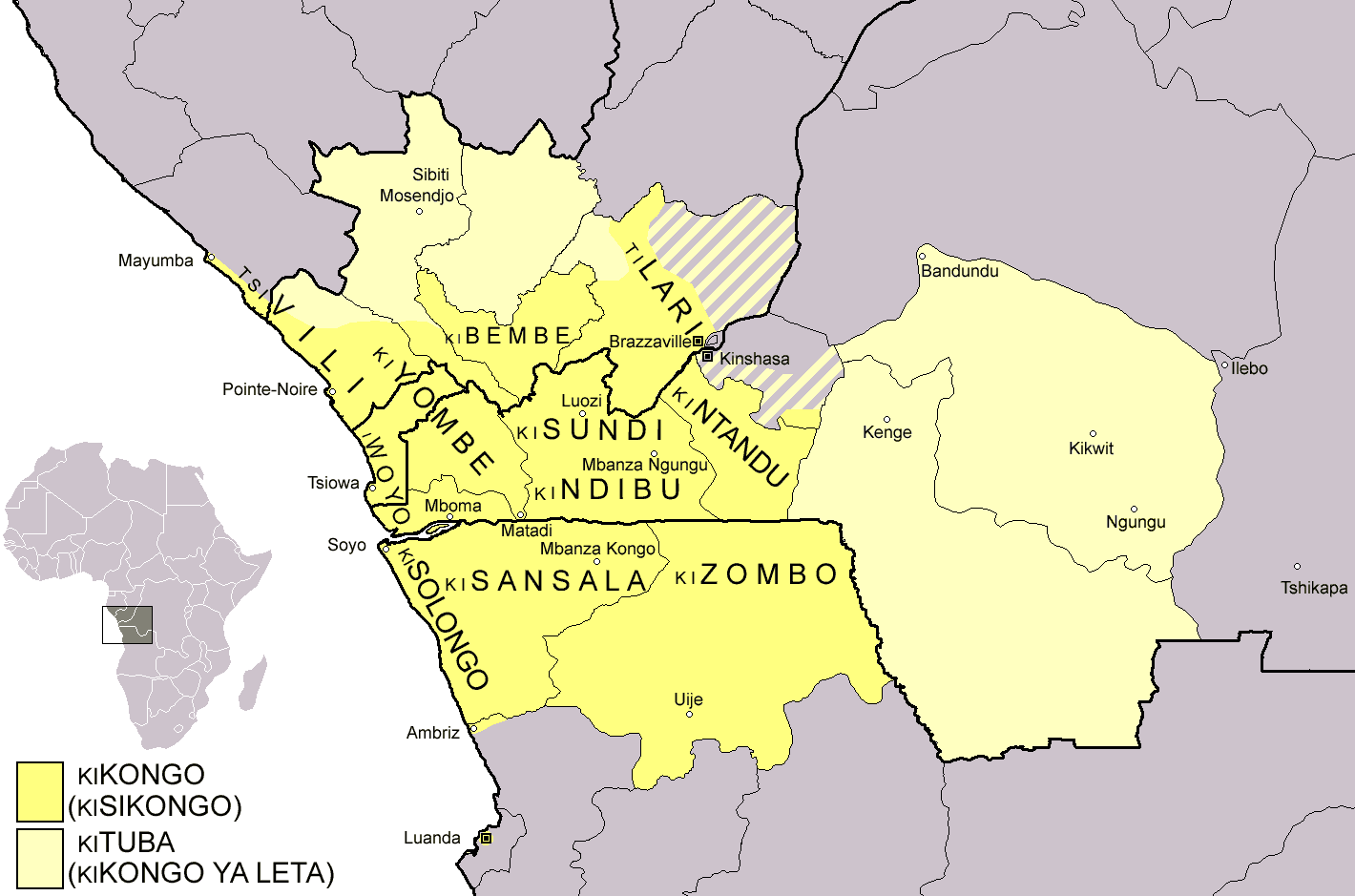
Répartition Kongo vs Kituba.

Le vili est une langue bantoue dont le nombre de locuteurs était estimé à 50 000 en 2010. Environ 45 000 ont été dénombrés en république du Congo et 5 000 au Gabon. D'un point de vue culturel et linguistique, les Lindji, les Kotchi et les Woyo, peuplant actuellement le Cabinda, sont avec les Yombés, les plus proches des Vili.

## Histoire
« Bukulu vandu vandu! Batu lumogni vandu vandu ! Misenga yi fue ! Si nganzi si ke mogni ! Si ! Sitshika maambu me toba ! Me ntume koku e e. »
— Slogan (Mpes' ou tandulu en vili), Scandé par les sages et l'assistance lors de palabres sous le « moandza » (case à palabre). Il exalte le mérite, les bonnes oeuvres ou les hauts faits de la génération montante à l'égard du clan

« Honneurs aux Ancêtres! Honneurs aux vivants! Les plants de parasolier semblent morts ! Les pousses et les racines demeurent vivaces ! Pays, gère de manière efficiente, les affaires de la Cité ! »
— Scandé par les sages et l'assistance lors de palabres sous le « moandza » (case à palabre). Il exalte le mérite, les bonnes oeuvres ou les hauts faits de la génération montante à l'égard du clan
« Mbulukoko mba untuma mbembi. »
— Prédiction de la domination de son peuple par l'Homme Blanc grâce à certains apports techniques (avion, télégraphe), Ma Loango Mwe Pwati 1er - Kamangou wu Kama Mbou – Kamangou le prophète qui assécha la mer,

« Le Touraçao (chef des oiseaux de l'intérieur) plus tard commandera au Vautour pêcheur (chef des oiseaux de la côte). Nous sommes certes puissants, mais, bientôt viendront des « fumu mbeenga » « seigneurs rouges ». Ils s'imposeront et nous dirigeront, nous éloignant de nos dieux. »
— Ma Loango Mwe Pwati 1er - Kamangou wu Kama Mbou – Kamangou le prophète qui assécha la mer,

### Les origines
Les Vili, tout comme les Lindji, les Kotchi, les Yombé (trois ethnies les plus proches culturellement et géographiquement des vili), les Lumbu, les Vungu, les Punu et les Kugni, formaient les composantes ethniques de l'ancien royaume de Loango. Il y eut aussi des métissages avec des populations pygmées Bongo.
À son apogée, le royaume de Loango occupait un vaste territoire allant de la région de Setté Cama au Gabon au nord, à l'actuel Cabinda au sud, du Massif du Mayombe à l'est aux confins du royaume d'Anzico (sud de Mindouli) et de l'océan Atlantique à l'ouest, où se trouvait la capitale Bwali.

#### Protohistoire
L'état de la recherche actuel ne permet pas de déterminer la genèse de ce royaume. Les plus anciennes preuves de présence humaine dans l'aire de peuplement des Vili sont des outils préhistoriques comme des bifaces, des haches, des lames ou des nucleï en grès quartzeux ou polymorphes datant de plus de 20 000 ans découverts lors des travaux de terrassement nécessaires à la construction du chemin de fer Congo-Océan entre 1920 et 1930,,.
De nombreux artefacts de la culture Kongo ont été mis au jour lors des fouilles organisées par le LAP (Loango Archeology Project), entre 1987 et 1993, dans plus de 200 sites de la plaine côtière de la république du Congo (projet pluriannuel sur les régions des anciens royaumes Kongo et Loango). Ainsi, des poteries morcelées, des outils en pierre brute, parfois des haches ou des binettes en pierre polies, et des noix d'huile de palme carbonisés caractérisent les premiers sites du Néolithique côtier. Les outils en pierre ne sont plus trouvés dans la plupart des sites datés après l'an 100 de notre ère, suggérant que le fer ait  remplacé la pierre pour la fabrication des outils.
Au milieu du premier millénaire de notre ère, des colonisations plus grandes de sites comme celles de Kayes sur la rive nord du fleuve Kouilou se multiplient dans la région. La poterie de cette période est habituellement ornée de motifs distinctifs de chevrons. En revanche, aucun reste de plantes ni d'ossements n'a été trouvé, en raison de leur impossible conservation dans les sols acides du Congo.
Vers 700 après J.-C., apparaissent des céramiques minutieusement décorées, connues sous le nom de tradition de Madingo-Kayes. Les éléments de conception suggèrent une origine au sud du fleuve Congo. Ceux-ci peuvent représenter la première apparition d'une identité proto-Loango / Kongo sur la côte Loango.
Au XIIe siècle de notre ère, les céramiques trouvées sur le site de Condé sont décorées avec des carrés ou des losanges qui présagent les décorations des motifs Kongo plus tardifs trouvés sur des tissus de raphia, de défenses d'éléphants sculptées, et même de scarification corporelle. La date du XIIe siècle pour la céramique de Condé est la plus ancienne à ce jour connue pour de tels dessins.
Après 1550, la forme des poteries, ainsi que les motifs Kongo/Loango évocateurs de carrés tissés ou imbriqués, suggèrent une confrontation des artistes avec les céramiques vitrées importées par les commerçants européens.

#### Organisation du royaume
On ne trouve pas mention du royaume de Loango avant 1535, date à laquelle, le roi du Kongo, Alphonse Ier Mbemba a Nzinga (1506-1543) répertorie les provinces et royaumes « protégés » (dits « vassaux » par l’interprétation européenne) du Kongo. Le Loango n'y est pas cité, alors que ses voisins du sud, le royaume du Kakongo et celui de Ngoyo le sont.
La première référence au royaume de Loango apparaît dans un document rédigé par Sebastião de Souto, un missionnaire catholique envoyé par le roi du Kongo Jacques Ier (Ndo Dyoko Ier) (1545-1561) afin de convertir le Loango au christianisme. Selon Duarte Lopes, ambassadeur du roi du Kongo Alvare II au Saint-Siège et auprès de Philippe II d'Espagne, en 1585, « Ma Loango (roi de Loango), son ancien vassal, est ami avec le Ma Kongo (roi du Kakongo) ». Cette source appuie l'hypothèse selon laquelle le Royaume de Loango serait issu du Kakongo, lui-même affranchi de son grand voisin le royaume du Kongo (Kongo dia Nthotila) en compagnie du royaume de Ngoyo, avant d'être indépendant.

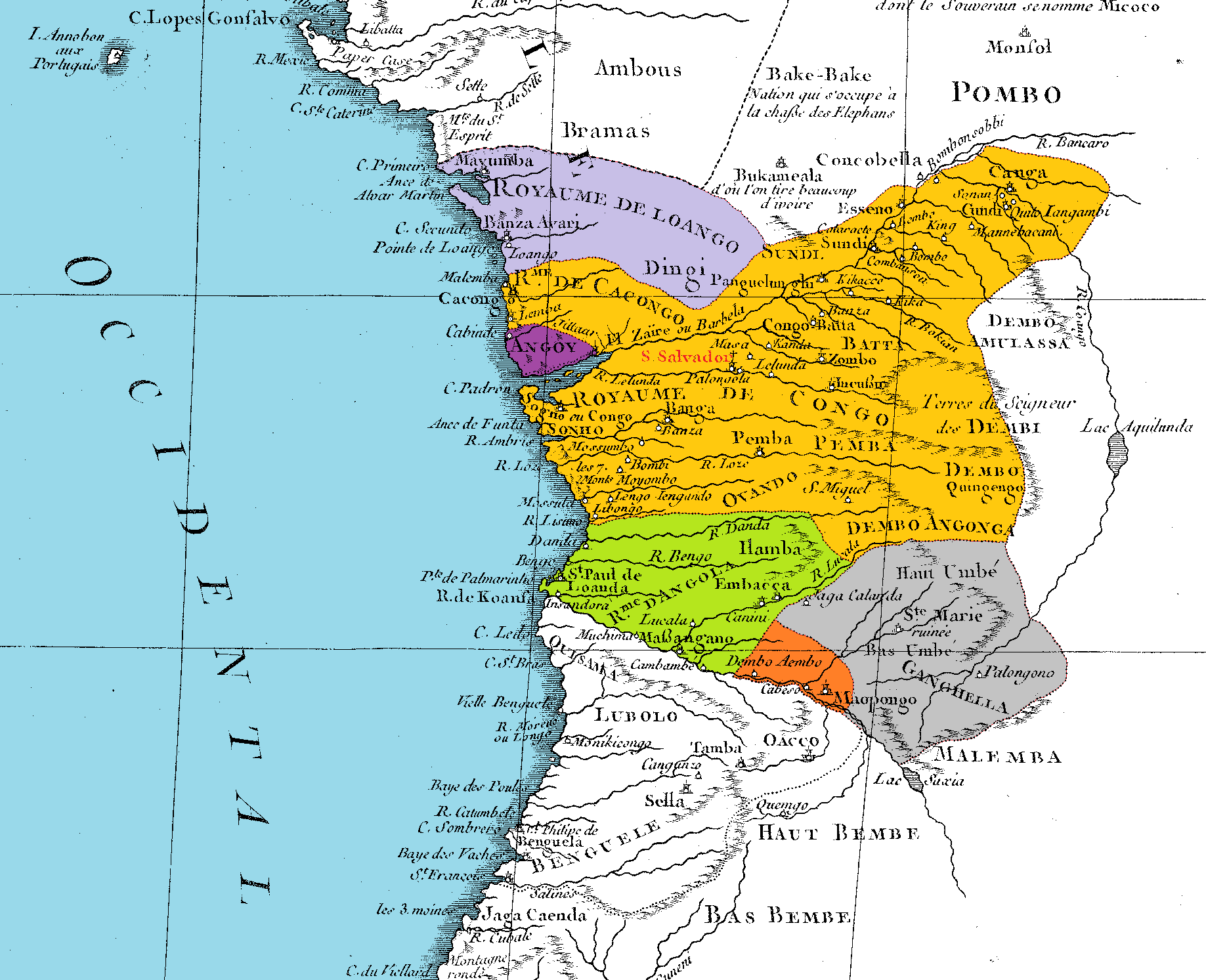
Carte du Golfe de Guinée - Geographicus - Bonne 1770.
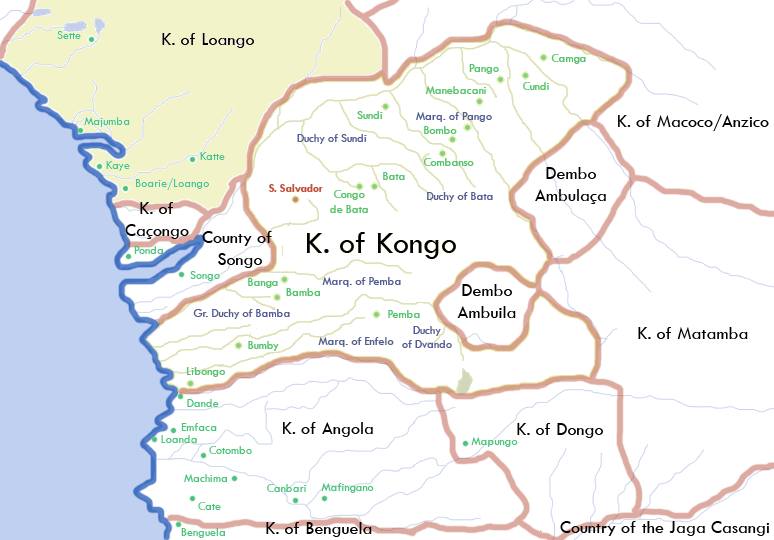
Carte des royaumes de Loango et du Kongo.

Un proverbe reflète la communauté spirituelle d'origine des trois provinces sécessionnistes, ainsi que le rôle religieux du Roi de Ngoyo : Makongo nnuni, Mangoyo nthomi, Maloangu nkasi, qui signifie littéralement « Le Makongo est le mari, le Mangoyo le prêtre (gardien et officiant du sanctuaire tchibila du Dieu Bunzi) et le Maloango la femme ». Dans cette alliance de pouvoir, la place symbolique d'épouse qu'occupe le Ma Loango est d'autant plus prépondérante que dans la culture Vili matrilinéaire, le pouvoir mystique, qui est le pouvoir réel, est détenu par la femme.
Au xive siècle, la dynastie des Bawoyo, originaires du Cabinda, à laquelle appartient la puissante confrérie des forgerons Buvandji, s'impose aux populations locales sur la côte de Loango. La maîtrise de la forge et des armes, ainsi qu'une armée de guerriers entreprenants, ont permis aux envahisseurs d'instaurer le pouvoir sacré (l'autorité, l'ordre, le commandement), li lwangu ou lwango en langue vili avec comme symbole le léopard.
Selon plusieurs sources, comme l'explorateur anglais Andrew Battel présent dans la région vers 1610, le Hollandais Olfert Dapper, ainsi que le commerçant anglais R.E. Dennett, Njimbi serait le fondateur du royaume de Loango et son premier souverain avec un règne qui aurait duré environ soixante ans. Les neuf rois Buvandji dont Njimbi, furent enterrés dans le cimetière royal de Loandjili, leur province de résidence, au nord est de Pointe-Noire.
Cet État de Loango disposait d'une organisation sociale et politique constitué d'un roi, un gouvernement et des gouverneurs de ses sept provinces. La forte hiérarchisation politique permit à certains chroniqueurs[Qui ?] d'établir une analogie avec les sociétés féodales de l'Europe médiévale.
La langue Vili était la langue usée à la cour du roi Maloango et par la classe moyenne. C'est la raison pour laquelle, elle est appelée Tchiloangu, qui signifie parler le Loango.

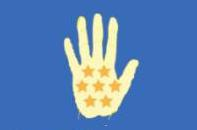
Emblème du Royaume de Loango

L'emblème du royaume est une main ornée de sept étoiles au niveau de la paume. Elles représentent les sept provinces du royaume de Loango. La devise rappelle la primauté du roi sur ses provinces.
« Li kanda li koko li simbe mbote sambwali. »
— Devise du royaume de Loango, La devise marque la primauté du roi sur ses provinces.

« La paume de la main qui porte les sept étoiles. »
— La devise marque la primauté du roi sur ses provinces.
Le gouvernement central est constitué de :
- Ma Mboma tchi Loangu : le chancelier. Il est normalement choisi dans les provinces autres que celle où réside le roi, le plus souvent dans l'ethnie kugni. Il assure l'interrègne à la mort du roi.
- Mbindinka : le ministre de l'intérieur.
- Ma Fuka : le titre de l'Intendant général du commerce, superviseur de la traite, avec un couvre-chef en fibre d'ananas comme signe distinctif de sa fonction. Il contrôle et assure le respect des poids et mesures, surveillent aussi les débarquement et embarquement des bateaux européens, et bien souvent, la conclusion des affaires commerciales importantes. Sa charge est si immense qu’il se fait souvent représenter par des fonctionnaires subalternes, souvent mal appréciés des populations. Il est généralement le plus connu des ministres, celui dont les décisions pèsent le plus sur la vie du royaume et des sujets.
- Ma Safi (les poumons) ou Mani Banze : le ministre des finances.
- Tchi payi tchi ma loangu ou mani mbèle : le porte-parole du roi avec une épée en cuivre comme signe distinctif de sa charge.
- Ma Ngala-Mbembo : l'ambassadeur plénipotentiaire des ethnies kongo auprès du roi Maloango.
- Ma Tchyendji : le ministre du commerce extérieur avec les marchands européens sur la côte. Fixant les taxes, il veille à la bonne application des tarifs et règle les litiges.
- Ma NKaka : le ministre de la défense, qui constitue les bataillons armés dans les différentes provinces. L'ethnie beembe, de par sa maîtrise des techniques de guerre fut un excellent pourvoyeur de ce corps militaire.
- Ma Ngofu ou Ma Ngofo : le ministre de la santé.
- Ma Vungu : le ministre des affaires étrangères, Il fait ambassade ambulante, s’assure de la fidélité des vassaux et des provinces en entretenant sans cesse des relations avec eux.
- Ma Mputu (de Porto, ville portuaire du Portugal, généralisé en Mputu c'est-à-dire l'Europe) : rattaché au Ma Vungu, c'est le secrétaire d'État chargé des relations avec l'extérieur du royaume. Il achète les biens les plus utiles au royaume (surtout les armes, la poudre de chasse, des tissus), etc. Il parle généralement une ou plusieurs langues européennes.
- Ma Kimba : le ministre des eaux, des forêts et de la pêche et des ressources vivrières. Il s’assure qu’aucun gaspillage sur les réserves naturelles n’est constaté, prélève des taxes sur les prises de pêche, surveille l’installation de nouvelles populations sur des lieux jadis inhabités, assurent la sécurité dans les zones les moins peuplés du royaume, et le respect des lieux sacrés (forêts d’initiations, cimetières, etc.).

Le royaume est constitué de sept provinces,:
Le pays vili avec les quatre provinces suivantes ;
- Province de Mpili : C'est le lieu d'implantation de Bwali, la capitale du royaume et le lieu de résidence du roi, sur la rive gauche du fleuve Kouilou avec une vue imprenable sur la bais de Loango, actuelle sites côtiers de Tchibété et de Matombi. Bwali était autrefois constitué de plusieurs villages dont la plupart a disparu ou n'accueille que quelques âmes (Diosso, Loango, Mamboma Nzambi, Mbulu Mpupi, Ntandu Mbulu, Tchifuka Bayonne, Tchimpila, Tchinganga Mvumba, Tchivendji, Vista...).
- Province de Tchilunga, située sur la rive droite du fleuve Kouilou administrée et par le gouverneur Ma Tchilunga
- Province de Loandjili, située au sud-ouest, du nom de l'ancienne capitale de la dynastie des Bouvandji, non loin de Mbanda (site de Pointe-Noire) et voisine des provinces de Mpili et Ngakanu. Elle est administrée par le gouverneur Ma Loandjili.
- Province de Ngakanu ou Tchikanu, province continentale à l'est, qui accueille le centre de Mboukou, la résidence du Mãmbuku, gouverneur représentant du Maloango, le roi. Elle accueille également le centre de Tchikanou, fief de Nganga Kanu, le premier Nthomi (prêtre) de la province.

Les trois autres provinces à l'intérieur des terres sont :
- Province du Mayombe, en pays Yombé à l'est, couvrant le massif montagneux du même nom
- Province de Kwangu ou Makangu, en pays Lumbu au nord est
- Province de Tchikuni ou Mankugni ou encore Dyangala, dans la vallée du Niari, sur le versant est du Mayombe

Le royaume de Loango est donc par essence pluriethnique.
À la fin du XVe siècle, compte tenu de leur comportement tyrannique, les Buvandji furent chassés du pouvoir par une insurrection populaire, provoquant la première crise institutionnelle du royaume de Loango|. La fin de l'absolutisme royal fait place à une longue régence, puis à une théocratie féodale.
Les notables (biva bi Lwangu) des 27 clans primordiaux Kongo du royaume de Loango jouèrent un rôle prépondérant dans la suite de cette rupture dynastique. Ils envoyèrent une délégation au village Banana, non loin de Moanda, en république démocratique du Congo, où se trouve le sanctuaire (« tchibila ») consacré à Bun : zi, entretenu et gardé par le Tchinthomi Tchibun : zi, le grand prêtre officiant pour cette déité. Sous les recommandations de ce dernier, une fillette nommée Nombo Sinda, fut choisie puis élevée par le Nthomi Bun : zi, qui la déflora et la féconda. Nombo Sinda fut alors ramenée par mer et débarqua non loin de Diosso, sur une place qui reçut le nom de Sinda de cet événement et le porte encore.
Nombo Sinda d'origine Bongo (pygmée du Mayombe), fut ensuite mariée à un homme appartenant au clan Kondi, avec qui elle donna naissance à une fille dénommée Mwe Nthumba, puis à un fils nommé, Mwe Pwati 1er, qui devait être le premier héritier de la nouvelle dynastie. Ce dernier régna sous le nom de Kamangou wu Kama Mbou dit le prophète (Kamangou qui assécha la mer) au milieu du XVIIe siècle. Il a atteint le degré de suprême de l'initiation sacrale de Ma Loango. Il maitrisait les éléments naturels, possédait de nombreux pouvoirs magiques et pratiquait la divination. Ses hauts faits sont toujours relatés par la vénération populaire.
En 1660, intervient la seconde crise institutionnelle du royaume de Loango. La famille au pouvoir était issue de l'ethnie vili, plus précisément du clan Kondi. Cette nouvelle dynastie se scinda en deux rivaux, laissant aux 27 clans primordiaux de Bwali le rôle décisif d’arbitre. Ce sont les deux clans éligibles au trône de Ma Loango: les Kondi et les Nkata. Cette monarchie élective a transféré le pouvoir entre les mains des fumu-si (chefs de terre).
La désignation du futur souverain par les princes issus des 27 clans leur conférait beaucoup d'influence. Le roi ainsi désigné était certes un monarque sacral qui œuvrait selon la tradition, pour étendre le pouvoir territorial et spirituel du royaume. Toutefois, ils pouvaient le destituer à tout moment, s'ils estimaient que le souverain avait enfreint les règles du pouvoir et des traditions. En effet, le roi n'était obéi que s'il montrait obéissance en retour. C'est ce subtil mélange entre le sacré et ce processus électif qui était à la base de l'équilibre politique et socio-économique du royaume. Mais le commerce des esclaves va très vite mettre à mal cet équilibre original.
De l'histoire du royaume de Loango, il ne reste aucune trace visible. Pourtant, il a très tôt effectué des échanges avec les Européens, Portugais pour la plupart, évadés des bagnes ou anciens trafiquants de bois d'ébène. Des Allemands, des Anglais, des Hollandais, avaient également ouvert des factoreries aux environs des plus gros villages.

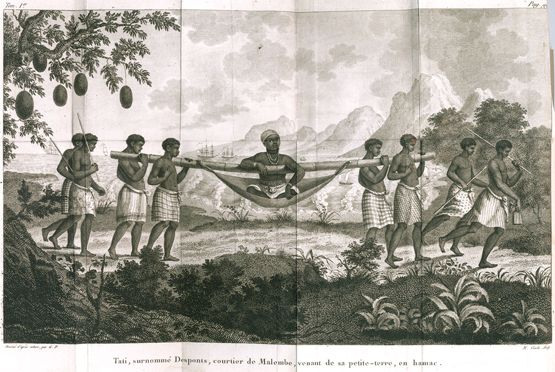
Le courtier Tati surnommé « Desponts » transporté en « tipoye » (hamac) par ses employés

À son apogée, entre le XVIe siècle et XVIIe siècle, le Maloango, souverain d'un état structuré et centralisé, était en mesure d'imposer ses conditions aux commerçants européens, en faisant jouer la concurrence, principalement entre Portugais et Hollandais.
Les négociants Vili, en tant qu'intermédiaires incontournables entre les commerçants de l'hinterland, et les capitaines des navires européens qui mouillaient au large, ainsi que les Mafouks ou Mafouka (courtiers notables) par la perception des taxes et des droits d'accès sur les hommes et les marchandises, se sont énormément enrichis. Selon le négrier Louis Ohier De Granpré, ces courtiers Vili de la côte sont soit des « seigneurs engendrés », ou des chefs des 27 clans primordiaux de Diosso ou des contrées avoisinantes.
Les étoffes tissées à base de fibres de raphia et de papyrus qui faisaient la renommée des habitants de Loango, ont servi de monnaie d'échange, non seulement au Loango, mais aussi dans les états voisins de Ngoyo, Kakongo et de l'Angola pendant plusieurs siècles. Ces étoffes étaient également exportées vers le Portugal.

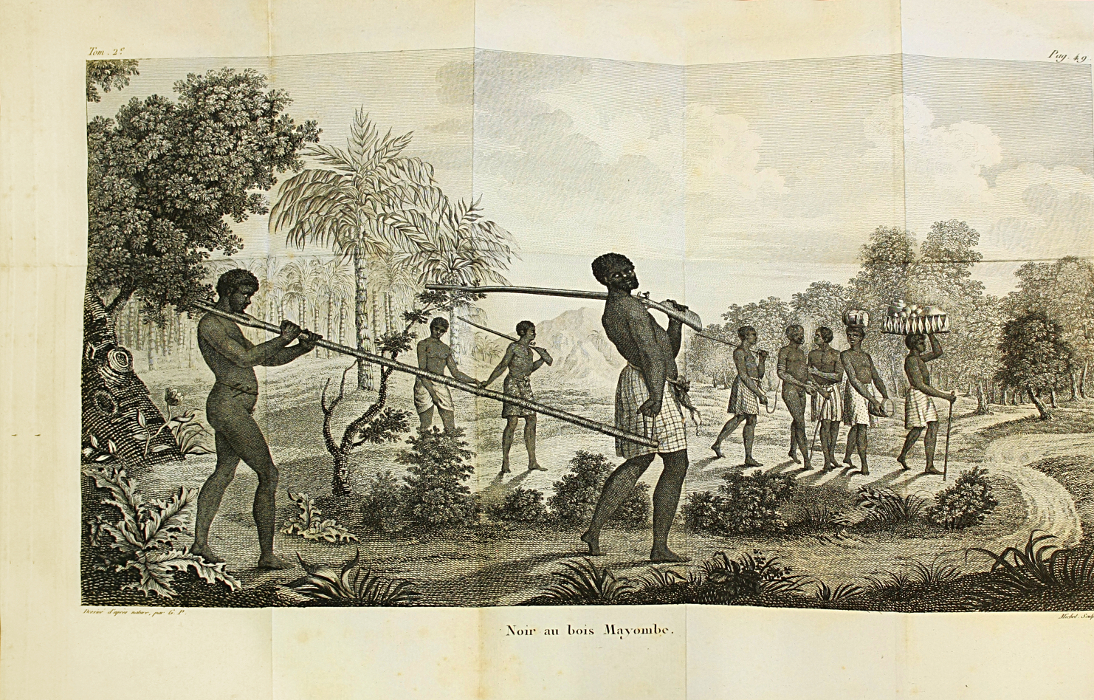
Captif maintenu par un carcan en « bois mayombe ».

Ces échanges reposaient initialement sur des articles de grande valeur (ivoire, bois précieux, cuivre) contre des vêtements, des armes et des objets manufacturés occidentaux. Toutefois, la demande croissante de bois d'ébène pour alimenter le nouveau continent américain, va changer la donne. En effet, plus de 15 000 esclaves par an ont transité par les côtes de Loango pour alimenter le commerce triangulaire.
Une nouvelle classe de riches notables, s'affranchissant de la tutelle du pouvoir central, voit le jour. Ce faisant, l'autorité du Maloango va s'estomper au profit de ces potentats locaux. Un état d'anarchie est causé par la lutte de pouvoir entre les mafouks et les factoreries installées sur la côte. C'en était fini de la splendeur du royaume de Loango, qui avait perdu de sa superbe.

### La colonisation européenne

#### L'évangélisation de l'Église catholique

##### Premières tentatives
En 1663, sous l'impulsion des pères capucins de la Sacrée congrégation pour la propagation de la foi, Bernadin de Hongrie et Léonardo de Nardo, la Préfecture apostolique de Loango est détachée de celle du Congo voisin. Le nouveau préfet apostolique instruit et baptise le roi et la reine de Loango en huit jours. Le roi prend alors le nom de Don Alphonse. Le prince héritier et trois cents personnes de la maison royale, ainsi que plus de deux mille sujets sont baptisés.
Le 18 juin 1664, la mort précoce du père Bernardin donne le signal d'une insurrection menée par un cousin du roi. Le roi est massacré. Le soulèvement est heureusement maté par le prince héritier.
Dès 1670, la préfecture de Loango est de nouveau rattachée à l'unique préfecture du Congo.
Un siècle plus tard, le père Pierre Belgarde et ses deux compagnons, MM. Sibire et Astelet de Ciais, et débarquent à Loango le 10 septembre 1766. Sous les auspices du pape Clément XIII, le rétablissement de la préfecture du Loango est effectif. Mais une épidémie va décimer la douzaine de missionnaires européens, de sorte qu'avant la fin de l'année 1776, il ne restait plus aucun missionnaire sur cette côte de Loango. Pour la seconde fois, la préfecture apostolique de Loango, notamment auprès des deux tentatives infructueuses des contrées Tchibota et de Loubou, cessait d'exister.

##### Les Spiritains

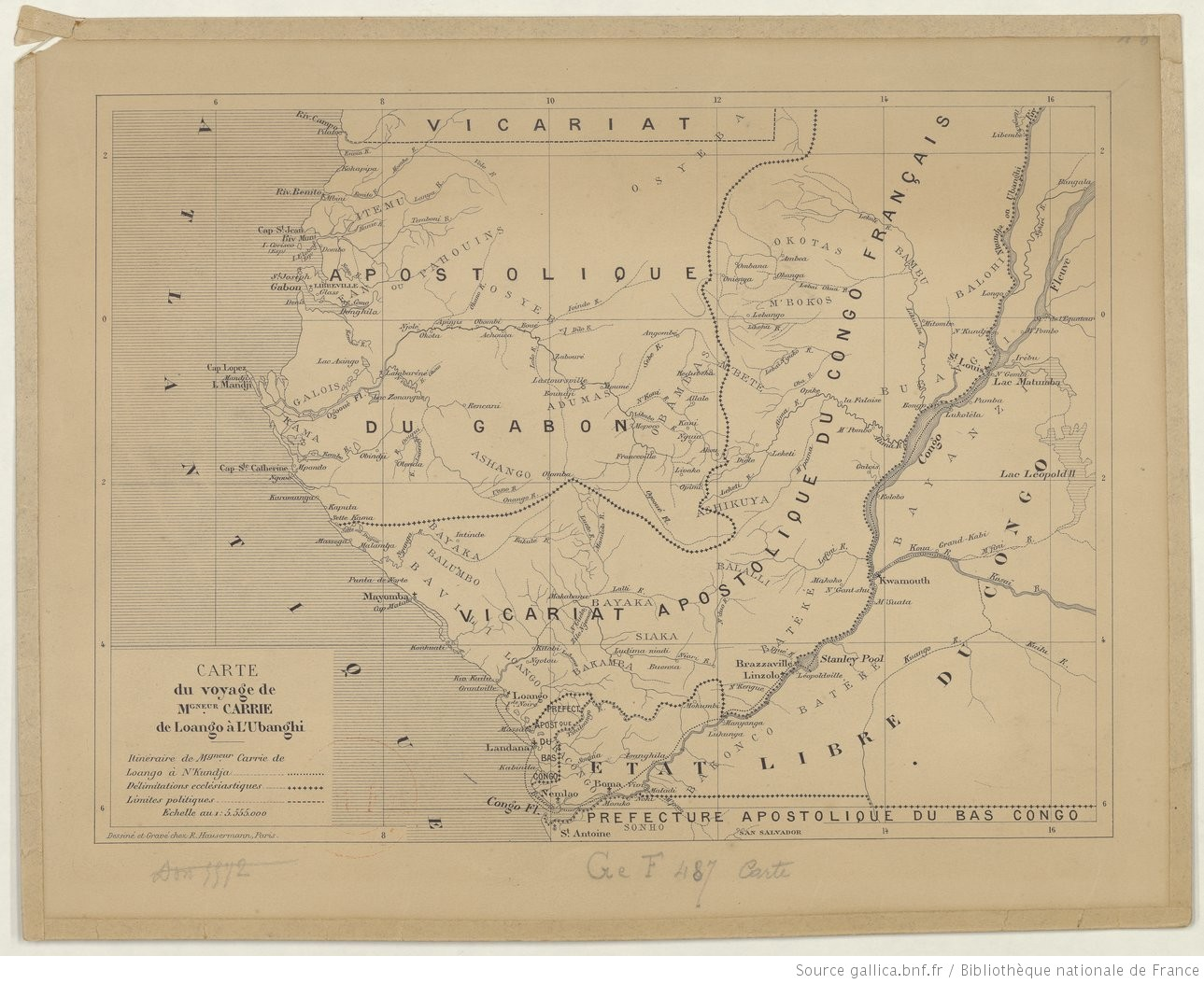
Carte du voyage de Mgr Carrie de Loango à l'Ubanghi.

###### Landana
En fin janvier 1872, le père Carrie, en provenance du Gabon (Mayumba), remet à son supérieur hiérarchique Mgr Jean-Rémi Bessieux, premier évêque de Libreville, un rapport sur le principe de la reprise des missions d'Afrique par les Pères du Saint-Esprit. Ce constat est confirmé par les commerçants de la côte, les commandants des navires, les chefs indigènes, qui tous lui conseillent de s'implanter à Landana. « Landana est le lieu qui nous offre le plus d'avantages ; le seul ou je conseillerais d'établir la première mission. C'est, après Banane, le premier point pour l'importance commerciale, importance qui, à cause de sa rivière – le Tchiloango – ne disparaîtra jamais. Pays coupé de collines et de vallées, tour à tour boisées et découvertes, sol très riche et três productif, air frais et pur, climat généralement réputé salubre, endroit le plus sain de toute la côte, populations douces. Ce centre, vraiment européen au témoignage même des Noirs qui l'appellent la « Ville des Blancs ». La mission y jouirait d'un emplacement magnifique. Landana a encore en sa faveur l'arrivée du packet anglais qui s'y arrête. Et ce à quoi le Père Carrie attache grande importance : sa situation à deux lieues au nord de Malembe, limite extrême des prétentions portugaises au Congo. Cependant, reconnaít-il, la barre y est mauvaise, et la population relativement peu nombreuse, puisqu'il faut une demi heure de marche pour atteindre un des trois villages les plus proches : Mvoula, Chimbombo et Singuele ».
Le três révérend père Schindenhammer convoque le père Charles Duparquet, pour reformer la préfecture du Congo, avec le titre de vice-préfet apostolique, et de vicaire général de Mgr Bessieux qui estime avoir juridiction sur Loango, et même sur tout le territoire qui ne dépend pas de l'évêque de Luanda.
Embarqué à Liverpool sur le « Soudan », en compagnie du frère Fortunat, le père Duparquet jette l'ancre devant Libreville et prend à son bord le père Carrie, le 4 septembre 1873. Le 9 septembre, le père Carrie et le frère Fortunat débarquent à Landana, reçus par M. de Rouvre, agent de la factorerie française de la maison Daumas. Ils y sont rejoints deux jours plus tard par le père Duparquet, qui descendu à Ponta-Negra avec une partie du chargement, a gagné Landana à pied en longeant la côte.
Le 19 septembre, les spiritains acquièrent deux propriétés. L'une pour loger les futures religieuses responsables des femmes africaines, et l'autre réservée pour leur usage et à un internat d'enfants; petits esclaves rachetés [comme l'Abbé Charles-Célestin Maondé (approximativement 1865-1907)], mulâtres nombreux dans la région (Abbé Louis de Gourlet), enfants d'hommes libres et de chefs qui leur seront confiés. Les religieux assurent aux enfants, le logement, le vêtement, la nourriture et l'instruction. Mais pour diminuer leurs dépenses, il leur faut une plantation qu'ils cultiveront. Le Mambouk Peça Matenda précise que le travail de la terre est l'apanage d'enfants d'esclaves; les enfants libres chassent, pêchent, cueillent les noix de palme, font le commerce. Seules, les femmes cultivent la terre.
Le contrat établi en double exemplaire, est signé par le Mambouk de Landana, Peça Matenda, escorté de sa suite habituelle (sorciers, guerriers, joueurs de tam-tams et esclaves), le vice-préfet, M. de Rouvre et son adjoint, M. Hergatz. La compensation comprend deux cents pièces de cotonnade, deux caisses de fusils et deux dames-jeannes d'eau de vie, pour le Mambouk et pour tout autre qui pourrait revendiquer des droits sur le terrain, sauf pour le roi Pedro Djimbe, à qui les réligieux devront donner sa part.

###### Premières difficultés

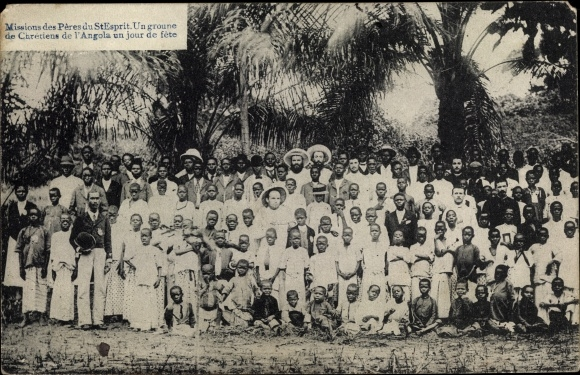
Angola - Spiritains - Groupe de Chrétiens jour de fête

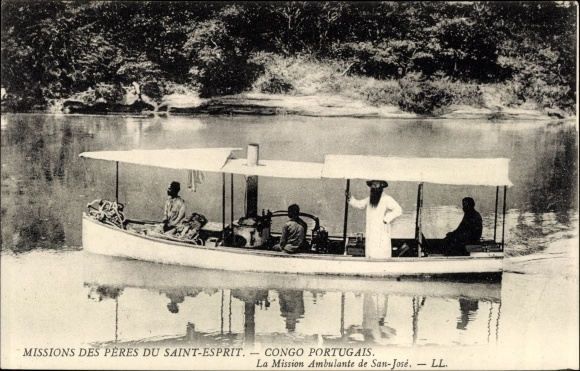
Missions des pères du saint esprit Congo Portugais La Mission ambulante de San José

En ce début d'année 1874, s'abat sur la région de Landana, plusieurs calamités. D'abord, une sécheresse et une famine sans précédent, accompagnées d'une épidémie de petite vérole qui, cette fois, affecte le père Carrie, plus exposé que les autres, car en contact avec la population africaine dans les villages. Appelé par le père Duparquet, le médecin d'une expédition allemande qui explore, au nord de Loango, la vallée du Kouilou, peut heureusement le guérir.
Importées récemment d'Amérique dans un navire lesté de sacs de sable déchargés à Banana, les chiques font pour la première fois, leur apparition sur la côte. Favorisées par la prolongation de la saison sèche, ces bestioles essaiment dans les villages.et provoquent aux orteils ou elles aiment se loger, des démangeaisons et des plaies d'autant plus dangereuses et difficiles à prévenir et à soigner, que ces petits parasites sont invisibles à un œil non averti.
Malgré ses promesses, le chef Peça a gardé par devers lui, toutes les redevances d'installation. Son entourage, frustré, s'en prend violemment au père Duparquet, lui reprochant d'avoir signé le contrat sans les avoir associés, et exigeant, sans ménagements, un complément de redevances. Le contrat en fait heureusement foi.
Les sorciers, les notables et toute la population se révoltent contre l'autorité de Peça et exigent le départ immédiat des missionnaires, qu'ils considèrent responsables de tous ces fléaux. N'ayant pas répondu à la menace du chef Peça parvenue le 2 novembre 1874, la mission continue à prospérer.
À la suite d'un nouveau soulèvement mené par Peça Matenda à Landana, le 3 août 1876, l'amiral Amédée Louis Ribourt appareille, devant Landana, à bord de la frégate Vénus que commande le capitaine de vaisseau Conrad, précédé de quelques jours par l'aviso à hélice Le Diamant. Le gouverneur général d'Angola, s'imaginant vivre encore du temps du prince Henri le Navigateur, et pouvoir disposer de l'Afrique comme bon lui semble, fixe alors au 21 mars 1877 l'annexion par le Portugal de la côte sud du fleuve Congo et des royaumes du Ngoyo et du Kakongo. Peut-être voyait-il dans l'intervention de l'amiral, les débuts d'une occupation française du Kakongo ? L'Angleterre n'acceptant pas cette annexion par le Portugal a immédiatement envoyé un de ses navires de guerre. Pour autant, les frontières très théoriques du Congo portugais remontent jusqu'à la rive sud du fleuve Congo, peut-être même jusqu'à Malembe. Elles n'atteignent certainement pas Landana. De toute façon, les frontières réelles ne dépassent pas Ambriz.
Chassés à Soyo, plutôt que de se dépenser en efforts et en argent, pour fonder de nouvelles missions comme celles de Saint-Antoine, et de se réveiller un jour portugais, les spiritains prévoient une fondation dans le royaume du Loango.

###### Loango

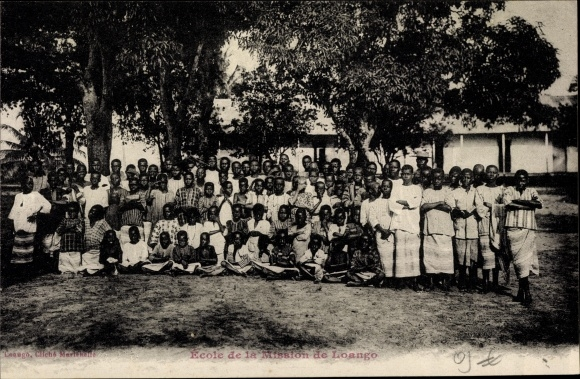
Loango - Clichés Marichelle École de la mission Loango

Les pères Carrie et Schmitt débarquent du Tornado à Ponta-Negra, après six heures de navigation le 12 août 1877. Ils sont accueillis par les gérants des comptoirs français (M. Béraud), hollandais, portugais (M. Agnello), espagnols et anglais. Apprenant le but de leur mission, André Loemba (notable baptisé et élevé à Loanda par les missions portugaises, parlant portugais, anglais et français) et M. Béraud conseillent aux spiritains de s'installer sur le site de Loango. Là, Piter Gimbel, lettré, chef d'un village proche de la baie, qu'il a baptisé « Martinique » en souvenir d'un long séjour qu'il a fait dans cette île des Antilles, introduit les Nganga Nzambi ya Mpungu (prêtres du Dieu souverain) auprès du Mâ Loango.
Pour gagner Bwali, la capitale du royaume, il faut tourner le dos à la baie de Loango et aux comptoirs européens, atteindre tout d'abord le sommet d'une falaise, et le rebord d'un vaste plateau fertile, boisé et peuplé d'importants villages qu'énumère Gimbel : Kienkie, Vista, Diosso, Bwali et ses deux hameaux Mamboma Nzambi et Tangu Mbata. Le groupe passe devant les gorges de Diosso qui émerveillent le père Carrie. Des femmes y descendent au moyen d'escaliers taillés dans la roche abrupte, pour ravitailler Diosso en eau potable. Sur le chemin, une visite est faite auprès du premier ministre, le Mankaka, Mamboma Bitoumbou, appelé aussi Capitaine Mor, parlant les langues européennes, général de brigade, commandant de l'armée du Loango, en temps de guerre.
En 1875, à la mort du roi, l'actuel Mâ Loango, Nganga Mvoumba Makosso Tchinkusu, bien que « ntekulu », fils d'une des sœurs du roi défunt, n'était pas l'héritier le plus direct. Énergique et adulé par les habitants de Bwali, il s 'empare du pouvoir par la force, aidé de quelques partisans. Tchikusu ou Tchinkosso signifie « truand ». Cette usurpation brutale n'est pas du goût des notables qui l'écartent, et le premier neveu est sacré roi. Mais ce dernier déplait rapidement à son entourage, et Makosso est rappelé au début de cette année. II n'est pas encore couronné. Ce qui lui vaudrait, s'il arrivait à mourir subitement, d'être enterré à Loubou et non dans la sépulture royale de Loandjili.
Le roi reçoit ses hôtes dans la case à palabres (mwandza). Des fétiches, un banc pour les visiteurs, un fauteuil pour le roi, et des nattes posées sur le sol, meublent la case. Le roi suivi de sa cour et de son vieux frère portant précieusement un fétiche dans ses mains, fait son apparition. Bel homme d'une quarantaine d'années, le roi porte, le bonnet princier (mpu) en fils d'ananas. Un grand manteau d'un beau drap noir est jeté sur son pagne blanc bordé de rouge, lui-même serré dans une peau de panthère. L'inscription : « Mani Makosso », est tissée sur son bonnet. De gros anneaux d'argent enserrent ses chevilles. II n'a pas jugé nécessaire de suspendre des grelots à sa peau de panthère, ni de se peindre le corps d'une mixture protectrice.
Le roi et sa cour écoutent avec attention les projets du père Carrie. Le roi répond : « Quand vous viendrez chez moi, repond le roi, je vous cèderai un grand terrain. Vous construirez votre habitation ou vous voudrez, et vous instruirez des enfants et mon peuple. Deux de mes neveux et deux de mes fils vous suivront à Landana ».
Le 11 janvier 1878, alors que son supérieur, le père Charles Duparquet va fonder la nouvelle mission dans la Cimbébasie, le révérend père Carrie le remplace à la tête de la Préfecture apostolique du Congo, avec Lãndana comme centre important de la mission.

###### Fondation de la mission catholique de Loango

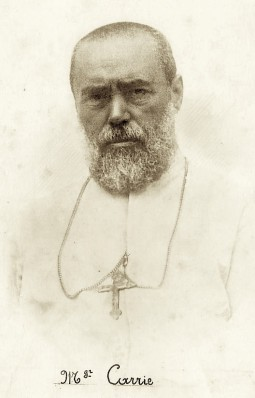
Monseigneur Carrie, Loango, Congo.

Plusieurs raisons poussent les missionnaires à fonder la mission de Loango. D'abord, le Mä Loango et ses administrés qui demandaient, depuis 1876, aux missionnaires de s'établir chez eux. Ensuite, Savorgnan. de Brazza considérait Loango comme le point de départ de ses explorations vers le haut Congo. En effet, les navires français y trouvaient un excellent mouillage et une rade toujours tranquille.
En octobre 1882, le Père Hyppolitte Carrie se rend à Loango et fait l'acquisition d'un vaste terrain d'une centaine d'hectares.
Le contrat signé le 11 octobre 1882 avec les chefs du pays stipule :

« Sa majesté Manimacosso Chicoussou et les chefs susdits cèdent en toute propriété au dit R.P. Carrie qui accepte, un terrain de la contenance de 100 hectares environ, situé au Loango et limité comme il suit : au nord, par la baie de Loango ; à l'est, par la vallée Loubenda qui, dans son entier fait partie de la propriété cédée à la mission catholique ; à l'ouest, par la petite rivière Matali ; au sud par des limites posées d'un commun accord par les parties contractantes. Cette cession de terrain est faite au R.P. Carrie moyennant la somme de 50 pièces ou cortades et un baril de tafia (rhum industriel) de 25 gallons, somme qui sera payée une fois pour toutes. En outre, la mission payera annuellement, à titre d'impôt : 1° ) au roi, deux gallons de tafia par mois ; 2° ) au Mamboma de Loubou, un gallon de tafia par mois. À ces conditions, la mission sera libre de toute autre redevance ou coutumes, de toutes visites onéreuses de la part des chefs du pays, et sera protégée et défendue dans ses droits de propriété par lesdits chefs, toutes les fois que besoin en sera. »

Les signataires sont :
- sa majesté Manimacosso, roi de Loango
- Pedro Gimbel Pangou, fils du roi et chef du village Martinique
- Mamboma Bitoumbou, capitaine mor
- Mamboma Mavinga de Loubou

d'une part
- Révérend père Hippolyte Carrie, supérieur de la mission de Lãndana et vice-préfet apostolique du Congo

d'autre part.
En 1883, Mgr Carrie fonde la mission catholique de Loango.

#### Expansion (1849-1944)

##### La décadence du royaume de Loango
Le 1er juillet 1849, à la faveur de l’arraisonnement du navire négrier brésilien Elizia ou Ilizia par la frégate Pénélope de la marine française, dirigée par le capitaine de vaisseau Édouard Bouët-Willaumez, une trentaine ou plusieurs centaines d'esclaves Vili, Lumbu, Yaka ou Bongo, selon les sources,, après un séjour de trois ans au Sénégal, furent installés définitivement près du Fort d'Aumale, dans l'estuaire du Komo, au milieu des villages Mpongwé. Cet incident marqua la naissance de Libreville, la capitale politique du Gabon, à l'image de Freetown en Sierra Leone.
La fin du xixe siècle voit s'accentuer le déclin du royaume de Loango. Celui-ci subit les dommages collatéraux de la rivalité des Européens en Afrique Centrale (course au clocher), notamment entre l'enseigne de vaisseau Pierre Savorgnan de Brazza et l'explorateur Henry Morton Stanley, pour le compte de Léopold II, roi des Belges. Afin de s'assurer le contrôle unilatéral de la façade maritime du Congo et du Gabon, la France impose des traités aux autorités traditionnelles.
Le Mâ Loango Manimakosso-Tchinkosso, qui régna de 1875 à 1885, affaibli par le blocus de la côte établi par l'aviso Sagittaire, empêchant tout contact entre les villages, fut contraint de capituler. Le 12 mars 1883, il signe avec le lieutenant de vaisseau Robert Cordier, un traité de souveraineté, de commerce et de cession du territoire, en présence des négociants portugais Manuel Saboga et français Ferdinand Pichot.
« Loango Grande, 12 mars 1883.
Au nom de la République française et en vertu des pouvoirs qui nous sont délégués par notre gouvernement, Nous, Robert Cordier, chevalier de la Légion d'honneur, commandant de la canonnière Le Sagittaire, avons conclu le Traité suivant avec Sa Majesté le roi de Loango Manimacosso-Chicusso et ses successeurs, ainsi qu'avec les chefs du pays.
Article 1er: Sa Majesté le roi de Loango déclare placer son pays sous la suzeraineté et le protectorat de la France.
Article 2: La France reconnait Manimacosso-Chicusso comme roi de Loango et lui promet aide et protection.
Article 3: Le roi de Loango, les chefs du pays et tous les indigènes conservent l'entière propriété de leurs terres. Ils pourront les louer ou les vendre aux étrangers et percevoir les redevances, sous la forme et les conditions consacrées par les usages du pays. Il ne sera porté aucunement atteinte aux propriétés dûment acquises et délimiitées suivant le mode du pays, appartenant à des Européens de quelque nationalité qu'ils soient.
Article 4: Le commerce se fera librement sur pied, de la plus parfaite égalité entre les indigènes et les sujets français ou autres. Le roi et les chefs s'engagent à user de toute leur autorité pour prohiber dans leurs États, la traite des esclaves.
Article 5: Le roi de Loango et les chefs du pays s'engagent à ne gêner en rien, les transactions entre vendeurs et acheteurs, à ne jamais intercepter les communications ave l'intérieur du pays et à n'user de leur autorité que pour protéger le commerce, favoriser l'arrivage des produits et développer les cutures.
Article 6: Le roi cède en toute propriété et sans aucune redevance au Gouvernement de la République française, le terrain comprenant la Pointe dite Indienne, ainsi que la langue de sable et les ïlots découvrant à mer basse, formant la partie Ouest de la lagune de Loango ou compris dans cette lagune.
Article 7: Le présent Traité revêtu de la signature du roi et des chefs du pays, ainsi que de celle du lieutenant de vaisseau, commandant Le Sagittaire, est exécutoire du jour même de sa signature. Il ne pourra toutefois être considéré comme définitif, qu'après ratification du gouvernement français, auquel il sera transmis immédiatement.
Fait et signé à Loango Grande, village du roi, le 12 mars 1883.
Le lieutenant de vaisseau, commandant Le Sagittaire, signé :
- R. Cordier,

Signatures de:
- Manimacosso-Chicusso, roi de Loango
- Mamboma Bitaoumbou, capitaine mor (Croix)
- Goma, fils du roi (Croix)
- Mambuco Mani Luembo (Croix)
- Mafuca Piter (Croix)
- Mafuca Pedro (Croix)
- Mafuca Perico (Croix)
- Mafuca Congo (Croix)
- Mafuca Bayono (Croix)
- Mafuca Mavemgo (Croix)
- Mafuca Macoco (Croix)
- Mafuca Boma (Croix)
- Mayordome Miguel (Croix)
- Mayordome Macoco José (Croix)
- Mamboma de Liebo (Croix)
- Petra Praia (Croix)
- Pedro Gimbel (Signé)
- Linguister Antoine (Croix)
- Linguister Tati Domingo (Croix)

Nous soussignés négociants Manoel-G Saboga, chef de la maison portugaise Saboga et Ferdinand Pichot, agent de la maison Daumas-Béraud, certifions que le présent Traité a été discuté librement avec le roi de Loango devant tous les chefs du pays, qu'il leur a été lu, expliqué et commenté et qu'il a ét consenti par eux en parfaite connaissance de cause.
Ils certifient également l'authenticité des siges du roi et des chefs noirs, qui ont tous ét faits sous leurs yeux.
Signés: M. G. Saboga et F. Pichot »
Par ailleurs, le pouvoir central du Mâ Loango s'estompe au profit de potentats locaux. Certains d'entre eux, parmi lesquels André Moé-Loemba (autochtone élevé par les missions portugaises, fondateur du village de Tchimbamba), Mamboma Makosso, Mvumvo Lucieno et Matchimbamba paraphent, le 21 juin 1883, le traité de Punta-Negra, avec le même lieutenant de vaisseau Cordier, permettant à la France de prendre possession de ce territoire,
Parallèlement, dans le périmètre lusophone, deux ans plus tard, le 25 février 1885, les princes et notables des royaumes de Kakongo, de Loango et de Ngoyo signent avec Guillerme Auguste de Brito Capello, commandant de la corvette Rainha de Portugal, le traité de Simulambuco qui les met sous la protection du royaume du Portugal,
Le royaume de Belgique a signé pas moins de 289 traités entre 1883 et 1884 dans la conquête de la vallée du Kouilou-Niari, territoire cédé à la France lors de la conférence de Berlin en 1885. Celle-ci entérine l'ensemble de ces traités faisant de la France le maître absolu de la partie de l'Afrique centrale allant de la rive droite du fleuve Congo jusqu'aux confins du Gabon, achevant ainsi le partage de l'Afrique entre les puissances coloniales. Le contrôle des bases côtières a également permis le départ de nombreuses expéditions qui s'enfoncèrent jusqu'au Tchad voire au Soudan (Fachoda).
Au lire de la langue, des termes juridiques utilisés et des croix apposés sur les traités en guise de signatures, et des interlocuteurs occidentaux (Robert Cordier, Albert Dolisie, Fortuné-Charles de Chavannes...), l'on peut, avec Patrice Joseph Lhoni, se demander si les chefs africains (Mfumu N'Zabi en pays Manianga, Ibaka, Dombi dans les pays de l'Alima), avaient bien conscience de ce qu'ils signaient, en engageant leurs territoires et leurs populations,.
Loango, la capitale, abrite alors le gouvernement et les institutions officielles, gérant le commerce intérieur et extérieur. C'est le seul débouché des pistes caravanières vers l'océan. À l'emplacement de Pointe-Noire, l'actuelle capitale économique, on dénombre quelques villages de pêcheurs comme M'Bou Mvou-Mvou (emplacement du Novotel sur l'avenue Charles de Gaulle); - littéralement Mvoumvou signifierait ce qui dure, ce qui est éternel et par extension M'Bou Mvoumvou c'est la plage, la mer éternelle -, M'Boukou (actuel quartier Mouyondzi).
Les quartiers périphériques actuels de Pointe-Noire ne sont alors que des villages : Loandjili, Siafoumou, Tchimbamba, Mpita, Tchimani...
En 1888, les Vili du Gabon occupent Mayoumba et échangent avec les Lumbu localisés le long de la lagune Banio. Ces deux peuples du groupe Kongo se comprennent sans interprète.
Le roi lumbu Mayombe Ignondrou, le plus ancien de la région, commande alors le Mayombe, Mayoumba et une partie de Setté Cama. Il règle les palabres entre les chefs de clan vili et lumbu.
Les Vili de Mayoumba sont commandés par Goufila Ngoma et se sont émancipés du Mâ Loango. Les commerçants vili de Loango qui se rendaient à Setté Cama par la côte, sont d'ailleurs souvent dépouillés de leurs ballots d'étoffes.
Après avoir été abolie de fait en 1885, lors de la conférence de Berlin, la royauté du Loango perdure symboliquement à travers ses héritiers et ses rites familiaux entretenus par des offices coutumiers.

##### Déclin de la cité de Loango et émergence de Pointe-Noire
En 1897, l'achèvement de la ligne de chemin de fer Matadi-Léopoldville (Kinshasa), mais surtout la fondation de Pointe-Noire en 1922, pour la construction d'un port en eau profonde et d'une ligne de chemin de fer, va précipiter le déclin de la capitale Loango. En effet, sa baie avec son faible tirant d'eau ne permet pas le débarquement des navires pour le trafic des personnes et des marchandises. Loango n'accueille alors plus que les sépultures des nobles Vili et des colons.
Par ailleurs, les chantiers du port et du CFCO (chemin de fer Congo-Océan) vont pousser les hommes dans la force de l'âge à émigrer vers Pointe-Noire. Excepté le petit village de pêcheurs de Ndjindji, ce sont les travailleurs de ces deux chantiers qui vont constituer l'essentiel de la population indigène pontenégrine. La ville voit également arriver des populations attirées par les emplois induits. Ce sont notamment les commerçants venus du Gabon, du Dahomey, du Togo et du Ghana.
Les colons des compagnies concessionnaires s'opposent énergiquement à la construction de ce chemin de fer qui tarit et capte ses ressources en hommes. Dans telle concession, disait-on, où travaillaient naguère cinq cents ouvriers agricoles, il n’en restait plus qu’une vingtaine et la récolte pourrissait sur place.
Les colonisateurs français, soucieux d’éviter les conflits avec les autochtones se réservent les zones de marécages, impropres à l’agriculture et vides de population. Ils reconnaissent également le droit coutumier : la terre non fertile appartient à toute la communauté. Mais cette règle n'est pas toujours respectée.
Ainsi, en 1910, le village Koùmbi Bouilika fut rayé de la carte. Ses habitants à la tête desquels se trouve le chef Louissi Sakala dit l’Ancien, fils aîné du patriarche Nfouk’-Lassy, furent expulsés et expropriés de cette contrée par la volonté des colons à l'aune du développement de Pointe-Noire.
Ces derniers, n'ayant pas trouvé d'autres sites adéquats que ce plateau pour y construire une piste pouvant accueillir des aéronefs, se sont donc malheureusement rabattus sur ce village qui se trouvait sur l’actuel emplacement de l’aéroport Agostinho Neto de Pointe-Noire. Il s’étendait entre l'actuelle base aérienne et la rivière Tchinouka, et était limitrophe des villages de Ntié-Tié, Mboukou, Mpaka, Mpolo, Tchimani, Ngoyo, Tchibambouka, Mpita, Tchinouka, Malala et Tchimbamba.
En 1924, Hervé Mapako-Gnali, père de Mambou Aimée Gnali et Jean Félix-Tchicaya deviennent les premiers instituteurs du Moyen-Congo au sortir de l'École normale William-Ponty sur l’île de Gorée au Sénégal.
Le besoin en main d'œuvre provoque l’arrivée massive de populations de l’intérieur (que les autochtones appellent bilanda lail, « suiveurs du rail ») ; leurs besoins en logement contribuent au développement de la cité. Les Vilis, qui étaient jusqu'alors les habitants majoritaires de la contrée, doivent désormais partager le foncier et le travail avec les populations allochtones. Ils voient leur aire d'habitat diminuer au gré de l'atomisation du royaume.
Le Kouilou, en plus d'être une terre d'immigration, est aussi une terre d'émigration et d'expatriation pendant la colonisation. La création de plantations de café et de cacao à Fernando Po et à Sao Tomé, le portage, la scolarisation et la perspective de recevoir un salaire provoquent un départ non négligeable de la main d'œuvre locale vers Brazzaville, le Gabon et l'Oubangui.
Par ailleurs, les Vili, par opposition aux Yombé, sont moins attachés à la terre, en raison de leur vocation commerçante et de leur positionnement comme intermédiaires entre les populations de l'hinterland et les trafiquants européens.
Tous ces flux migratoires vont provoquer un important exode rural, accentuant le vieillissement et le déséquilibre des sexes. Le dépeuplement continu de Bwali, la capitale de l'ancien royaume de Loango en est l'illustration.

#### Décolonisation (1945-1960)
La France sort exsangue de la Seconde Guerre mondiale. Elle met en place, grâce à une Assemblée Constituante, de nouvelles institutions pour relancer l'activité politique du pays. La représentativité de la France est alors étendue aux territoires d'Outre-Mer comme l'AEF, dont les autochtones ont la possibilité d'élire des représentants. Alors que les vieilles colonies comme les Antilles élisent leurs députés au suffrage universel, l'AEF (Afrique-Équatoriale française) et l'AOF (Afrique-Occidentale française). disposent de deux collèges électoraux distincts : le premier réservé aux citoyens métropolitains et le second aux autochtones, non citoyens. Le Gabon et le Moyen-Congo, à cause de leur faible population, constituent une seule circonscription électorale pour l'élection d'un député pour ce second collège.
Le 7 décembre 1945, après un second tour, Jean Félix-Tchicaya est élu membre de l'assemblée, devant respectivement Jean-Hilaire Aubame, Jacques Opangault, Issembé et François-Moussa Simon.
À noter que parmi les candidats autochtones figurait un autre Vili. Il s'agit de Pierre Tchicaya, dit Tchicaya de Boempire, cousin de Jean-Félix et pasteur protestant de l'Église évangélique.
Être né à Libreville, lieu d'émigration de son père, le tailleur Makosso Tchicaya a permis au vainqueur de prendre le dessus sur ses concurrents y compris sur les candidats gabonais. Outre le fait qu'il ait travaillé au Gabon et développé de solides amitiés, il a bénéficié des suffrages des Vili et Lumbu de la Ngounié, et de l'Ogooué-Maritime. Toutefois, la rivalité entre le Moyen-Congo et le Gabon, ainsi qu'entre les Vili et les Mpongwé, les deux premières ethnies des deux contrées à avoir été en contact avec la civilisation occidentale va entraîner la séparation en deux circonscriptions distinctes.
En 1946, Jean Félix-Tchicaya, grand pourfendeur du colonialisme à l’Assemblée nationale française, où il siège pendant toute la IVe République, fonde son parti le PPC (Parti progressiste congolais), proche du Parti communiste français, en compagnie de jeunes cadres comme Joseph Pouabou ou Robert Stéphane Tchitchéllé. Ce dernier, bras droit du fondateur, sera le principal animateur du parti à Pointe-Noire et au Kouilou. Il rallie autour de lui tous les cheminots du CFCO. En 1956, il se brouille avec son mentor et rejoint l'abbé Fulbert Youlou pour fonder l'UDDIA (Union Démocratique pour la Défense des Intérêts Africains).

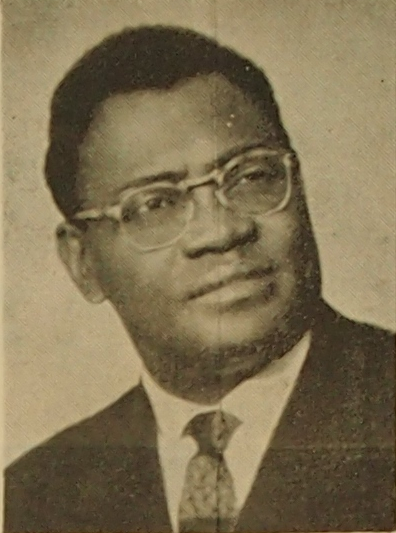
Robert Stéphane Tchitchelle en 1959

Ce dernier parti, en mobilisant politiquement les Laaris (peuple du département du Pool), prend le leadership politique sur le PPC et permet, à Stéphane Tchitchéllé de devenir le premier maire autochtone de Pointe-Noire. Il occupe par la suite plusieurs postes ministériels.
Le Congo-Brazzaville, dans ces années de décolonisation, est considéré comme l’une des lignes de front de la lutte anti-communiste en Afrique francophone. Paris veut à tout prix que le futur Congo indépendant ne soit pas tenu par les « rouges », mais par un responsable politique ami. Paris avait aussi initialement espéré faire de Brazzaville le pivot de l’action française en Afrique centrale en direction du Congo-Kinshasa, parce que tous les complots qui visaient l’ex-Congo belge passaient par Brazzaville.
La France soucieuse également de maîtriser les aspirations émancipatrices dans ses colonies, utilise des agents secrets comme le Dahoméen Antoine Hazoume,,, cadre du PPC passé ensuite à l'UDDIA, ou encore le SDECE (services secrets français), pour approcher les responsables politiques congolais. Hazoume est un agent des renseignements français traité par Maurice Robert [le chef Afrique du SDECE], et il avait intégré l’équipe politique de Jean Mauricheau-Beaupré [chargé de mission au secrétariat général des Affaires africaines]. Les chefs d’État africains comme Fulbert Youlou, Félix Houphouët-Boigny ou Ngarta Tombalbaye lui faisaient confiance. C'est effectivement par son entremise que la France va favoriser à partir de 1956, la victoire de Youlou (action à l’échelle du territoire congolais), pour le mettre sur le même pied d’égalité que ses deux principaux rivaux Jean Félix-Tchicaya et Jacques Opangault. Ensuite, la France obtient l'adhésion de Youlou et celle de son parti au RDA. (action à l’échelle africaine) au début de l'année 1958; concurrençant ainsi directement Tchicaya, qui se retire alors du RDA. Enfin, la France ouvre à Youlou les portes d’un univers normalement réservé aux seuls députés africains (action à l’échelle française) en l’occurrence à Tchicaya. Une collecte est organisée afin que Youlou puisse se rendre à Paris, pour tenter d’invalider l’élection de Tchicaya. Le voyage lui permet de nouer quelques contacts avec le milieu politique français.
En fait, en 1952, le RDA initialement affilié au Parti communiste français s'allie désormais à l'Union démocratique et socialiste de la Résistance (USDR) animé à l'époque par René Pleven, le président du Conseil et son ministre de la France d’outre-mer, François Mitterrand. La base à l'échelon local a alors pour consigne d'appliquer ce « repli tactique » à la lettre sous peine de représailles de la part de l'administration locale dirigée majoritairement par des membres du Parti socialiste. Les membres du PPC qualifiés de communistes subissent des brimades de l'administration coloniale et l'hostilité de la majorité des agents de l'État (affiliés à la SFIO ou au RPF) afin de préserver leurs avantages.
Le Mouvement socialiste africain (MSA) de Jacques Opangault, émanation locale de la Section française internationale et ouvrière (SFIO) de Guy Mollet, remporte les élections de l'Assemblée territoriale de 1957. Cette majorité toute relative ne survit pas à la défection de Georges Yambot, député du Grand Niari, faisant ainsi basculer le leadership du MSA. vers l'UDDIA au sein de l’assemblée territoriale en novembre 1958. De sanglantes émeutes et des scènes de vandalisme éclatent à Brazzaville et à Pointe-Noire, principalement entre ressortissants des ethnies Lari et Mbochi. Cette période trouble va coïncider avec le transfert, par la frêle majorité, de la capitale du Moyen-Congo de Pointe-Noire vers Brazzaville. Ainsi, une partie les décisions administratives, politiques et économiques concernant la ville de Pointe-Noire sont prises dorénavant à Brazzaville.
En 1954, Mambou Aimée Gnali est la première bachelière sur le territoire de l'AEF.

### Post-indépendance politique
La destinée post-indépendance du peuple Vili est intimement liée à l'évolution géopolitique et économique des républiques du Congo, du Congo Démocratique, du Gabon et de l'Angola.

#### Angola

Carte de la province du Cabinda (Angola).

Le Cabinda (avec Tchiowa comme capitale) a été incorporé dans l'Empire colonial portugais, séparément de son grand voisin du sud l'Angola. En effet, déjà à cette époque, les deux territoires étaient séparés par le fleuve Congo.
Le second article du traité de Simulambuco, signé en 1885, est souvent utilisé comme argumentaire par les séparatistes cabindais. ll stipule que le Portugal doit assurer l'intégrité des territoires placés sous sa protection. Les Cabindais ont célébré en 2005, le 120e anniversaire de ce traité, au grand dam des autorités angolaises qui considèrent ce traité comme étant contraire à l'état de fait, faisant du Cabinda, une enclave angolaise. Cette lecture différenciée du traité est d'ailleurs à l'origine du sempiternel conflit entre les deux parties,.
En Angola, les populations de l'enclave du Cabinda, coupées du reste du pays par le territoire de la république démocratique du Congo, tentent tant bien que mal d'affirmer leur singularité auprès du pouvoir central de Luanda. Dès la période coloniale, de nombreux Cabindais, habitants les zones frontalières, allaient travailler à Pointe-Noire auprès des colons français. Avec les insurrections et la guerre de sécession contre le Portugal de 1960 et 1966, plusieurs vagues migratoires se sont déversées vers les deux Congo, ainsi que le Gabon en plein essor économique. Le Gabon a attiré à cette époque des masses de travailleurs dans les mines de manganèse et les constructions d'infrastructures (route, chemin de fer trans-gabonais...). Ces migrants Lindji et Kotchi, apparentés et souvent confondus aux Vili, parlent pratiquement la même langue et ont les mêmes us et coutumes.

#### Gabon

##### Mayumba
Les Vili du Gabon sont principalement localisés à Mayumba. Cette localité qui compte environ 5000 âmes, est la dernière ville gabonaise avant d'accéder à la frontière du Congo voisin. La région de Mayumba est connue pour ses espaces sauvages encore préservés, ses immenses plages qui s'étendent à perte de vue, battues par de violentes vagues et des courants maritimes violents.
Ce côté sauvage est mis en exergue par le parc national de Mayumba, qui s'étend sur environ 870 kilomètres carrés. C'est le sanctuaire protégé où s'épanouit un large spectre d'espèces animales et végétales. On y trouve notamment des crocodiles, des chimpanzés, des gorilles, divers singes, des léopards, des éléphants, des antilopes, des buffles. C'est aussi un excellent endroit pour observer différentes espèces d'oiseaux. Les espèces aquatiques ne sont pas en reste avec des requins, des baleines à bosse, des dauphins et des tortues luth qui viennent y pondre sur les plages. La forêt équatoriale et la mangrove abritent d'abondantes espèces d'arbres précieux et de plantes.
La ville de Mayumba, autrefois prospère, est devenue fantomatique. En effet, il n'y a pas de secteur économique viable. L'exploitation du bois qui faisait la fierté de Mayumba, est frappée de plein fouet par la crise économique et par l'interdiction d'exporter le bois précieux et des grumes.
Pour l'export, seul le village de pêcheurs d'origine béninoise et togolaise fait office de port. Pourtant, la pose de la première pierre pour la construction d'un port en eaux profondes date de 1975, sous la présidence d'Omar Bongo. Jusqu’à aujourd'hui, cet ouvrage n'est toujours pas sorti de terre et les habitants attendent toujours, car sa viabilité n'est pas évidente.

##### Libreville
Les Vili sont établis de longue date dans les quartiers de Libreville: Montagne Sainte, Avenue-de-Cointet, Nombakélé, Petit-Paris, Mont-Bouet, Campagne, Glass, Toulon, Pleine-Niger, Louis.
Dans les années quarante, trois des six grands chefs de quartiers, respectés, se partageant la place de Libreville étaient vili: Lamou pour Petit-Paris, Loembe pour Nombakélé et Loueyi pour Toulon-Glass
Lors de la guerre de 1962, déclenchée pour un but refusé lors d'une rencontre entre les équipes nationales de football du Gabon (Azingo national) et du Congo (Diables rouges), tous les ressortissants gabonais du Congo et inversement tous les congolais du Gabon avaient été expulsés des deux pays hôtes. Les Vilis de Libreville, peu nombreux et bien identifiés dans les souches autochtones et de nationalité gabonaise, ne furent cependant pas inquiétés.
Le nom du quartier Akébé, dont la sémantique peut varier selon l’intonation, veut dire :
ah U kèbè ! Dangereux ! Attention !
ou : Kéba ! attention, pardon
ou : kèbe, garder une chose

#### Congo-Brazzaville
Au Congo-Brazzaville, l'abbé Fulbert Youlou conduit le pays vers l'indépendance qui est paraphée le 15 août 1960. Stéphane Tchitchéllé fait partie le 28 juillet 1960, de la délégation congolaise qui a signé les accords, assurant le transfert de souveraineté du territoire des autorités françaises aux autorités congolaises,. Il devient également vice-président de la république. Cette euphorie de courte durée fait place à la prise de pouvoir par les révolutionnaires du Mouvement national de la révolution (MNR) pendant les journées des 13, 14 et 15 août 1963, qui instaurent les tribunaux d'exception et la chasse aux sorcières. Des personnalités comme Stéphane Tchitchéllé ou Victor-Justin Sathoud en font les frais et sont embastillés. Le premier président de la cour suprême du Congo Joseph Pouabou, le directeur de l'Agence congolaise de l'information l'abbé Anselme Massouémé, le premier d'ethnie Vili et le second d'ethnie Kugni et tous deux originaires de la région de Pointe-Noire et le premier procureur de la république Lazare Matsocota, originaire du Pool, sont enlevés et assassinés dans la nuit du 14 au 15 février 1965. Comble de l'horreur, le corps de Joseph Pouabou n'a jamais été retrouvé. Les auteurs de ces crimes n'ont jamais été identifiés à ce jour.
En 1968, s'amorce la militarisation du paysage politique congolais. Des militaires progressistes avec à leur tête, le lieutenant Marien Ngouabi, formé à l'école militaire de Strasbourg (EMS) et d'autres officiers comme Alfred Raoul et Louis Sylvain Goma, tous les deux saint-cyriens, font leur entrée sur la scène politique à la faveur d'un coup d'état. Une cour révolutionnaire de justice est instaurée. Ngouoniba Nsari et Christophe Moukouéké en sont respectivement le président et le vice-président.
Le groupe de « Mpita » composé de Vili originaires de la région du Koulou que sont, l'officier de police André Tchicaya, Rigobert Makosso Tchapi, les deux administrateurs financiers Paul Bouanga et Georges Gomat est accusé par cette cour de justice de flirter avec des capitalistes américains et donc d’œuvrer contre le développement et les intérêts du Congo. Ils seront acquittés par cette même cour le 26 septembre 1969.
Stanislas Batchi, ancien proviseur du lycée Chaminade (Drapeau rouge) et instaurateur de l'uniforme à l'école, fut président du tribunal populaire et fut surnommé le « procureur rouge ». En cette qualité, il fut chargé d'instruire des affaires qui impliquaient ses amis ou des accusés qui revendiquaient la même identité ethnique que lui. Ainsi, en demandant à Stéphane Tchitchéllé de se lever, Celui-ci, étonné de le voir jouer ce rôle de bourreau, lui rappela en langue vili, tous les services qu'il avait rendus au procureur et toutes les fois, où il l'avait reçu à dîner. Stanislas Batchi lui répondit qu'il n'était pas en train de régler un différend familial, mais une affaire hautement plus importante liée à la sûreté de l'État.
Durant la décennie soixante-dix, le jeune pays, devenu république populaire du Congo, demande à tous les jeunes cadres formés à l'étranger de rentrer au pays afin d'accompagner son essor.
Les femmes jadis cantonnées au rôle de procréatrices et aux travaux ménagers, s'émancipent et prennent également part au développement du pays. Ainsi, sur le plan politique, Joséphine Bouanga, est élue présidente de l'Union révolutionnaire des femmes du Congo à l'issue de 2e congrès extraordinaire de cette organisation tenu le 15 novembre 1969. Elle remplace à cette fonction, Céline Claudette Eckomband épouse Yandza.
Dans la société civile, dans l'enceinte du palais de justice de Brazzaville, Agathe Pembellot épouse Mambou prête serment le 11 mars 1973. Elle devient ainsi la première femme magistrat de la république du Congo.

## Démographie et terroir

### Démographie
Le département du Kouilou couvre la façade maritime de la république du Congo. Ce territoire est occupé principalement sur la plaine côtière à l'ouest, par les Vili, et dans le massif forestier du Mayombe à l'est par les Yombés. Les langues Vili et Yombé sont mutuellement intelligibles.
Le nord est quant à lui occupé par les minorités Lumbu (de langue bantoue échira) et pygmées Babongo.
Les Vili sont principalement répartis dans un triangle formé par la côte atlantique comme base, en allant de Madingo Kayes vers la frontière cabindaise et la localité de Tchikanou sur la route de Tchitondi (anciennement Holle) comme sommet. En plus de ceux précédemment cités, on les trouve dans les villages de Tchilunga, N'Longo-Bondi, Ntandu Yumbi, Tchissanga, Ntupu, Lendji, Bueti, Mpili, Hinda, Makola, Bambala, Nanga, Tchivula, Nkumbi, Tangu Mbata, Diosso, Mabindu, Lubu, Mpili Tchissekeni.
Leur aire d'habitation s'est progressivement réduite au gré de l'atomisation du royaume de Loango, depuis plus de cent cinquante ans, correspondant à peu près au traité de Tchimbamba signé le 21 juin 1883, permettant à la France de prendre possession du territoire. En effet, la pénétration française et le brassage des populations induit, favorisent la dissémination de graves épidémies de variole et de trypanosomiase (maladie du sommeil). La réquisition de tous les hommes dans la force de l'âge pour acheminer à dos d'hommes, les marchandises débarquées à Loango, ainsi que l'utilisation du poison d'épreuve pour désigner les coupables, notamment de mort suspecte, va contribuer à la diminution de la population des descendants du royaume de Loango. Des disettes provoquées par la sécheresse vont pousser les Vili à se déplacer vers le Mayombe ou à s'expatrier. Ils ont depuis conservé cette âme de voyageurs.
La construction du chemin de fer Congo-Océan va décimer les populations locales via des pneumococcies et des dysenteries, de sorte que des Sara ramenés du Tchad et des Banda de l'Oubangui-Chari vont permettre de terminer ce chantier vorace en vies humaines.
Entre 1925 et 1949, la naissance et l'essor de Pointe-Noire va dépeupler les villages de l'arrière-pays. La scolarisation et l'attrait pour le mode de vie citadin va accentuer l'exode rural. À partir de 1962, le nombre de Vili établis à Pointe-Noire dépasse celui de ceux des milieux ruraux. En 1965, l'ethnie Vili est absorbée à près de 60% par l'implantation de la ville de Pointe-Noire sur ses terres. Plus que les autres, elle a subi de plein fouet les conséquences de l'urbanisation et les distensions d'avec la tenure traditionnelle.
En 1957, l'anthropologue Maurice Chabeuf estime à 36 000, le nombre de ressortissants Vili et se demande comment ce peuple n'a pas encore disparu malgré tous ces flèaux endurés.
Aujourd'hui, la majeure partie des villages est localisée le long des voies de communication (routes, CFCO).
En dehors de Pointe-Noire, la capitale économique, la densité des populations du Kouilou est généralement très faible. De 1,7 hab./km2 en 1984,, elle est passée à 6,8 hab./km2 en 2017. Il existe toutefois des territoires de tension pour l'accès aux ressources naturelles (cynégétiques et halieutiques) et le contrôle du foncier, comme la lagune de Conkouati.
Bien qu'épargnée durant les guerres civiles de 1993 et 1997, Pointe-Noiire et son arrière-pays vont voir affluer en masse, les migrants en provenance du Pool et des pays du Niari. Les infrastructures non adaptées ne permettent toujours pas à ce jour, d'absorber ce trop-plein de population. Ce qui accentue la pression foncière.

### Terroir

#### Si / Tsi

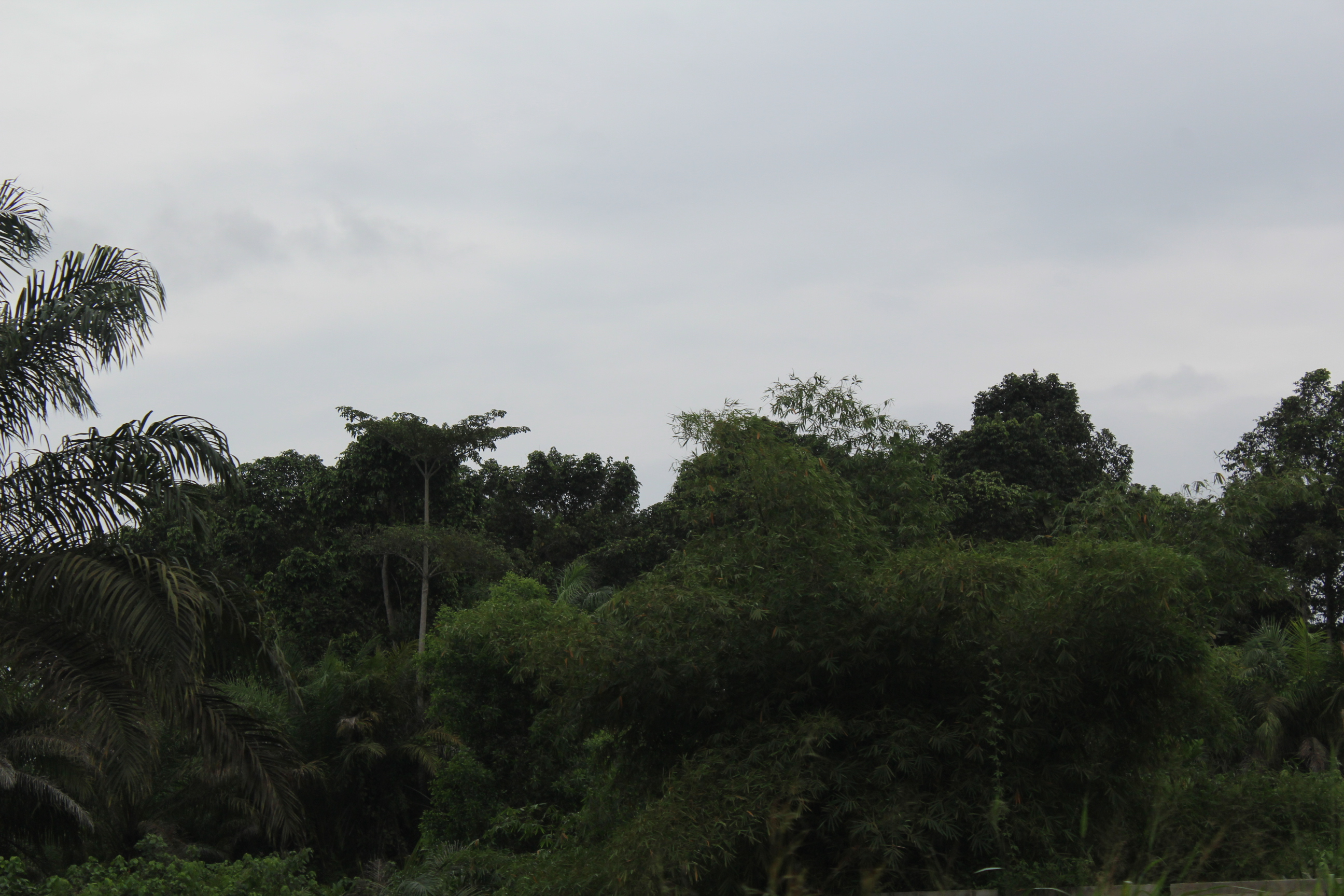
Végétation tropicale typique proche de Diosso

Si en Vili ou Tsi en Yombé désigne de façon inclusive la terre et ses ressources, le territoire, le pays. Les membres du matriclan (likanda) possèdent en collectivité la terre, les biens et intérêts visibles et invisibles. Les limites du territoire clanique (si likanda) sont fixées par les génies, esprits divinisés des ancêtres du clan (nkisi si au singulier et bakisi ba si au pluriel) et non par les hommes. Ces limites peuvent être des rivières, des collines, des lisières de forêts…
Les génies tutélaires privilégient les endroits calmes et migrent vers des lieux plus paisibles, lorsqu'ils sont dérangés, entrainant ainsi la migration du clan. Les lieux de résidence des génies (Bibila au pluriel ou tchibila au singilier) ou sanctuaires sont des sources, des rivières, des montagnes (Mont Bamba dans le Mayombe), des cirques (gorges de Diosso), les gorges de Sounda, des bosquets ou des arbres isolés.

#### Contrôle du foncier

##### L'État

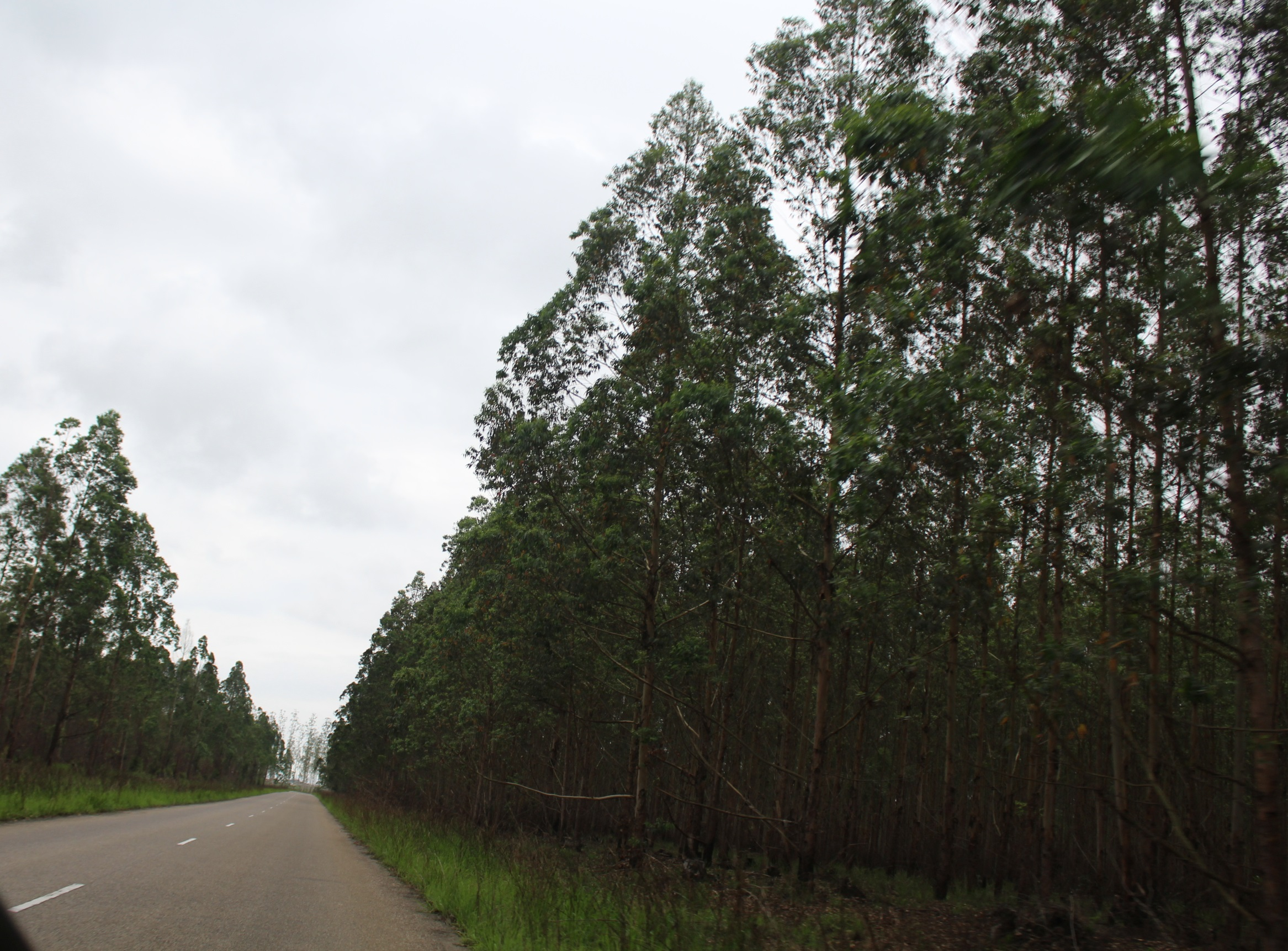
Plantations d'eucalyptus proches de Diosso

L'État accorde les permis d'exploration et d'exploitation notamment aux compagnies pétrolières (Total, ENI...) et aux autres sociétés industrielles comme EFC (Eucalyptus Fibre Congo) anciennement UAIC (Unité d'afforestation Industrielle du Congo). Ainsi, des concessions ont été accordées pour planter 10 000 ha d'eucalyptus (Eucalyptus Saligna) autour de Pointe-Noire, Hinda, la baie de Loango et au nord de Bas-Kouilou.
L'État garantit également à tout congolais la possibilité de s'installer où bon lui semble. La devise du Parti Congolais du Travail (PCT), l'ancien parti unique « tout pour le peuple et rien que pour le peuple » a servi de caution aux populations venues des autres régions pour s'installer au Kouilou. Toutefois, l'autoritarisme et la prédominance des populations du Nord au pouvoir les a favorisées dans ce jeu foncier au détriment des populations du Sud (Vili et Yombé en tête).

##### Les autochtones
Avec la conférence nationale souveraine de 1991, le rétablissement des royaumes de Loango et de Tyo (Téké) a été suivi d'une revendication du rétablissement de la « coutume ancestrale ». Le tenant de cette ligne de conduite n'était autre que François-Xavier Tchitembo, plus connu sous son titre de Ma Mboma Si Loango (premier ministre du royaume de Loango), maire de Bwali ou encore Chef Tchitembo. Ce dernier a entrepris une campagne de rétablissement du pouvoir lignager, notamment lors de la réunion du 6 juillet 1994 à Matombi (village de pêcheurs). Il précise que le retour à la tenure foncière clanique est un moyen pour réguler la raréfaction du gibier, la baisse des ressources halieutiques et agricoles.
Dans l'optique de peser face à l'aménageur étatique et aux exploitants industriels, certaines personnes faisant partie de l'élite régionale se sont organisées autour de l'Association régionale des terriens du Koulou (ARTK) créée en 1992. Cette institution a permis aux clans propriétaires des terres sur lesquelles l'UAIC (Usine d'afforestation industrielle du Congo) avait planté des eucalyptus, de procéder à des coupes illicites de bois, afin de récupérer leurs terres et de les mettre en valeur. En effet, sans consultation des chefs de terres, ni des agricultrices qui y travaillaient, les autorités administratives ont concédé ces terres à l'UAIC, en les considérant comme inoccupées, alors qu'elles étaient laissées en jachère pendant 5 ou 6 ans.
Avec l'extension galopante de la ville de Pointe-Noire, les propriétaires terriens, à défaut de mettre en valeur le territoire de façon concertée, se contentent parfois de ne pratiquer que la spéculation immobilière, en vendant des lopins de terre au plus offrant. Ainsi, en périphérie de la capitale économique, la satisfaction des besoins immédiats et individuels prend le dessus sur la préservation du patrimoine du futur et l'intérêt collectif.

##### Les migrants
Les ressources naturelles de la plaine côtière congolaise et le débouché que constitue Pointe-Noire, la capitale économique, attirent les allochtones en provenance des quatre coins du territoire congolais, y compris les habitants d'autres zones du Kouloiu.
Ainsi, à défaut de trouver un emploi salarié à Pointe-Noire, les migrants s'investissent dans les domaines de la pêche, de l'agriculture ou de la chasse. Ainsi, depuis les années soixante, des Téké en provenance des districts d'Ewo et d'Okoyo dans la cuvette congolaise (bassin de l'Alima), se sont installés dans les marais de la Ntombo et sur les rives des lacs et lagunes traversés par la rivière Loémé, afin d'y pratiquer la pêche.
Par ailleurs, des Téké et des Mbamba (groupe Kota) en provenance du Massif du Chaillu, dans le département de la Lékoumou, s'adonnent à la chasse dans la réserve de Conkouati et dans le Massif du Mayombe où ils se sont installés. Enfin, autour et à proximité de l'agglomération ponténégrine, des Laari venant du Pool pratiquent des activités agricoles en milieu rural,.
Dans la région du Kouilou, toute personne n'ayant pas les attributs de souveraineté dans le village où il a été accueilli, n'est qu'un résident et s'appelle en langue vili Nthundji.

### Habitat
L'on peut s'étonner qu'une civilisation aussi riche que la culture vili ne puisse laisser de monuments, sinon de vestiges, témoignages des événements du lointain passé. C'est oublier qu'en pays Loango, on ne construit pas les habitations ou autres bâtiments à l'aide de materiaux durables. Les cases traditionnelles étaient faites en panneaux de Papyrus ou en Aframomum (ngubu).

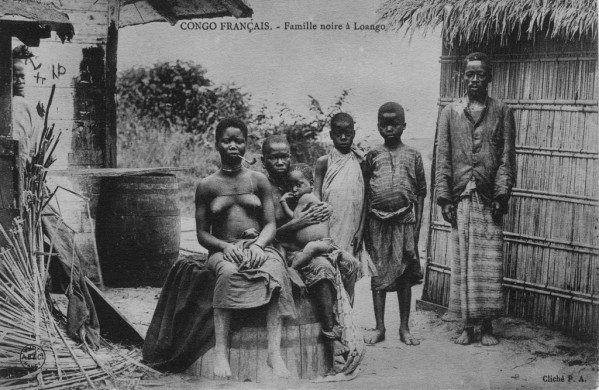
Type d'habitation traditionnel rural, vers 1910

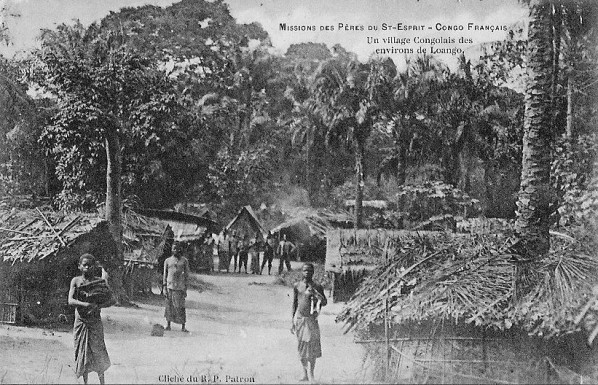
Village congolais des environs de Loango, vers 1910

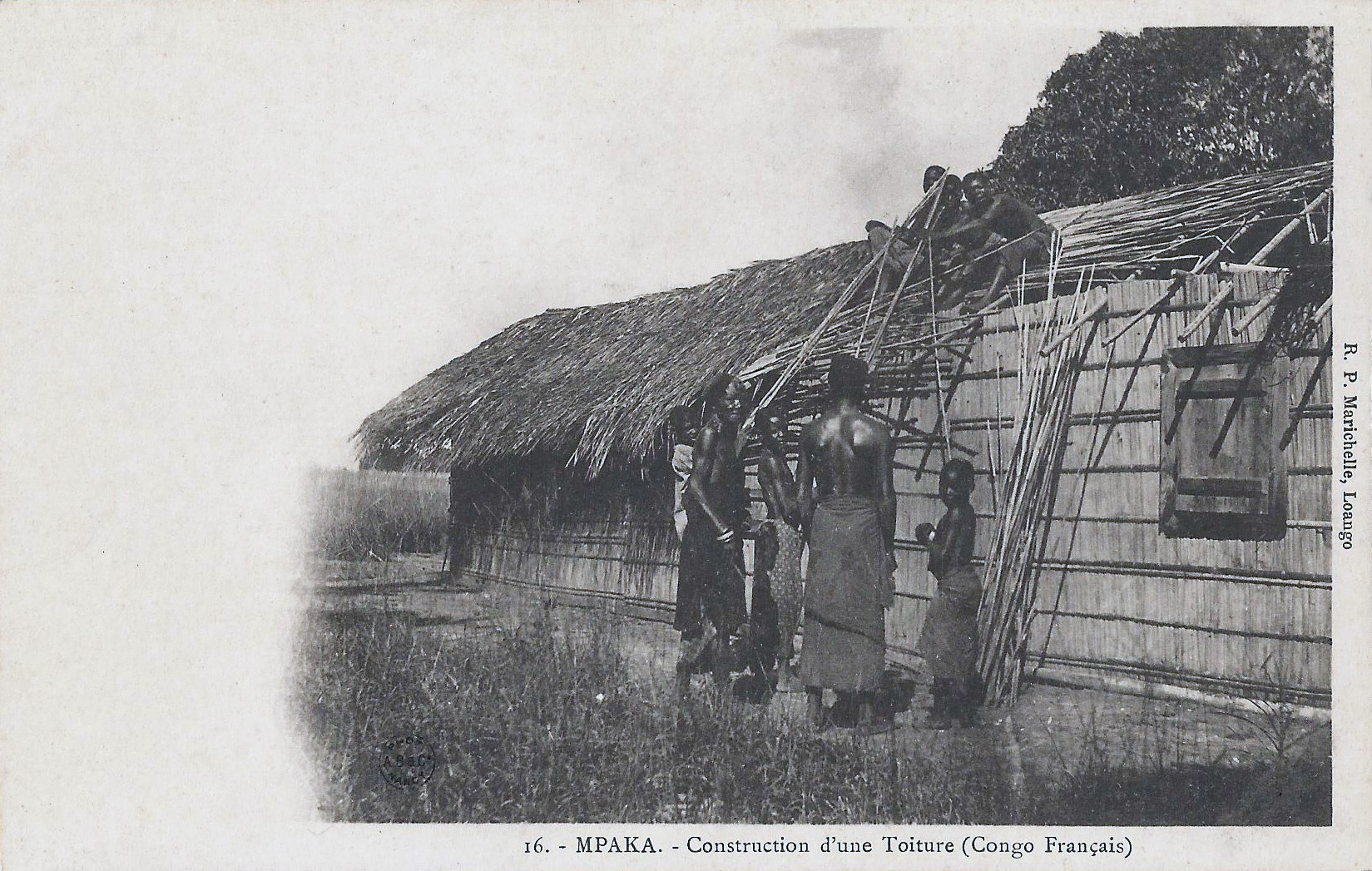
Mpaka-Construction d'une toiture (Congo Français)

#### Les villages
La typologie des villages est révélatrice de la vie rurale traditionnelle dans son évolution historique, socio-culturelle et environnementale.
De façon générale, les villages sont linéaires et dits « villages-routes », car situés le long des axes routiers. L'habitat au sein du village est le plus souvent fractionné ou morcelé en milieu de savanes. En revanche, l'habitat devient plus regroupé sur des sites proches des cours d'eau, des forêts et des routes.
À la fin du XIXe siècle, Richard Edward Dennet, un négociant anglais ayant longtemps vécu et échangé en pays vili note « Les Fiote, une fois qu'ils ont inhumé un parent, soit détruisent complètement la maison du défunt, soit la démantèlent pour en vendre les matériaux à une autre famille ». Des plants de manioc ou d'autres arbres fruitiers comme des orangers, des citronniers ou des manguiers sont semés à la place pour éviter à quiconque de s'y installer. Les choses ont cependant évolué de nos jours. En effet, le décès d'un proche provoque certes toujours l'abandon de la parcelle d'habitation. Toutefois, celle-ci n'est que rarement détruite. Ceci permet à la famille du défunt de continuer à exploiter, au moins temporairement, les cultures vivrières et fruitières qui s'y trouvent encore, sans toutefois l'entretenir.

« Le passé appartient au passé. Il ne faut donc pas vivre avec le passé. Aussi, pas de familiarités avec les morts ; il faut aller plus loin vivre et reconstruire pour vivre. Ne pas vivre là où « un mort » a vécu vivant »

— 
Selon les croyances, toute personne construisant une case avec des matériaux durables, se trouve irrémédiablement condamnée (mort, malheurs, mauvais sorts, incendies, maladies...). Ces croyances et le fétichisme accentuent donc le morcellement du paysage rural vili; les parcelles habitées étant continuellement en déplacement.
La dispersion et la mouvance de l'habitat rural vili nous renseignent sur le tempérament indépendant voire individualiste des populations Vili,.
Les nombreux manguiers et bosquets sacrés disséminés dans les savanes sont les témoins de cette transhumance permanente des villages. Leurs dimensions (hauteur) donnent une indication sur l'âge du village.
Cette coutume traditionnelle explique peut-être pourquoi les Vili sont si mal logés, craignant par superstition qu'on les accuse de sorcellerie en compensation de la construction d'un logement somptueux. Cela explique également la propension des Vili, contrairement à leurs voisins Yombé, à ne pas être attachés à la terre.
En complément des cases d'habitation (abris pour la nuit) et des cases cuisines (lieux des femmes ou gynécée), le « Moandza » ou case à palabres, est le lieu privilégié des rencontres, des échanges, du repos et des activités artisanales de la gent masculine. En effet, ce lieu dans lequel les hommes passent le plus clair de leur temps, est un excellent poste d'observation de par son positionnement proche de la route.
Parallèlement, la modeste habitation de Moe Poaty III (Maloango du 18 mars 1931 jusqu'à sa mort le 3 mai 1975), construite en 1952 par l'administration coloniale et qui lui servait de palais résidentiel, fut laissée à l'abandon pendant six ans. En effet, aucun de ces successeurs ne voulut s'y installer.
Sous la pression du gouvernement, l’ex-résidence royale est alors transformée en musée qu’inaugure, le 10 avril 1982, Jean-Baptiste Tati Loutard, ministre de l’Enseignement secondaire et supérieur, ministre de la culture et des arts.
À Pointe-Noire, le second quartier dit illégal sorti de terre dans les années 1950 après le quartier Km 4 s'appelle d'ailleurs « Quartier planches »,. L'église catholique Saint-Christophe de Mvoumvou, voisine était également initialement construite entièrement en planches éclatées de bois blanc, appelé ilomba (n'loombë en langue vili). Ce qui provoque parfois la risée des nouveaux arrivants sur Pointe-Noire envers les Vili, car ils ne sont pas au fait de cet aspect de leur culture.

### Aménagement du territoire
La ville de Pointe-Noire ou le département du Kouilou, aires de peuplement du peuple Vili ne disposent toujours pas d'université, ni d'autres institutions pédagogiques publiques comme les lycées, les collèges et écoles primaires dignes de ce nom. Seules des initiatives privées telles que la création de structures comme l’École supérieure de technologie du littoral (EST-L), l’École supérieure de commerce et de gestion, et l’Université de Loango (UL). Cette dernière institution privée fondée par Théodore Tchicaya comprend un Institut supérieur de technologie, une faculté de Droit et un Institut supérieur de techniques des affaires et de comptabiité.
Déjà, le secteur du Grand-Marché de Pointe-Noire, de l'arrondissement numéro 1 Lumumba et l'arrondissement numéro 2 Mvoumvou, jadis majoritairement habités par les ressortissants Vili sont devenus un secteur préempté par les populations musulmanes, venues de l'Afrique de l'Ouest, repoussant de plus en plus les Vili vers les quartiers périphériques de l'arrondissement numéro 4 Loandjili ou 5 Mongo-Poukou. En effet, la paupérisation pousse les familles à brader leurs propriétés afin de survivre.

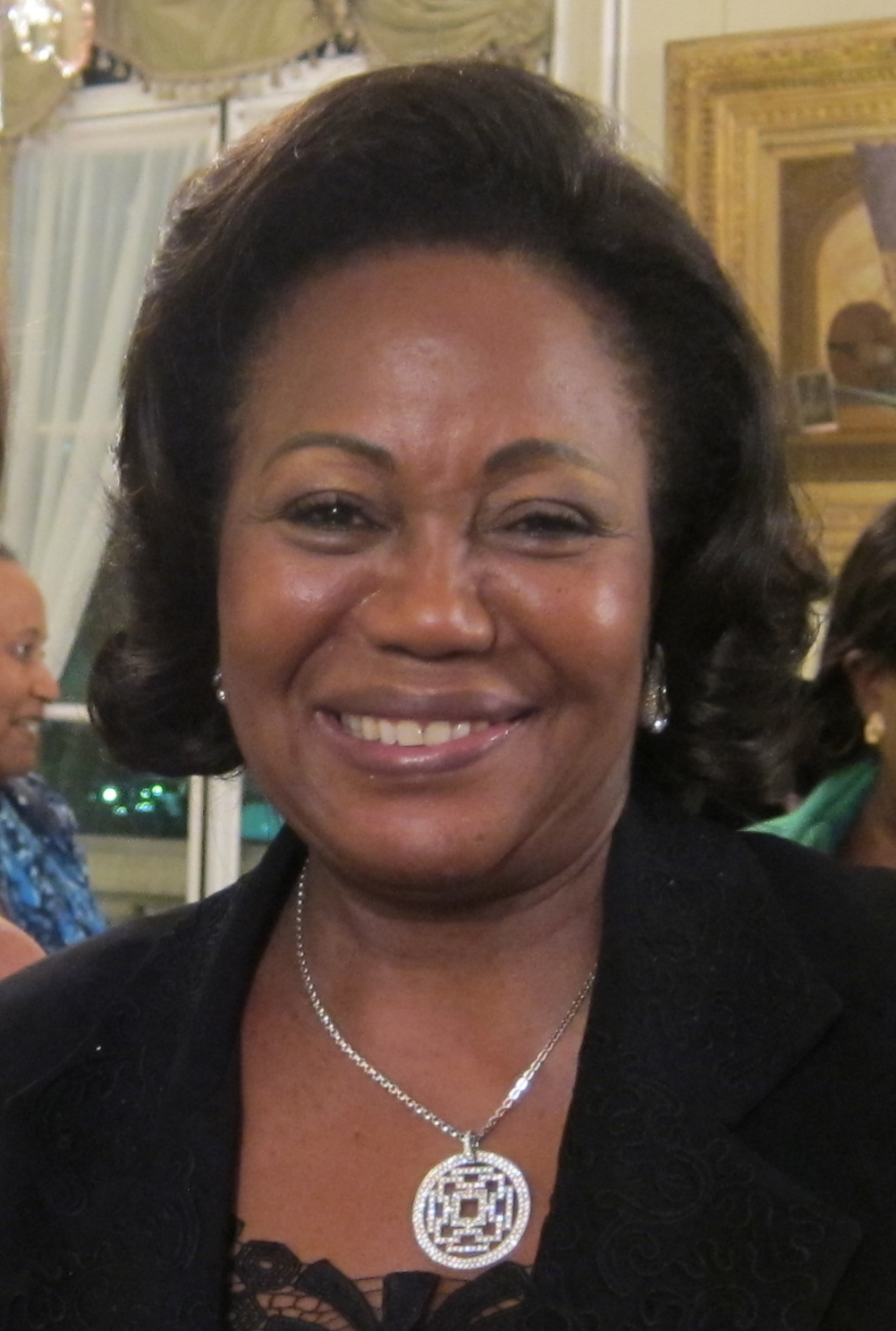
Antoinette Sassou-Nguesso, la première dame de la république du Congo, 2011

Jusqu'à présent, il y a un agrément tacite entre le gouvernement central et Pointe-Noire et le département du Kouilou: la plupart des maires de la ville océane ont depuis l'indépendance été le plus souvent des ressortissants de cette région. On note par exemple Stéphane Tchtchéllé, le docteur Jacques Bouiti, Marcel Tchionvo, Jean-Pierre Thysthère Tchicaya [fondateur du Rassemblement pour la démocratie et le progrès social (RDPS)], François-Luc Makosso, Roland Bouiti-Viaudo et l'actuel administrateur-maire Jean-François Kando. Le fait que la première dame Antoinette Sassou Nguesso née Loemba Tchibota soit originaire de Pointe-Noire, milite pour ce statu quo. Mais combien de temps encore va durer cet accord que les Vili considèrent comme leur prérogative de descendants de ce fief? En effet, le poumon économique du Congo, en tant que porte d'entrée et de sortie des flux de marchandises suscite des convoitises de plus en plus exacerbées.
En septembre 1988, le site des gorges de Diosso ou le « Petit Colorado » du Congo comme le présentent les guides touristiques, un des sites naturels les plus beaux à visiter du pays, était prévu recevoir des déchets toxiques en provenance d'Europe. Le premier chargement en partance de Rotterdam, du million de tonnes contractuel valorisé à 74 millions de dollars américains, n'a heureusement jamais quitté le port néerlandais,.

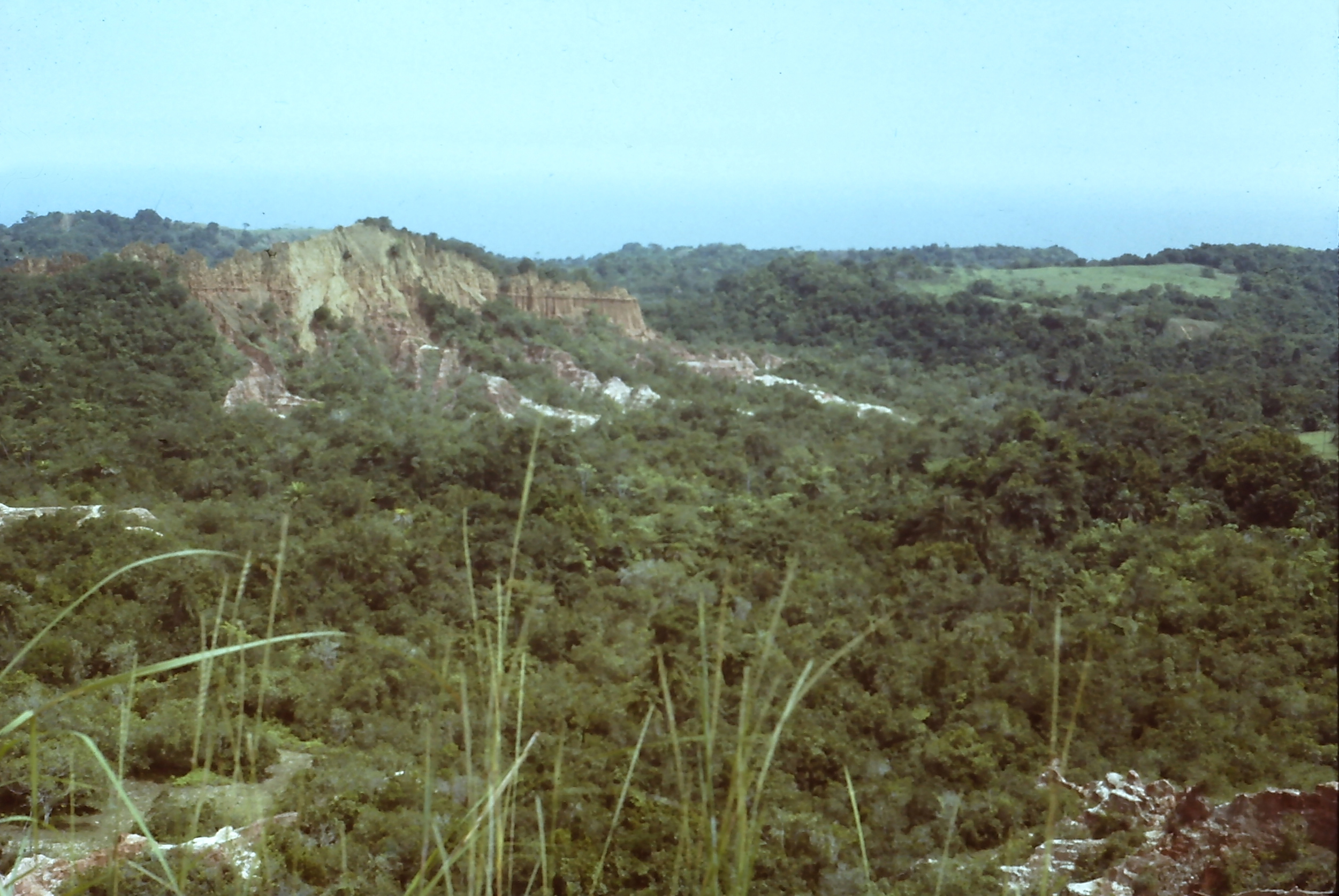
Gorges de Diosso et forêt tropicale environnante

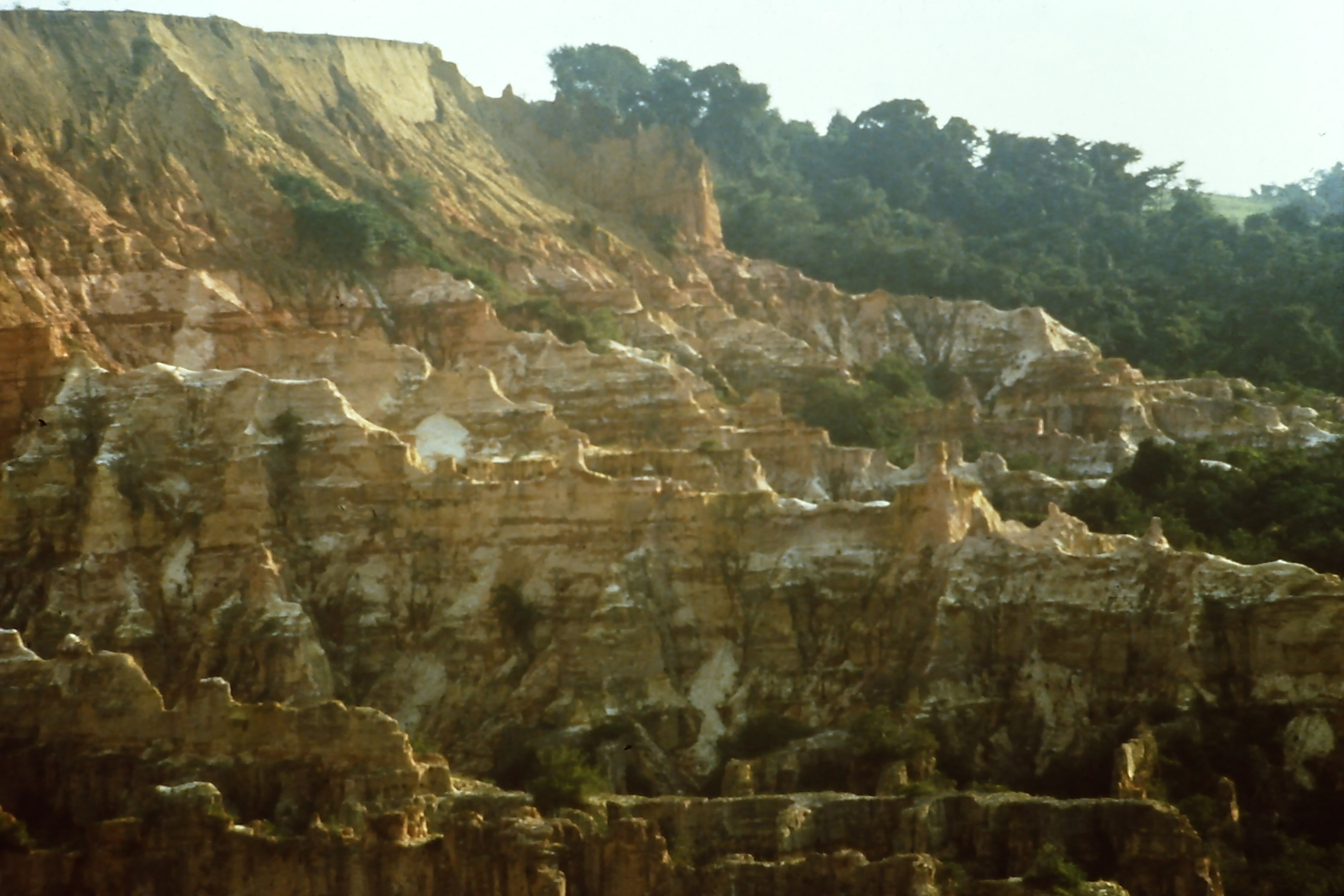
Gorges de Diosso

Ce scandale révélé par les « Zorros verts de l'écologie », et relayé par Radio France international éclate publiquement quatre mois auparavant et impliquent l'homme d'affaires Luciano Spada et plusieurs personnalités au sommet de l’État de l'époque : Gilbert Bembet, ministre de l'information, Ange Edouard Poungui, Premier ministre, Alphonse Souchlaty, ministre du Commerce et des PME, Christophe Mbouramoué, ministre de la Recherche scientifique et de l’Environnement. Sont également impliqués dans ce montage entre Bauwerk A.G, une société du Liechtenstein, et l’État congolais des personnalités de la société civile comme Vincent Gomès, avocat d’affaires, Jean Passi, conseiller à la « Primature », et Dieudonné Nganga, Ngamissamy Issanga, Abel Tschicou, des autorités administratives.
Le scandale suscita d’incessantes rumeurs et la terreur au sein de la population du Kouilou où les déchets devaient être stockés. Pour calmer la situation, le gouvernement s’engagea à établir les responsabilités. Les deux ministres instigateurs de ce contrat frauduleux, Christian Gilbert Bembet et Christophe Mbouramoué furent limogés, bien qu'ayant déjà empoché les pots-de-vin avant même l’exécution dudit contrat.
Plus récemment, après des études de faisabilité effectuées à Singapour, le Congo et la Chine ont entériné la construction d'une zone économique spéciale (ZES) dans la région de Pointe-Noire, et plus précisément à Loango; ceci dans le cadre du plan de financement de 60 milliards de dollars, octroyé par Pékin afin de soutenir l’industrialisation des pays africains. Si au premier abord c'est une excellente nouvelle pour le Congo d'avoir été choisi comme pays « pilote », notamment en termes d'emplois potentiels, qu'en sera-t-il pour le Kouilou et ses ressortissants ? Déjà des opérations d'expropriation ont commencé afin de construire le futur port en eux profondes dans la région de Loango.
La présence de la Chine influe également défavorablement sur le milieu naturel au travers de ses pêcheries industrielles au large de la côte Atlantique. En effet, ces chalutiers détruisent les filets des artisans pêcheurs Vili, résidant dans les villages situés entre le district de Tchiamba-Nzassi et la frontière gabonaise. Ces pêcheurs sont donc contraints d'abandonner leur activité pour se rabattre sur les travaux champêtres. Il s'ensuit des flux migratoires vers l'intérieur des terres entraînant une pression sur les zones forestières (activités agricoles, coupe de bois pour le charbon...).
Les immenses plantations industrielles d’eucalyptus (destinées à l'origine à alimenter une hypothétique usine de pâte à papier) produisent du bois à l'export. Cette espèce indigène du continent australien freine la diversification du sous-bois de la région du Kouilou dont le sol est déjà sablonneux et pauvre. Il s'ensuit une diminution des terres réservées aux activités agricoles. Les populations locales actives ou désœuvrées se voient contraintes d'abandonner les activités artisanales et rechercher des emplois salariés dans des entreprises minières. La production de charbon de bois pour la cuisine, l'agriculture, la chasse et la cueillette pour nourrir ces populations qui s'urbanisent et dont le rapport avec leur milieu naturel originel s'estompe, ne sont pas faits pour rassurer sur le futur de la biodiversité de la région.
Par ailleurs, ces plantations effectuées entre 1987 et 1993, ont détruit un important nombre de sites préhistoriques. En effet, à cette époque, tout a été fait sans prendre en compte la richesse archéologique du pays, alors méconnue.

#### Le pétrole
L'éclatement du royaume de Loango à la fin du XIXe siècle a morcelé les régions pétrolifères entre l'enclave du Cabinda en Angola, le Gabon, le Congo-Brazzaville et la RD Congo.
Les premières recherches pétrolières commencent au Gabon, en 1928, à l’instigation du gouverneur général Raphaël Antonetti. En 1931, est créée la Mission de prospection des pétroles d’AEF (MPPAEF), dont Jacques-Olivier Haas prend la direction en 1932. La MPPAEF donne naissance en 1934 au syndicat d’études et de recherches pétrolières (SERP), qui devient, en 1949, à la société des pétroles d’AEF (SPAEF), qui fusionnera finalement dans le groupe Elf.
La société française Elf dont les prospections ont commencé dans les années 1960, découvre les premiers gisements pétrolifères offshore au large de Pointe-Noire.
Dès sa création en 1967, Elf, devenue Total par la suite, se situe d'emblée au-dessus des lois et dépend en droite ligne du palais de l'Élysée. Pour compenser la perte de l'Algérie qui fournissait avant son indépendance un quart de ses besoins énergétiques, la France gaulliste considère comme vital et stratégique d'explorer et d'exploiter des gisements de pétrole en Afrique noire,,.
D'anciens officiers du SDECE vont constituer une cohorte d'agents de services secrets privatifs, afin d'assurer efficacement la sécurité des installations pétrolières et des hommes. Des moyens financiers colossaux (commissions occultes, corruption, circuits opaques...), sont mis en jeu pour financer les dépenses de fonctionnement des gouvernements, pour intervenir dans la nomination des hauts fonctionnaires.
Dans l'inconscient occidental, le Congo reste le terrain de jeu par excellence des « barbouzes ». Après avoir financé la campagne présidentielle de Pascal Lissouba en 1992, Elf refuse d'avancer les fonds pour payer les fonctionnaires et les dépenses publiques les plus immédiates. Lissouba se tourne alors vers le pétrolier américain Occidental Petroleum Oxy. Les relations entre le président et Elf vont alors se détériorer, avec comme paroxysme les guerres civiles de 1993 et 1997. Elf préfère de loin traiter avec le président Denis Sassou Nguesso, tout d'abord dès son ascension au pouvoir le 5 février 1979, puis à l'issue de son coup de force lors de la guerre civile de 1997, mettant ainsi fin à la parenthèse démocratique au lendemain de la Conférence nationale de 1991.
Ainsi, Elf n'a pas hésité à financer et armer les deux camps en présence afin de sauvegarder ses intérêts.
Pointe-Noire, la capitale économique du Congo voit affluer des centaines de milliers de réfugiés en provenance de la région du Pool et de la vallée du Niari. Les vagues successives s'installent parfois anarchiquement par groupes ethniques avec un risque évident d'embrasement sur une base tribale. Jusqu'à présent, Pointe-Noire a toujours été préservée des soubresauts politiques dont le Congo est l'apanage. Le maire Thystère Tchicaya, le commandant de la zone de défense militaire, Loembet et François Auguste Tchichellé Tchivéla, ministre du Tourisme et de l’Environnement de 1992 à 1995 sous Pascal Lissouba, préfet du Kouilou pendant la guerre civile qui éclata en 1997, parce qu'ils sont militaires (du moins pour les deux derniers), originaires de la région, feront en sorte que le conflit ne touche pas la ville océane, en évitant de croiser le fer avec les troupes angolaises mieux aguerries.
Le Congo dispose d'importantes réserves pétrolifères mais reste un des pays les plus pauvres et un des pays les plus endettés du monde par habitant, et ce malgré l'annulation par les institutions internationales (FMI, Club de Paris) de la moitié de sa dette, à hauteur de 2,5 milliards de dollars en 2010, grâce au régime des PPTE (Pays pauvres très endettés). Entre-temps, la manne pétrolière pourtant extraite à Pointe-Noire ne profite pas à celle-ci et à la région,. Pire, le préfinancement en hypothéquant la production pétrolière future afin d'obtenir des liquidités auprès des traders est devenue la règle.
Les infrastructures ne suivent pas l'évolution fulgurante de la population de la ville côtière. Les travaux d'investissement (accès à l’eau potable, à l’énergie, assainissement, gestion des déchets industriels et domestiques...) et de maintenance (collecte et traitement de déchets, pollution, nuisances sonores et visuelles, voiries inexistantes...) sont réalisés avec parcimonie. Les rares subsides alloués disparaissent...

#### Noms de poissons de mer en langue Vili
Jean-Baptiste Tchikaya, géologue, fait partie de plusieurs des expéditions pour la découverte du pétrole. C'est à son initiative que la quasi-majorité des champs pétrolifères, des barges ou plateforme de forage encore en activité ou non au large de Pointe-Noire, porte des noms Vili. Ce sont des noms rappelant des poissons ou des fruits de mer de l'océan Atlantique des tropiques.
En 1994, l'ethnolinguiste Jean Dello et l'ichtyologiste Bernard Seret, dans le cadre de la remise en état de la collection des poissons de mer du Centre ORSTOM (aujourd'hui Institut de recherche pour le développement) de Pointe-Noire, ont rédigé un glossaire des noms de poissons de mer en langue vili, afin de mieux connaître l'ichtyofaune marine du Congo. Ce glossaire comprend les espèces les plus communément pêchées au Congo par les pêches artisanale et chalutière.
On recense par exemple:
- Foukanda[116],[117],[118]
- Kitina
- Kouakouala
- Kundji
- Mengo
- Moho Bilondo, littéralement « le ventre rempli de bilondo » (singulier Tchilondo, Otolithe, « bar » - Pseudotolithus typus)[119] ; pluriel Bilondo)
- Nkossa : crevette, langouste
- Lianzi : Ethmalose (Ethmalosa fimbriata)[119]
- Likala
- Likouala : (likwal au singulier) ou mukwal, sardinelle plate (Sardinella maderensis) ou lisundi au singulier et musundi au pluriel. C'est la Sardinelle ronde (Sardinella aurita)[119]
- Litchendili ou Litchendila, rasoir (Ilisha africana)[119]
- Likouf : Stromaté fiatole (Stromateus fiatola)[119] ou pompano en français, Butterfish en anglais
- Mboundi
- Mwafi[117]: maigres (Argyrosomus hololepidotus) et courbines (Argyrosomus regius)[119]
- Nkombi : lutjans, vivaneaux, carpes rouges ou encore rouget-barbet africain (Pseudupeneus payensis)[119]
- Sendji : sardine
- Tchendo : mâchoiron africain (Arius spp.)[119]
- Tchibeli Litanzi : Carangue médaille (Chloroscombrus chrysurus)[119]
- Tchibouela : pastenagues (Dasyatis spp.), raie miroir (Raja miraletus) [119]
- Yanga
- Zatchi

#### Sables bitumineux
Depuis les années 1970, début d'exploitation des sables bitumineux dans les environs des localités de Mboukou, Tchikanou, Loango d'abord par la compagnie pétrolière SPAEF devenue plus tard Elf, puis par Maurel et Prom, et enfin par ENI (anciennement Agip Recherches), on aurait pu s'attendre à ce que les conditions de vie des populations se soient améliorées. C'est plutôt la désillusion, car aucune infrastructure routière, sanitaire et scolaire digne de ce nom n'a vu le jour. Ces populations dont les activités principales sont la pêche, la cueillette et l'agriculture ont vu leur zone d'activité polluée par les différents forages, rendant insupportables leurs conditions de vie déjà modestes. En plus de la baisse des rendements agricoles (maniocs, ignames, bananes plantains) qui permettent d'approvisionner Pointe-Noire, les points d'eau ont été également souillés rendant l'eau impropre pour les usages alimentaires. La seule solution que propose ENI est de fournir de l'eau par des camions citernes dont les cuves ne sont pas toujours curées. Même cette distribution se fait en privilégiant ceux qui disposent de relations ou de l'argent.
Pour pouvoir effectuer ces travaux d'extraction, des paysans ont vu leurs champs être détruits et indemnisés par ENI en 2009 avec un barème datant de 1986. À titre d'exemple, un champ de 10 hectares était indemnisé à hauteur de 150 000 francs CFA (soit 230 euros environ), une bouture de manioc était compensée à 37 francs CFA (0,05 euro), un pied de manguier à 60 000 francs CFA (90 euros environ).
Il y a également les torchères des sites pétroliers comme celui de Mbondi qui produisent des gaz à effet de serre et les camions poids lourds qui en transportant les équipements (pipelines) soulèvent des poussières sur leur passage provoquant des maladies pulmonaires.
Tout se passe comme si on voulait tuer les populations locales à petit feu.
Pierre Stève Loemba, paysan et porte-parole des communautés de Mboukou explique : « Après de nombreux plaidoyers sans résultats, nous avons confié notre problème aux associations de défense des droits de l'Homme pour qu'elles nous aident à conquérir notre droit à une vie décente, à un environnement sain et à l'équité ».
Brice Makosso, président de la Commission justice et paix, estime qu'« Au lieu de brandir le décret de 1986, toutes ces entreprises devraient plutôt se référer aux normes internationales qui sont supérieures aux normes locales ». Au Tchad ou au Cameroun, les barèmes ont été révisés.

#### Préférence nationale
Le secteur pétrolier mondial est en crise et en pleine mutation depuis que le baril du pétrole stagne aux alentours de 50 dollars américains et que la demande en or noir est en net recul.
Cela affecte l'économie congolaise, grandement dépendante de ses exportations de pétrole. Tous les majors du pétrole opérant dans le pays ainsi que tous leurs grands sous-traitants ont réduit la voilure en renvoyant à la maison leur cohorte d'expatriés. Les employés ayant un statut local ont quant à eux un sort moins reluisant. Certains ont été remerciés du jour au lendemain sans aucune indemnité. D'autres majors veulent réduire les avantages acquis jusque-là par les nationaux; ce qui fait grincer les dents, voire provoque des grèves,.
Comme le souligne Paul Boateng, un homme politique britannique, « une crise présente à la fois des problèmes et des opportunités. L’opportunité, c’est de faire partie de la solution : cette industrie peut créer des emplois bien rémunérés, au bénéfice à la fois des actionnaires et des sociétés dans lesquelles elle intervient ». Pour ce faire, il faut développer les politiques d'achat local et le contenu local.
Le contenu local ou la préférence nationale ou encore – local content, en anglais – consiste à « assurer un rééquilibrage des richesses en invitant les États à capitaliser sur leurs ressources naturelles ». En dehors des taxes et des revenus perçus par les États hôtes, c'est un excellent instrument d'utilisation du tissu industriel local et des compétences locales, non seulement dans le secteur de l'économie extractive (hydrocarbures, mines, industrie forestière), mais également dans le secteur des services et du BTP. Ce sont donc des retombées directes sur l’économie nationale.
Les outils à disposition des pouvoirs publics sont les suivants: imposer le recours à l’emploi local ; la création d’emplois et le transfert de compétences; obliger les entreprises étrangères à ouvrir leur actionnariat aux acteurs nationaux ; exiger d’elles qu’elles se fournissent localement en biens et services, afin de densifier le tissu de PMI-PME…
À l'échelle des communautés villageoises qui vivent dans les sites exploités par ces majors du pétrole, il faudrait qu'elles s'organisent en structure capables de servir d'interlocuteurs avec les pouvoirs publics et les compagnies pétrolières, pour par exemple former les jeunes pour travailler sur ces sites ou en zone offshore, concevoir et réaliser des projets de développement durable pour préserver le milieu naturel et produire (agriculture, pisciculture, élevage...) pour approvisionner la grande agglomération qu'est Pointe-Noire.
Le Nigeria en s'inspirant des modèles norvégien et brésilien est le pays sub-saharien à avoir poussé le plus loin ce concept de local content via la promulgation en avril 2010 du Nigerian Content Act. Cette notion est relativement nouvelle au Congo avec la publication du nouveau code des hydrocarbures en octobre 2016.
Pourvu que cela bénéficie un tant soit peu aux communautés locales. On peut être dubitatif, puisque ces textes de loi sur le contenu local, n'ont jamais été suivis d'un dispositif d'accompagnement pour que le personnel national ou les entreprises nationales puissent se confronter à armes égales avec leurs concurrents étrangers.
Mais comme le dit Inès Féviliyé, la crise est l’opportunité de mettre en œuvre les règles du contenu local, dans l’information, la sensibilisation, la concertation. En effet, toutes les parties prenantes y gagnent, par la réduction des coûts pour les entreprises privées, de nouveaux marchés pour les fournisseurs locaux, le transfert de technologie pour développer l’industrie nationale, des emplois, la réduction du chômage et de la pauvreté.
La tâche n’est certes pas aisée, mais il n’est plus question de s’y dérober, vu la conjoncture actuelle.

## Patronymes
Lorsqu'un ancien rencontre un inconnu plus jeune, après les salutations de rigueur, le premier interroge le second sur le nom de son clan, puis sur celui de ses parents, en disant : « Ndje mwan' na? » (littéralement « de qui es-tu l'enfant ? » qui peut se traduire par « quelles sont tes origines ? »). C'est une façon de savoir un peu plus à qui on a affaire. Le plus jeune décrit alors plus ou moins succinctement son arbre généalogique.

## Le patrimoine immémorial
À l'échelle de la sous-région de l'Afrique centrale, la république du Congo est l'un des états les plus ouverts et les plus poreux aux populations allogènes. De même, si l'on compare toutes les ethnies de ce pays, le peuple Vili, nonobstant son patrimoine ancestral riche, et en partie de par son implantation spatio-temporel sur le littoral atlantique, est celui qui a été le plus perméable à la civilisation occidentale.Cela n'est pas sans conséquence sur la pérennité de la langue Vili et par voie de conséquence sur celle de la culture traditionnelle dont elle est le support. L'industrie de la forge, du tissage des étoffes les plus chatoyantes, des œuvres d'art, jadis maîtrisées par les artisans Vilis sont tombées dans l'oubli des jeunes générations.
Le niveau d'acculturation actuel du peuple Vili est tel qu'on a coutume d'entendre les ressortissants de cette ethnie affirmer, sans doute à tort « Nvili tchibaamba » qui peut être traduite par « le Vili est un blanc ». Cela à priori, parce que les Vili ont été parmi les premières populations de la région à échanger avec les Occidentaux.
Ceci est d'autant plus préoccupant car un des critères indispensables à l'épanouissement d'une société, à savoir la transmission générationnelle entre les anciens et les plus jeunes est en panne, voire définitivement rompue Cela est bien illustré dans la nouvelle « L'or des femmes » de Mambou Aimée Gnali. où les jeunes gens, femmes et hommes, captifs de la tradition, doivent laisser la part belle aux hommes mûrs et issus de familles nobles.
La langue Vili, comme la plupart des langues bantoues, est basée sur l'oralité. De ce fait, peu de preuves de l'ancienneté et de la richesse de la culture Vili subsistent, si ce n'est dans les musées occidentaux. Ce qui est paradoxal. Les objets qui composent les collections des musées d'ethnographie ont été recueillis par des missionnaires ou des médecins. Théodore Thérémin par exemple, était un jeune médecin français mort de fièvres à son retour du Congo. Il a souhaité léguer sa collection au musée d'Ethnographie du Trocadéro en 1892. Pareillement, Joseph Cholet, membre de la Mission de l'Ouest africain et plus tard, chef de poste à Loudima., avait rassemblé plusieurs minkisi dès 1886 et les avait aussi légués au musée d'Ethnographie du Trocadéro.
Déjà en 1973, l'ethnologue F. Hagenbucher-Sacripanti constatait cette acculturation avancée et cette perte quasi irrémédiable des traditions religieuses et historiques.
Les Vili de la côte, ceux de la région de Bwali et plus particulièrement de Diosso, imbus de leur primauté traditionnelle dans le royaume ont de tout temps développé un complexe de supériorité vis-à-vis des populations de l'intérieur, y compris les Vili situés le long de l'actuelle ligne de chemin de fer. Cela engendre encore aujourd'hui des inimitiés et des rancunes sur le plan politique et dans le jeu des alliances électorales.

### Patrimoine matériel

#### Production d'étoffes

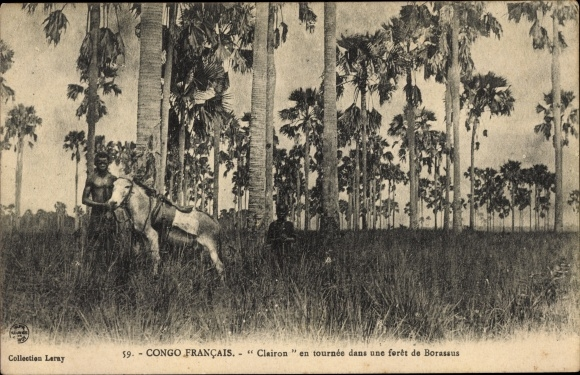
Clairon dans forêt de Borassus

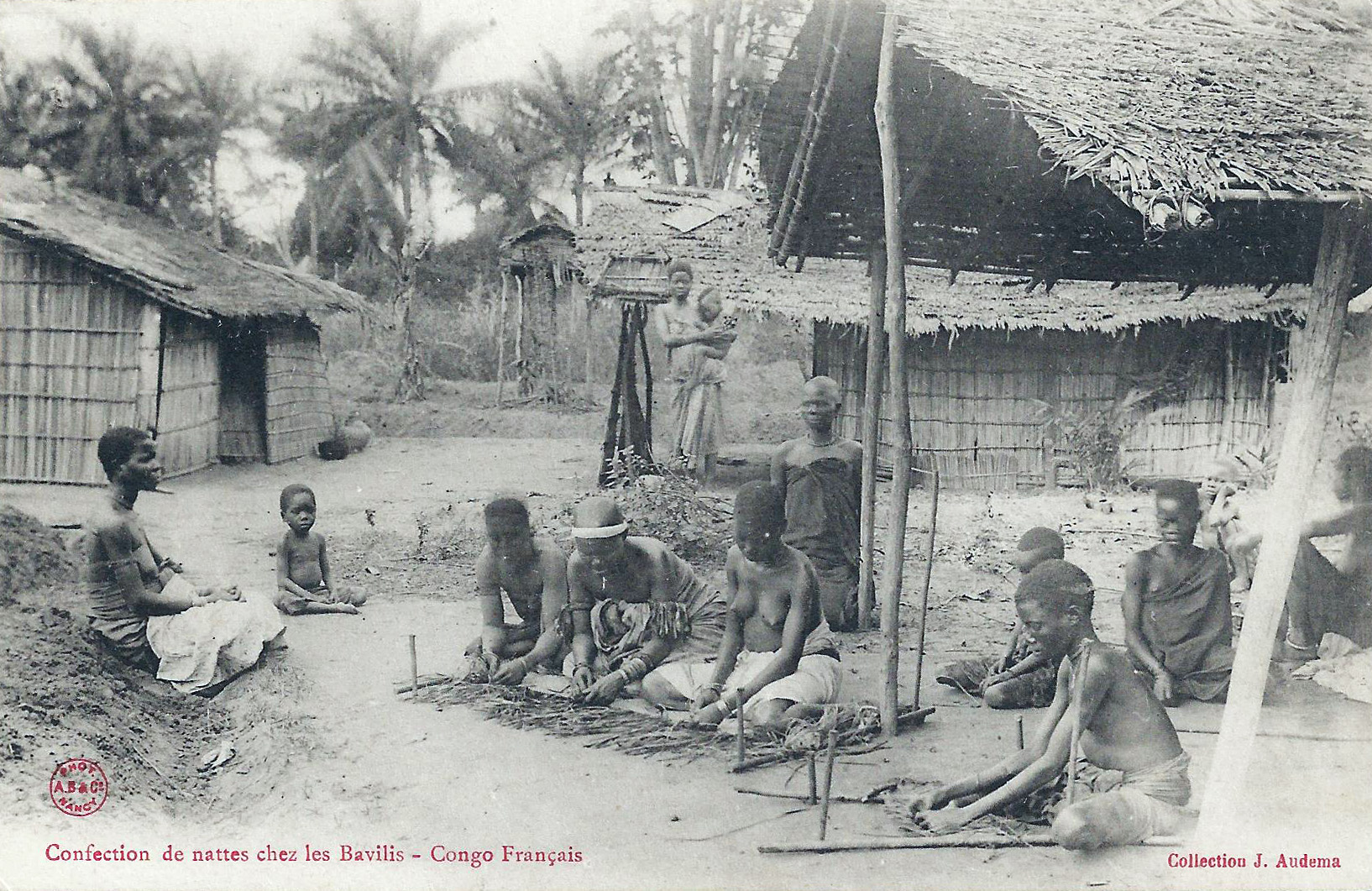
Confection de nattes chez les Bavilis-Congo Français

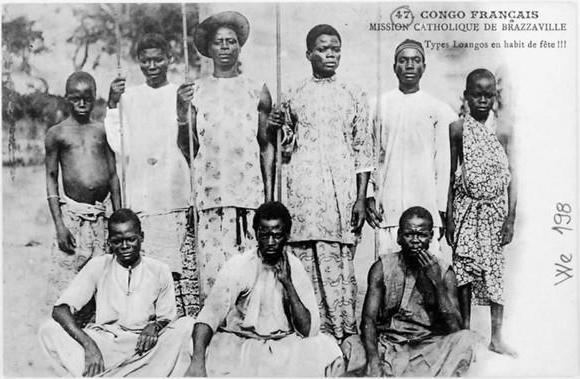
Hommes de Loango en habits de fête

Tout au long de son histoire précoloniale, les étoffes Kongo ont joué un rôle essentiel dans le quotidien des habitants de la côte de Loango, en partant de Sété Cama jusqu'à l'embouchure du fleuve Congo. En plus de leurs rôles dans l'ameublement et l'habillement, les étoffes étaient utilisées lors des cérémonies d'initiation et d'enterrement et également comme monnaie d'échange.
Les fibres végétales du « palmier bambou » ou palmier raphia (Raphia vinifera) - appelé ntombe en vili - étaient utilisées pour la fabrication de la monnaie et pour les vêtements du quotidien; tandis que celles des feuilles de palmier borassus, communément appelé palmier rônier (Hyphaene guineensis, Borassus aethiopium) ou litefa (natte) en vili servaient pour tisser des vêtements de plus grande qualité (velours, satins, taffetas, damas...). Les tisserands et les femmes confectionnent les nattes, les pagnes (nlela ; pluriel bilela) et bonnets ou couvre-chefs (mpu) avec le fil que fournissent le baobab (nkôondo) et le palmier éventail. Mais les bonnets des princes sont toujours fabriqués en fil d'ananás, beaucoup plus fin. Les femmes savent aussi tisser non seulement la « tchitefa » qui est la natte sur laquelle dorment les Vili, mais aussi des ustensiles de maison : le « ntend » qui est une assiette creuse, et des nappes qu'on appelle « luvubi ».
Afin d'obtenir des variantes de couleurs du plus bel effet, on exposait les fibres aux rayons de soleil selon des périodes plus ou moins longues ou encore en appliquant différents colorants (tukula - poudre à base de racines de padouk -, charbon, craie). Les couvre-chefs portés par les hauts dignitaires de Loango étaient également obtenus par ces procédés.
Les atours vestimentaires sont une indication visible de la position d'un individu au sein de la société. Les plus beaux ne sont réservés qu'au roi ou à ceux auxquels il a accordés cette faveur. Tout contrevenant à cette règle est passible de mort. Aussi, le roi disposait-il dans la capitale Bwali, de ses propres tisserands afin de produire les étoffes de la famille royale ou des dignitaires du royaume.
Les étoffes ont accompagné les évènements importants de chaque habitant du royaume : du nouveau-né emmitouflé dans des vêtements en raphia, en passant par des jeunes pubères.en période d'initiation portant des jupes faites de la même matière ou encore par le prétendant d'une jeune fille apportant parmi les présents des étoffes à sa future belle famille.
En influant sur la circulation des étoffes de raphia (transmission aux héritiers), les aînés et les plus riches de la société loango l'ont utilisé comme un levier de pouvoir. Par ailleurs, les gouverneurs du roi ou les seigneurs locaux échangeaient des étoffes lors de grandes occasions. C'était notamment le cas lors de l'intronisation des souverains de Ngoyo et de Loango.

Costumes des habitants de Loango (gravures datant de 1797)
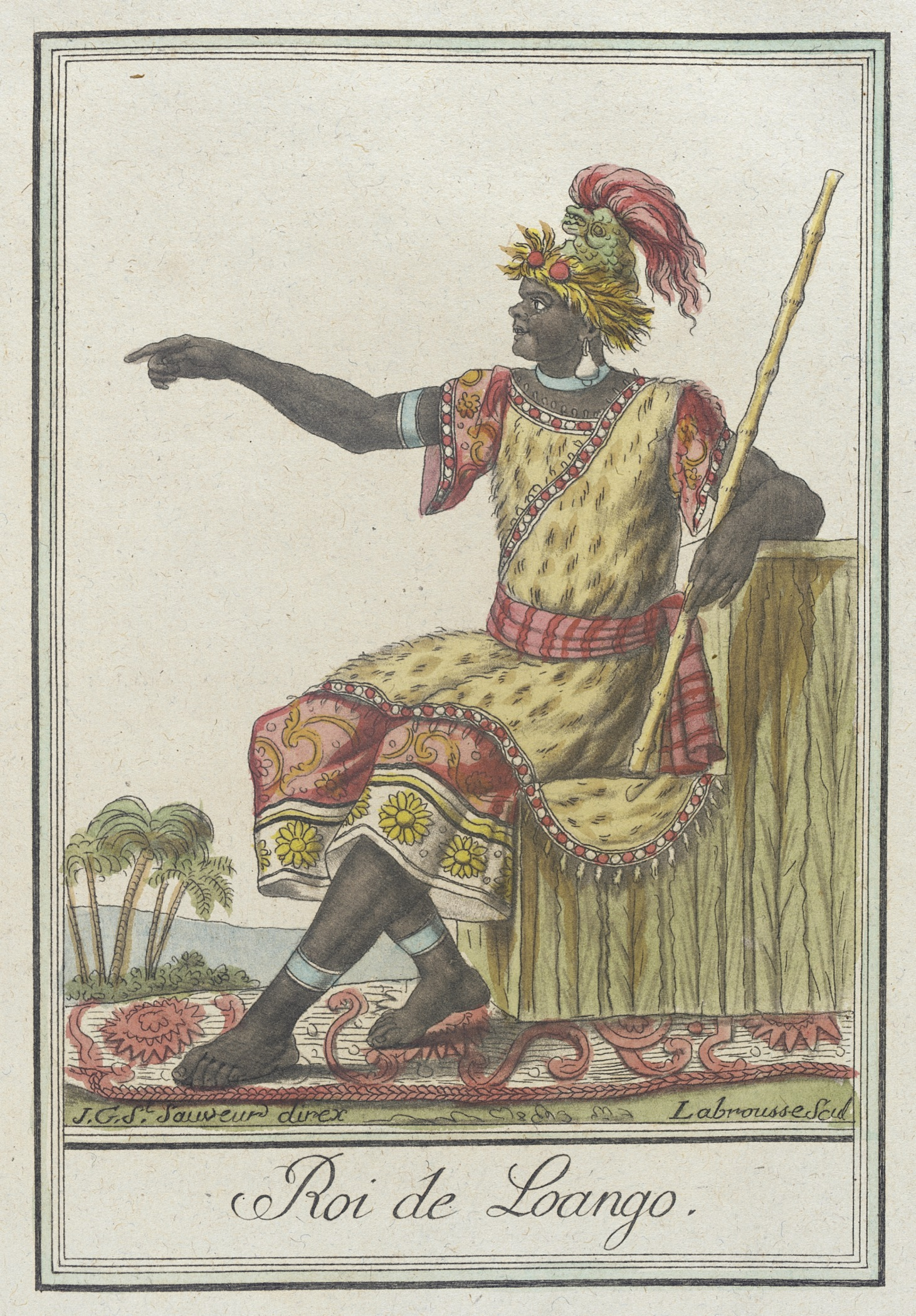
Roi de Loango.
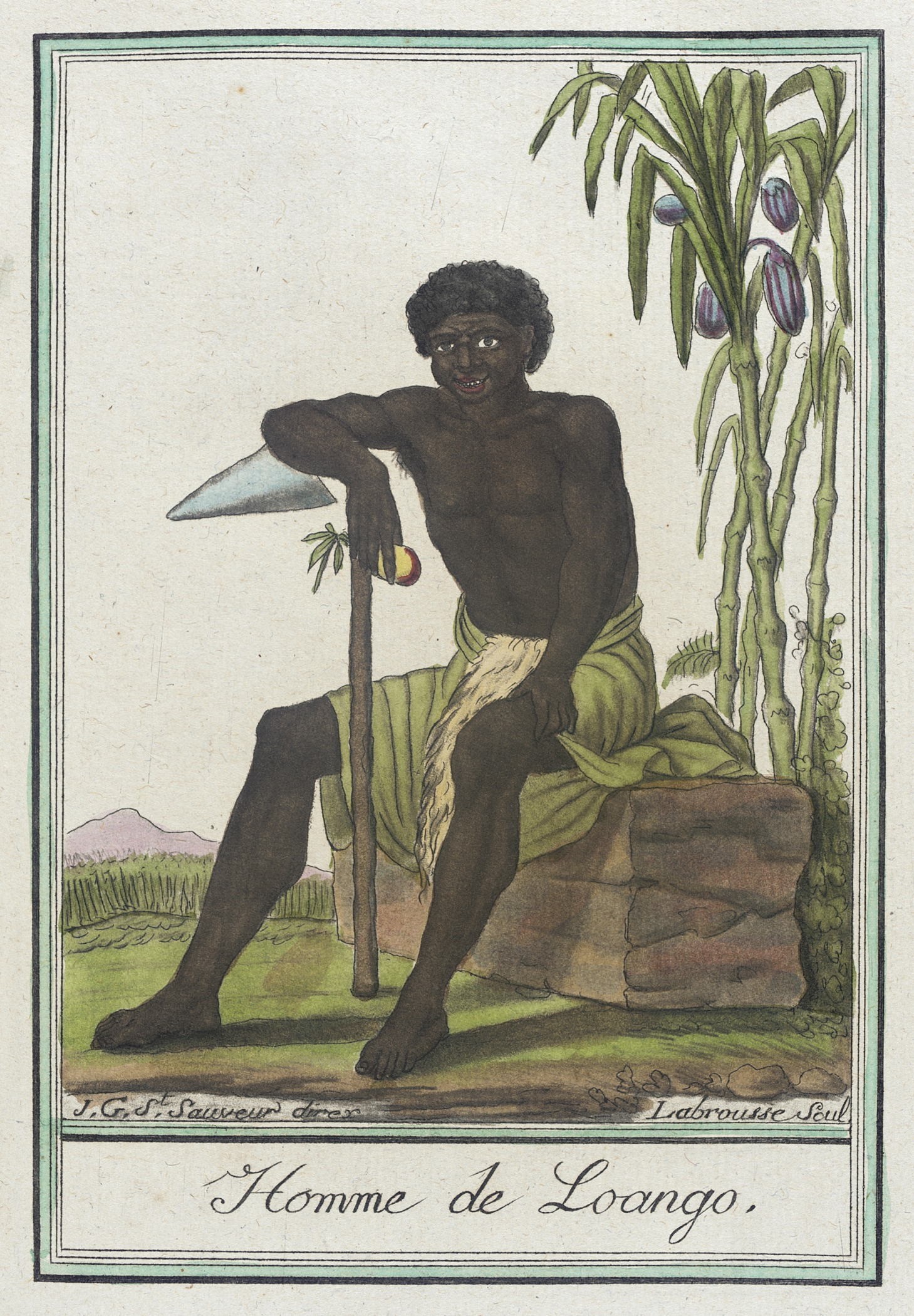
Homme de Loango.
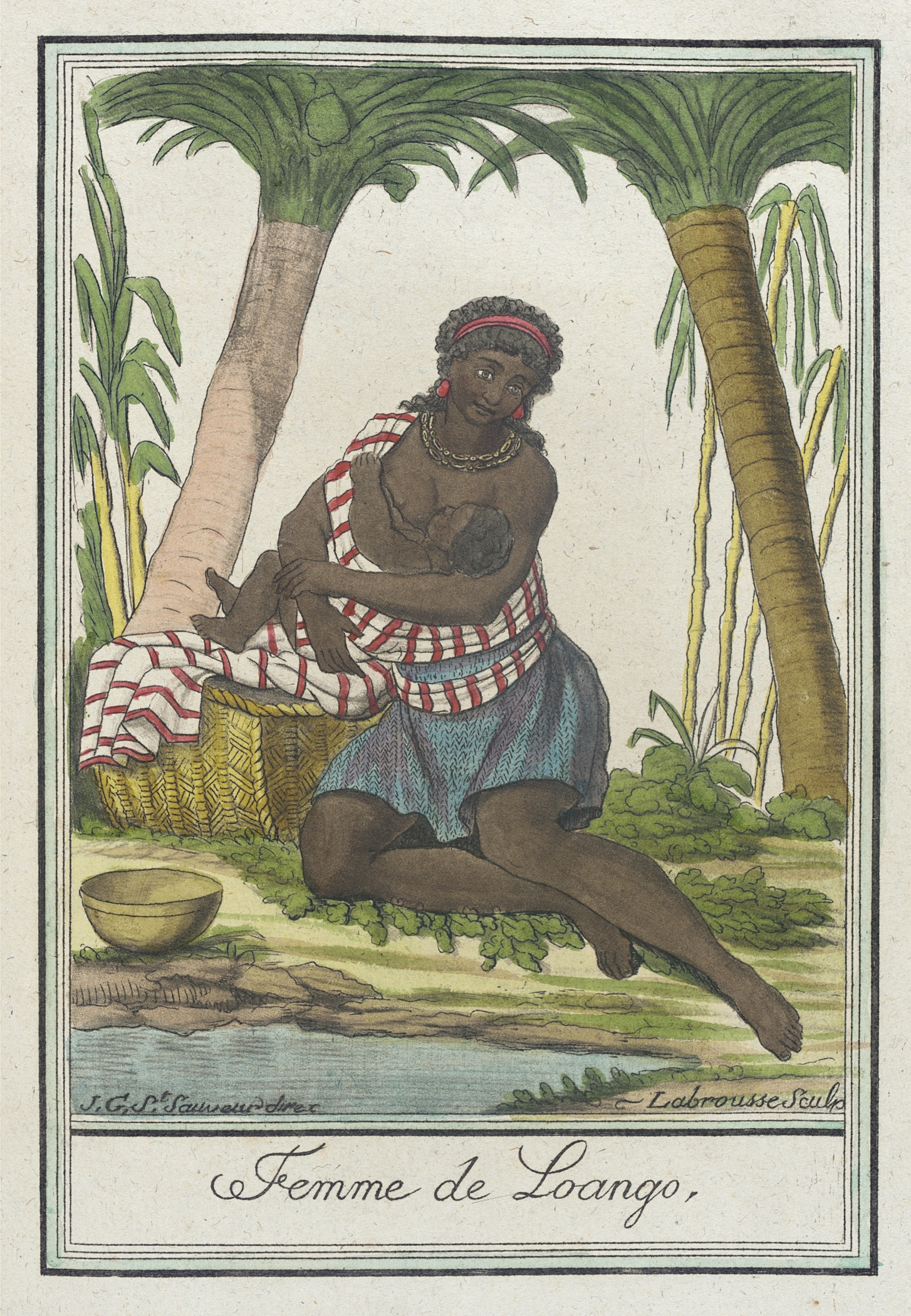
Femme de Loango.
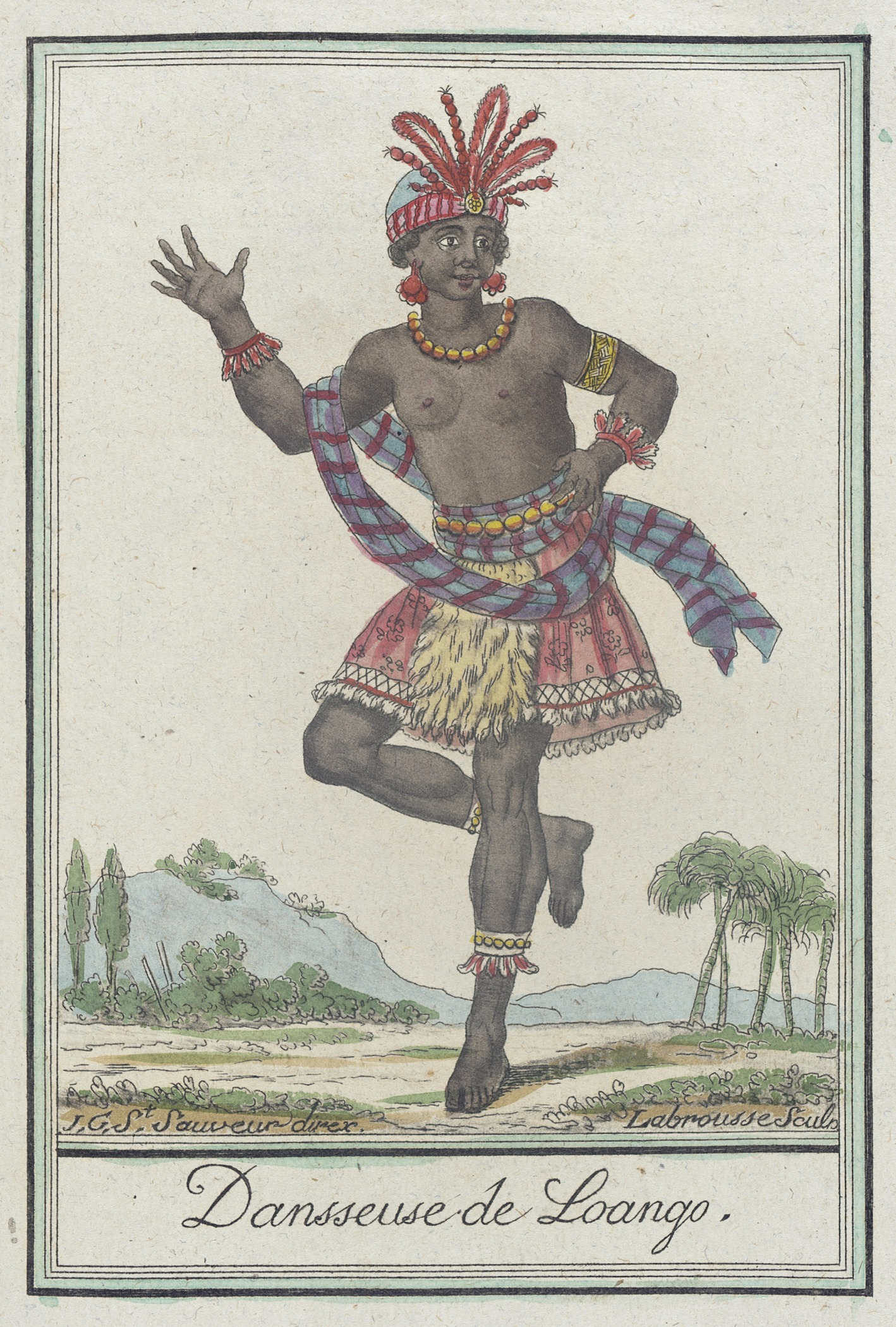
Danseuse de Loango.
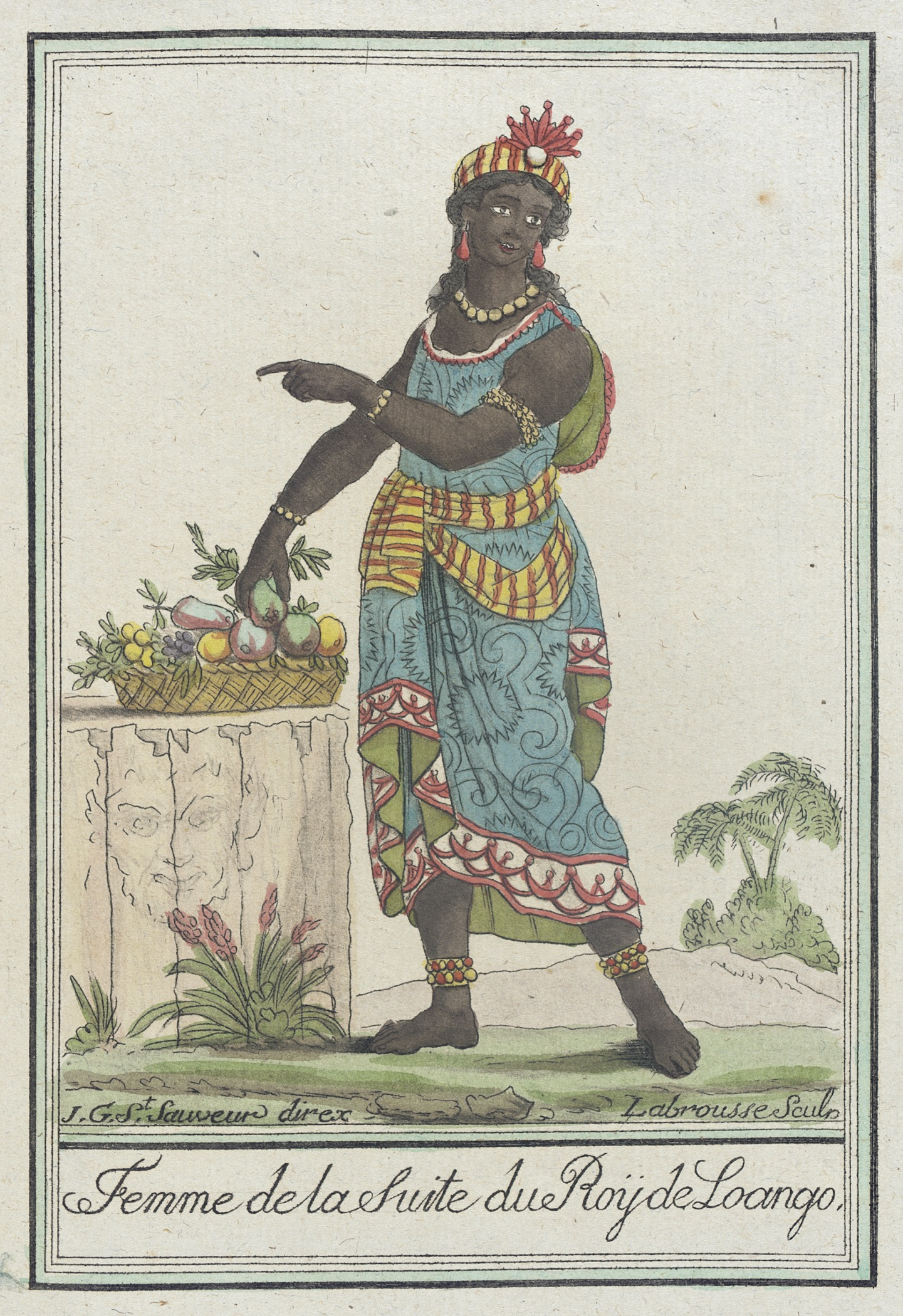
Femme de la suite du Roi de Loango.

Tout comme de son vivant, le vêtement qui habille le défunt est caractéristique de sa position dans la société et facilite son passage dans l'au-delà, le nombre de pleureuses, la durée de la période de deuil, le nombre et le type d'objets avec lesquels le défunt est enterré y contribuent également.
Un libongo (pl. mbongo) de la taille de grand mouchoir (environ 36 cm2) représente l'unité de base de la monnaie. Plusieurs mbongo sont cousus ensemble au moyen de fils de raphia ou de fibres de feuilles d'ananas afin d'obtenir des bandes de dimensions identiques.
Les étoffes de raphia présentaient plusieurs attributs d'une devise forte et auto-régulée. Son acceptation sur plusieurs aires géographiques (Loango, Ngoyo, Kakongoo, Angola...) et ses usages multiples ont maintenu son offre et sa demande constantes. Les Mbongo étaient utilisés sur les marchés locaux pour l'achat des produits alimentaires et des autres produits de consommation des ménages (vêtements, tentures murales, sacs, tapisseries ou jetés de lit...). Ils faisaient également l'objet de spéculations par le stockage en vue de dépenses futures.
Un makuta qui représente dix mbongo cousus ou emballés ensemble en un lot était une unité de mesure répandue sur la côte de Loango, dans la région de l'embouchure du fleuve Congo et à Luanda.
Afin d'assurer l'approvisionnement en continu d'étoffes de raphia de Loango et contrôler le commerce angolais d'esclaves, les Portugais ont signé des accords à Lisbonne avec un particulier local afin de maintenir à Loango, une usine d'export de mbongo vers Luanda.
À partir de 1650, l'influence des étoffes en raphia va diminuer au profit des étoffes importées d'Europe et des Antilles. Les négociants Hollandais, nouveaux venus sur le côte de Loango, peu intéressés par le raphia, préféraient échanger des esclaves, de l'ivoire ou du cuivre en contrepartie d'étoffes et de vêtements occidentaux. Ces derniers ont été rapidement adoptés par les notables de Loango, en plus des attributs habituels tels que les peaux de léopard ou autres parures royales.

#### Instruments de musique

##### Instruments traditionnels de musique

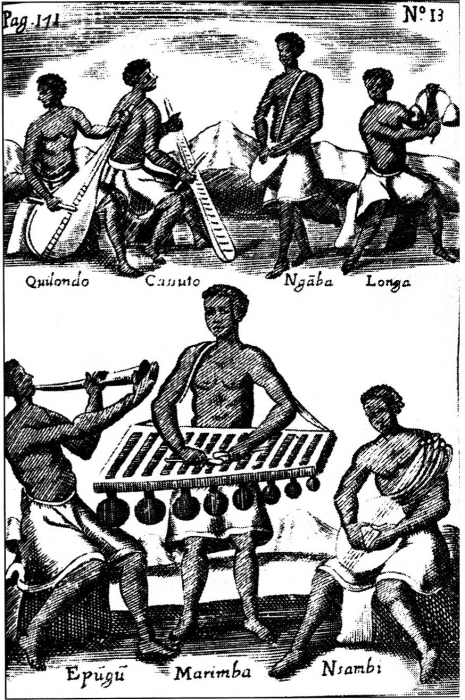
Instruments de musique Kongo, gravure extraite de Girolamo Merolla da Sorrento

Dès 1950, dans sa quête des instruments musicaux des Vili et dans ses échanges avec le Maloango Moe-Poaty III et l’interprète Alphonse Linguissi Mpembelo (1884, Si-i-Fua - 17 septembre 1959, Pointe-Noire), père de Lambert Pembellot, le musicologue Herbert Pepper constatait l'exceptionnelle rareté de la matière musicale. Il déplorait également la disparition des instruments traditionnels au profit des instruments modernes comme la guitare, l'harmonica ou l'accordéon.
Les instruments répertoriés sont :
- le balafon
- nsambi[135],[136],[137] (équivalent du ngwomi ou lukombe chez les Téké et les Mbochi): pluriarc, sorte de luth avec cinq cordes en fils de palmiers sur lesquels on joue avec les deux pouces.
- casuto : racloir, pièce de bois creux couvert d'une planche de bois en forme d'échelle. On racle dessus avec un bâton.
- mbudi ou embouchi[138]: trompe et instrument royal et princier en ivoire, composé de plusieurs pièces percées s’emboîtant l'une dans l'autre et de la longueur d'un bras
- tchikongo tchiungu ou ngondji (longa chez les Fiote du Cabinda, équivalent du ngongui chez les Bakongo du département du Pool): doubles gongs ou doubles sonnettes de fer reliés par un fil d'archal en forme d'arc. On émet des sons en frappant au moyen de deux baguettes. Les princes utilisaient cet instrument pour annoncer leur volonté de parler à leur peuple
- dungu : tam-tam de forme allongée comme un fût mince pouvant atteindre deux mètres, bouché à chaque extrémité par une membrane en peau d'animal, Il est muni d'une poignée. Une baguette souvent décorée ou sculptée avec des motifs d'animaux, appelée Tchikoko était utilisée pour frapper et obtenir des sons[139].
- ngoma : autre tam-tam
- nkôoko : proche du lokole, c'est le plus petit des tambours ou tambour à fente. Il mesure 40 centimètres environ et est maintenu sous le bras tandis qu'on bat la mesure avec la paume de la main libre ou la baguette Tchikoko
- ndundu : trompe en corne d'antilope
- tchikounda : double cloche en bois en forme de sablier dont chacune de ses deux moitiés est dotée de deux à quatre petits battants de bois. Elle est taillée dans un seul bloc de bois orné de dessins sculptés et de gravures. Elle est utilisée par les féticheurs (nganga) pour soigner un malade ou pour éloigner les sorts jetés sur lui.
- la voix: Les chants vili se déclinent en chœur, non pas en polyphonie mais plutôt en pentatonie. Accompagnés de danses, is ponctuent les différents événements de la vie tels que les naissances, les moments de joie, la mort, ou la période de claustration des tchikumbi. Selon Herbert Pepper, ils sont une « harmonie horizontale aux accords arpégés comme ceux du vent, mais animés par le souffle de l'esprit »[134].

Les derniers dépositaires des instruments de musique traditionnelle ont été les si-nganga (guérisseurs ou féticheurs qui sont à la fois enchanteurs et devins). Ces derniers les utilisaient dans les cérémonies rituelles du nkissisme. Ils intensifiaient l'effet psychologique de leurs mimiques durant leurs cérémonies rituelles par le port d'ornements sonores tels que les coiffures, les ceintures, les bracelets, les bruissants...

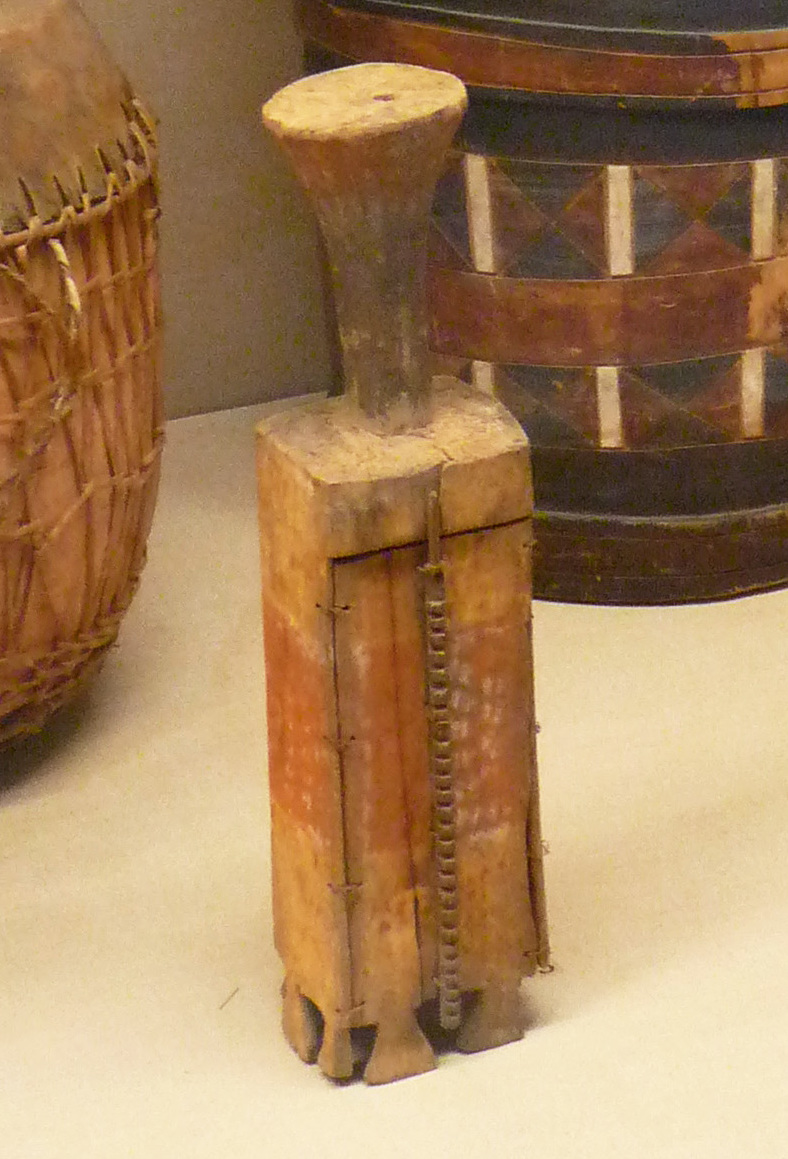
Racloir - Casuto - Instruments de musique - Musée royal de l'Afrique centrale
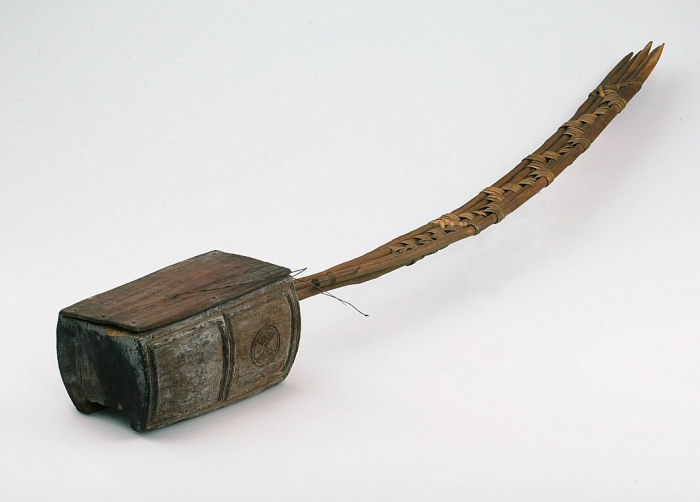
Nsambi - Arc musical de Loango[136].
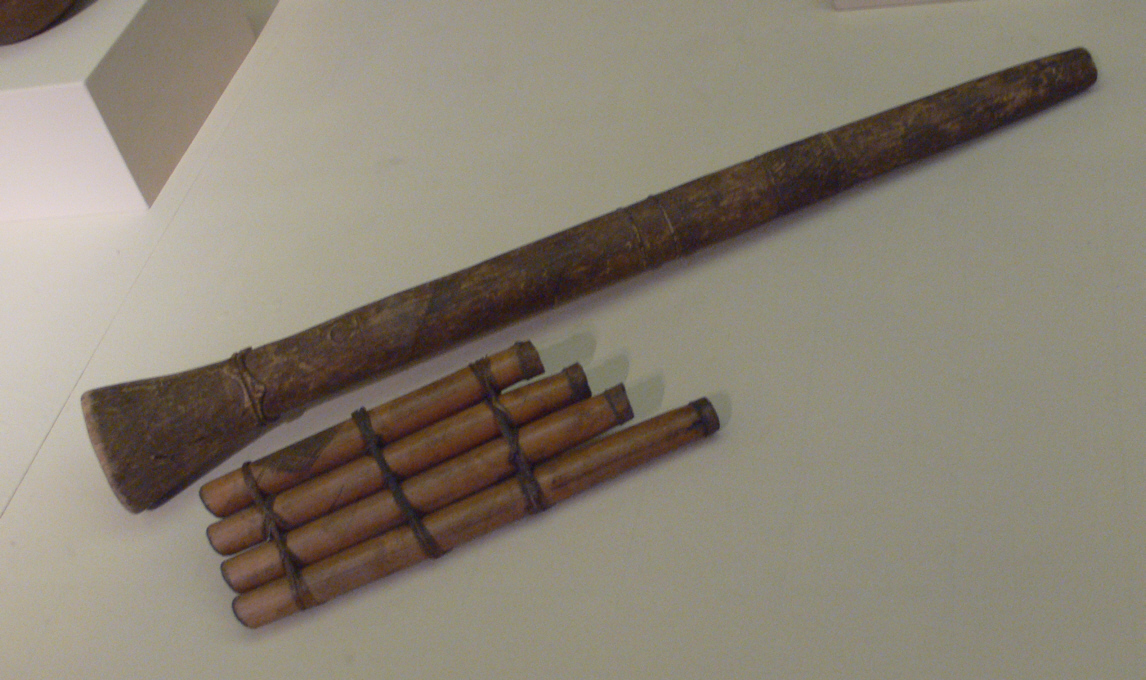
Arrière-plan: trompette; Bois, Vili (Angola); Inv. No 38362
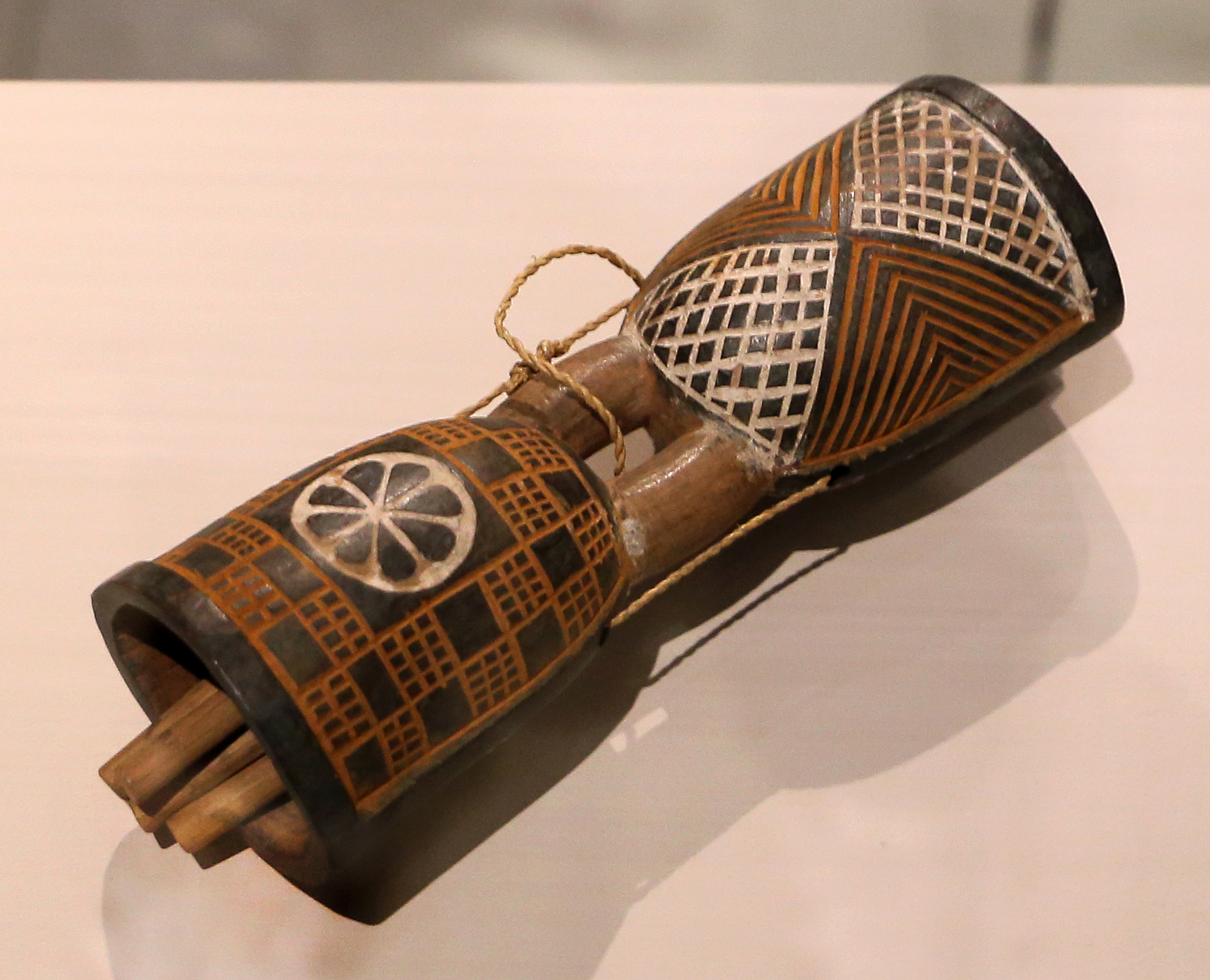
Double cloche tchikounda; Vili du royaume de Loango antérieureà 1898; (Bode-Museum)
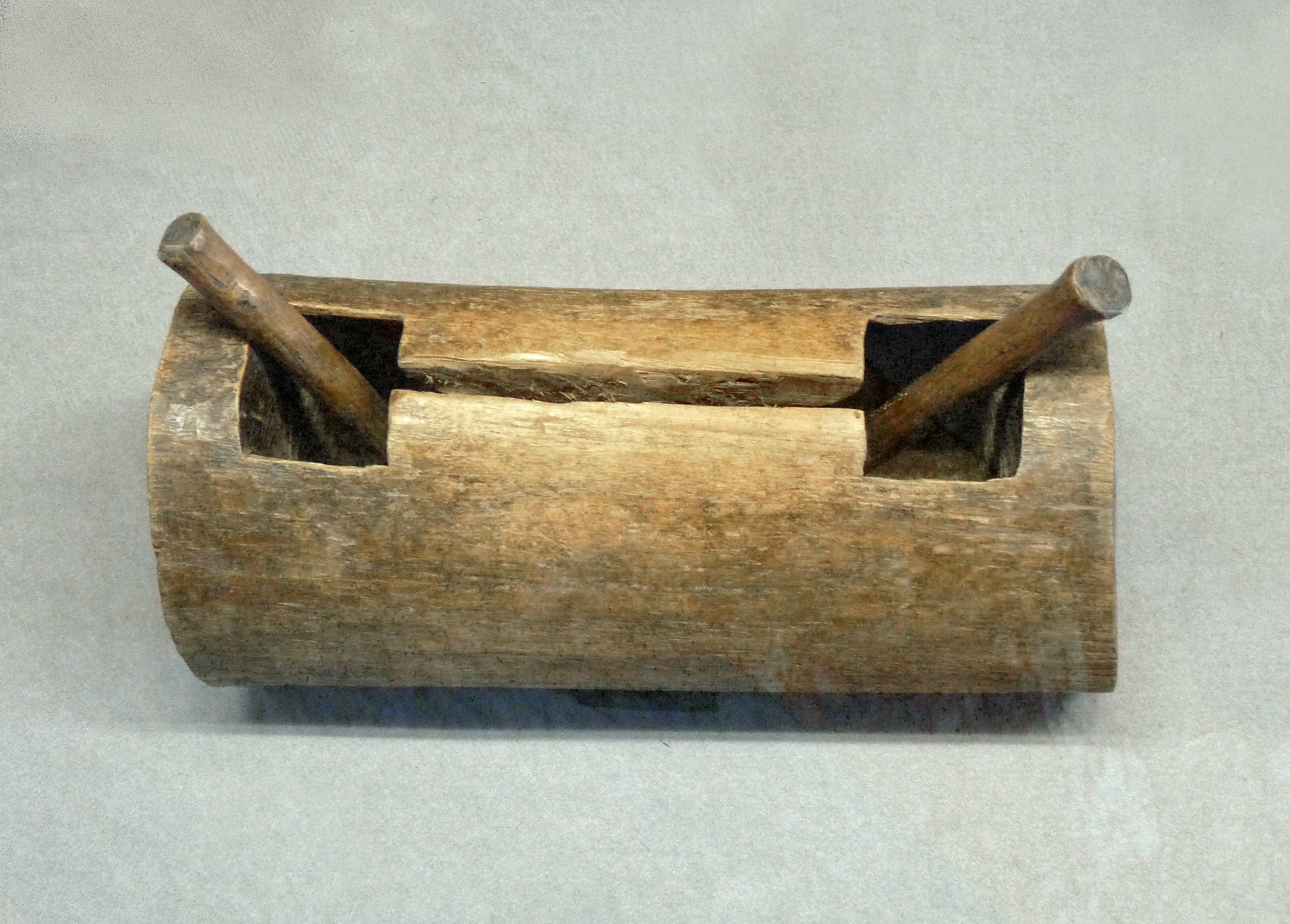
Tambour à fente Yaka proche du nkôoko Vili - Musée royal de l'Afrique centrale
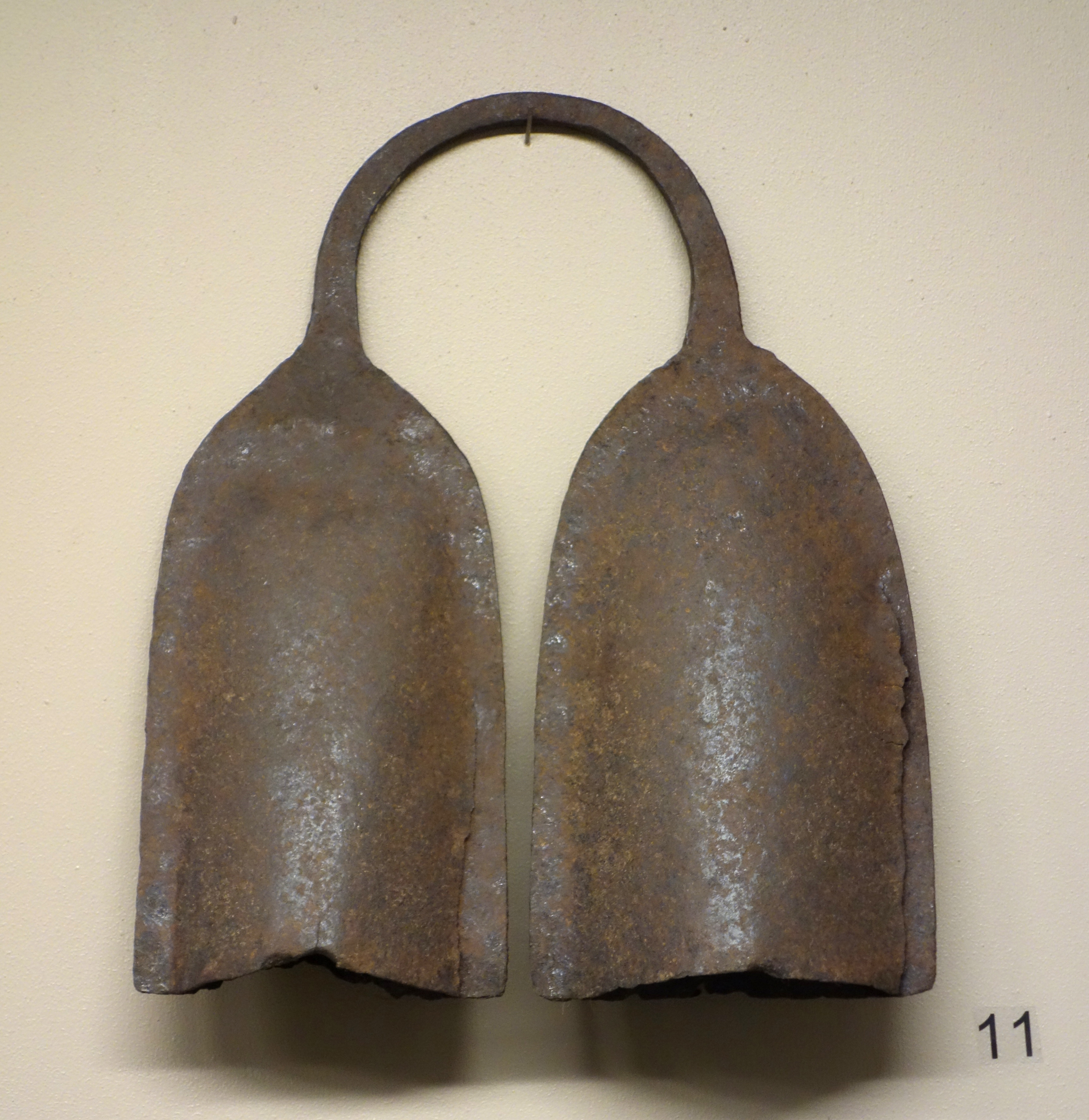
Double cloche tchikongo tchiungu ou ngondji - Musée royal de l'Afrique centrale
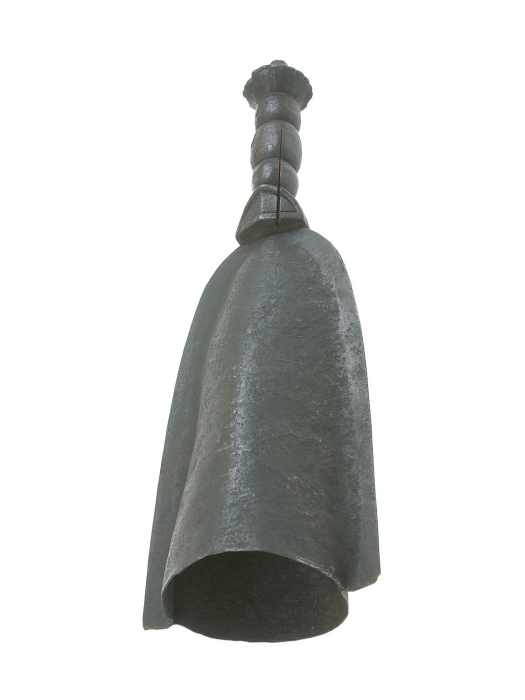
Cloche simple métallique - Cabinda avant 1907 (Tropenmuseum)

##### Ensembles tradi-modernes de musique
Face à la menace de disparition des langues locales mais aussi des danses traditionnelles, sont apparus des groupes musicaux pour les revivifier. On note par exemple, le groupe traditionnel Liman’ lit’ si (La pierre du pays), et les groupes tradi-modernes Ban' bu libung' (les enfants messagers), Bane B' Siane (Les orphelins), Wol-Tchiloango (L’or, la richesse royale dans son contenu culturel), ou Tshi-Fumb' (La famille),,,.

#### Arts rituels
Les statuettes reliquaires à lames et parsemés de clous et de houes miniatures sont caractéristiques de la sculpture vili. Elles peuvent avoir la forme de prêtres debout, le corps hérissé des signes des conflits résolus, d'autres affectent l'allure d'un chien. Les clous commémorent le règlement de querelles et de conflits. Dans certains cas, la foi dans le chien-médium rétablit la santé de patients souffrant de troubles psychosomatiques. Ceux-ci paient alors le prêtre et, pour célébrer la guérison, on y plante une lame.

Statuettes et masques vili
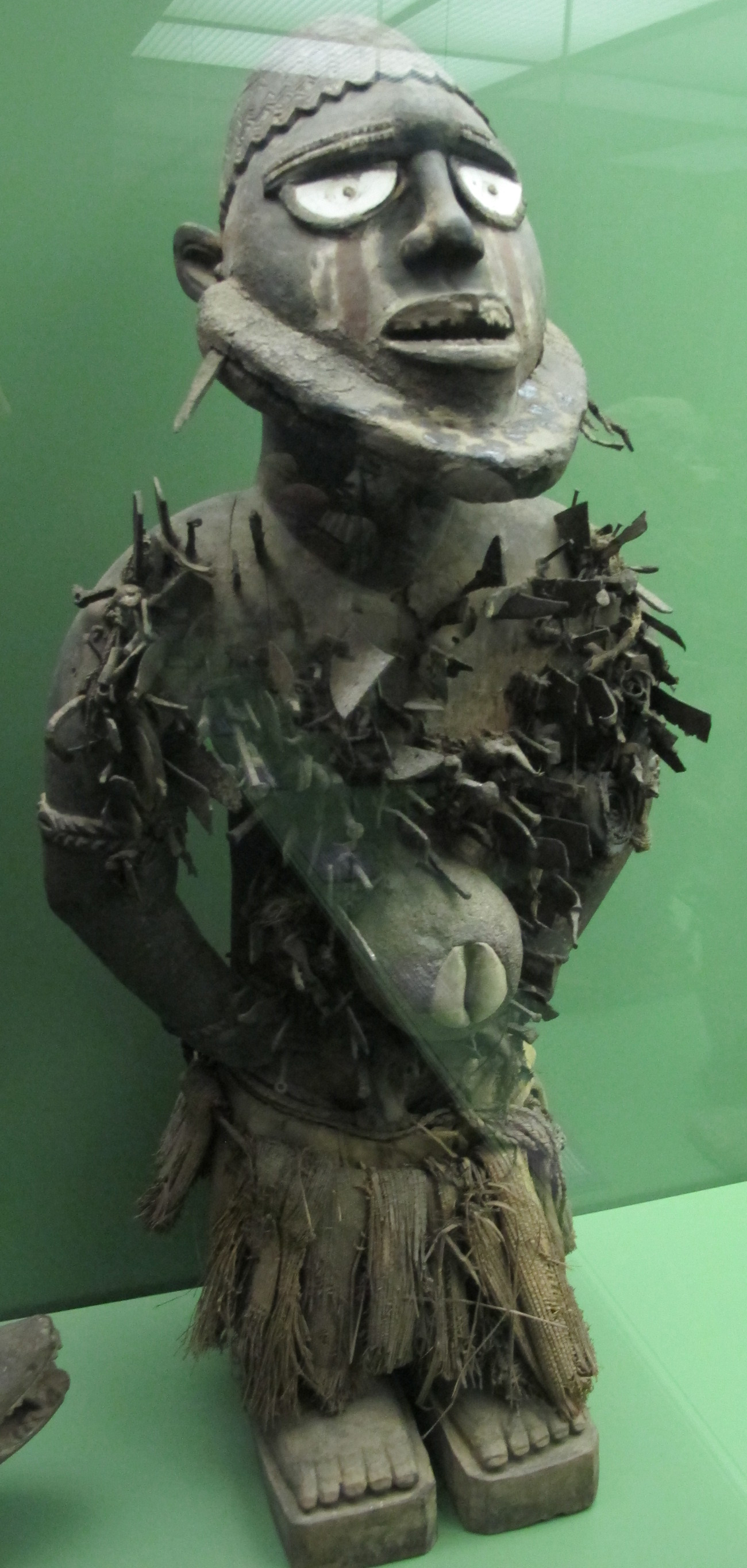
Statuette, Musée Grassi d'ethnologie.
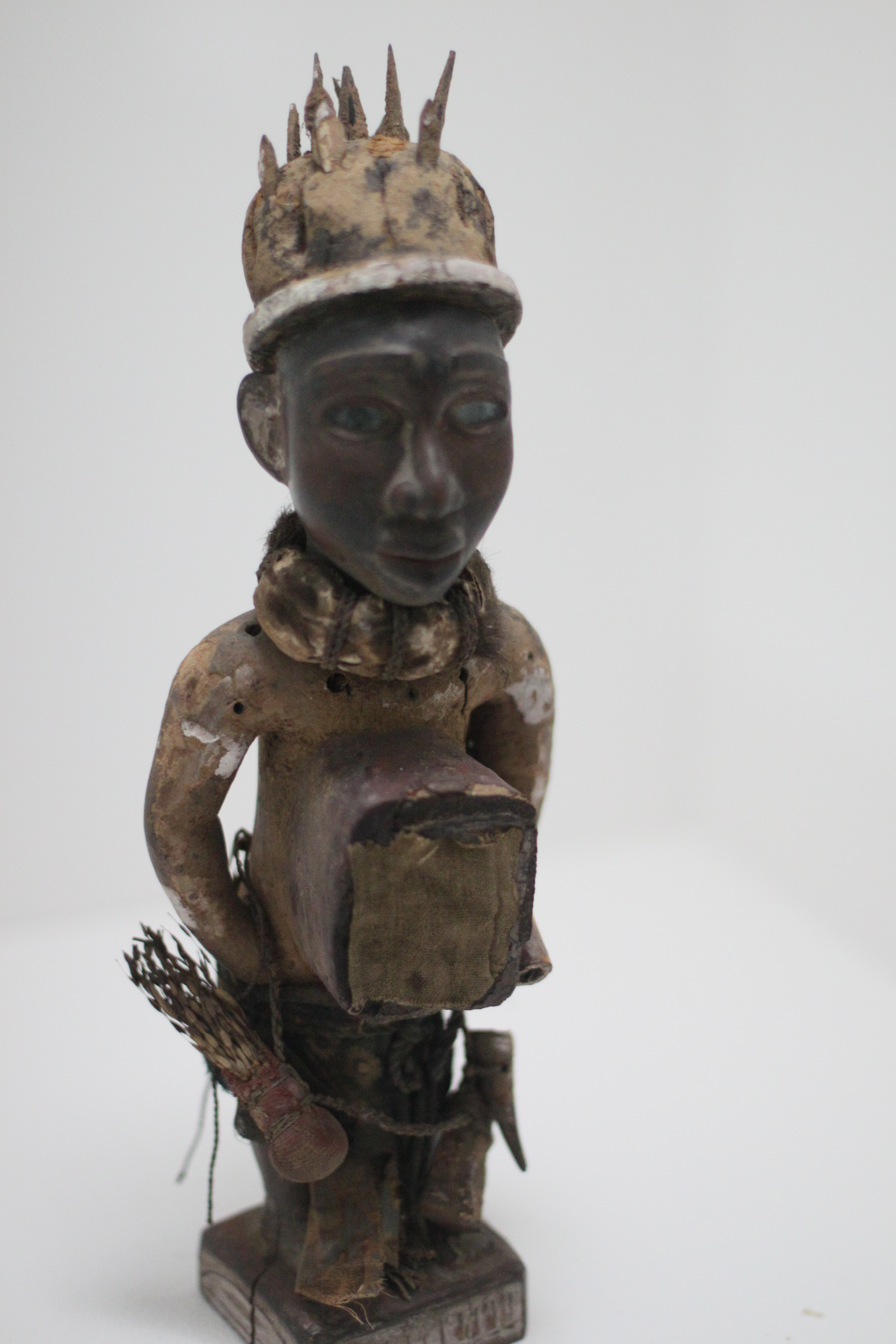
Figure de pouvoir nkisi, Musée ethnologique de Berlin.
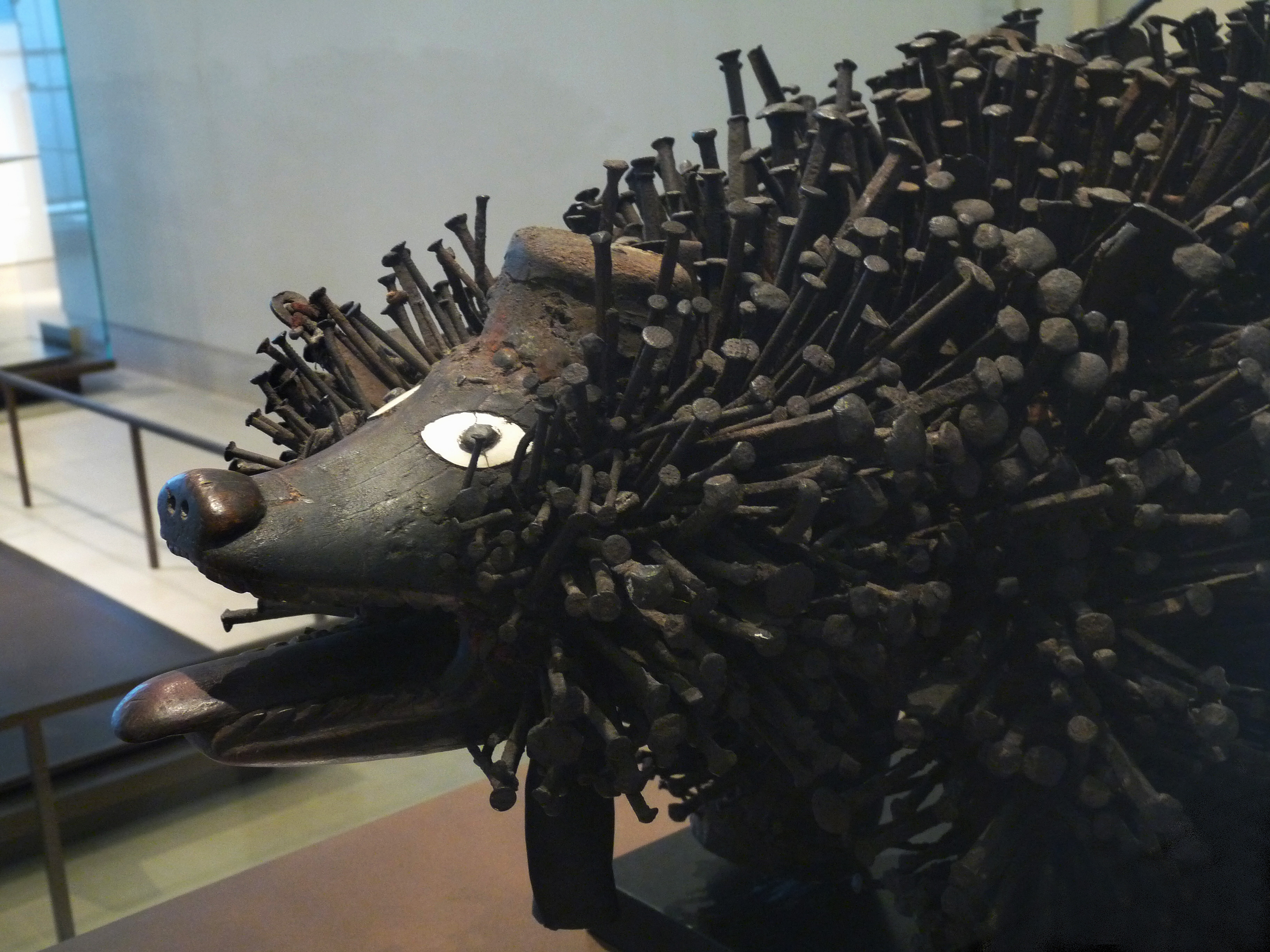
Statue protectrice nkisi nkondi, Pavillon des Sessions, Musée du Louvre[148],
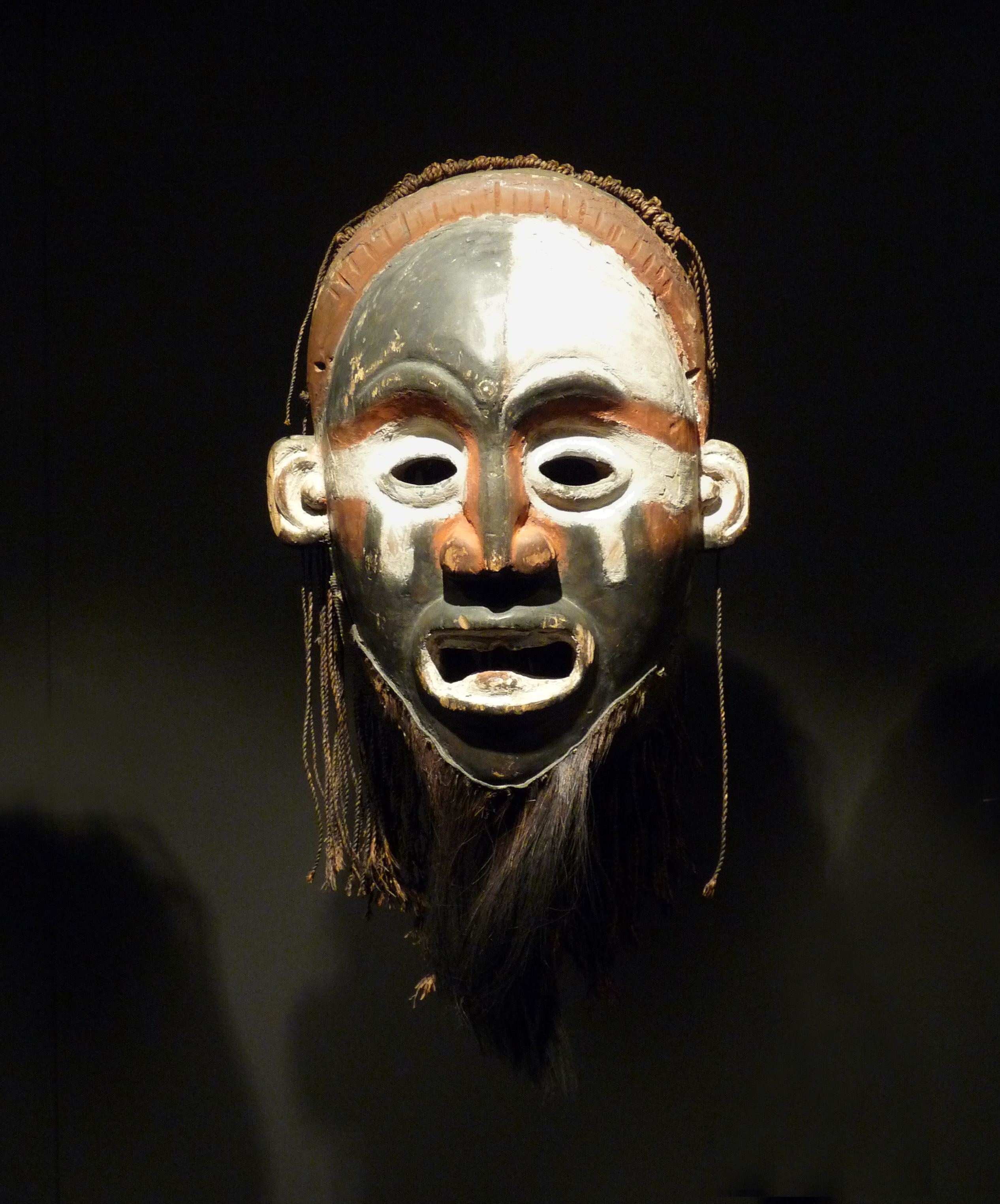
Masque keeko kia bwelo, Musée ethnologique de Berlin.
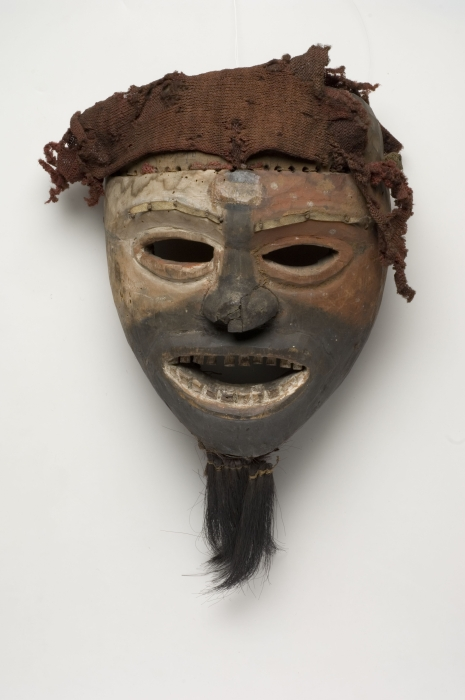
Masque n'doenga, Tropenmuseum.
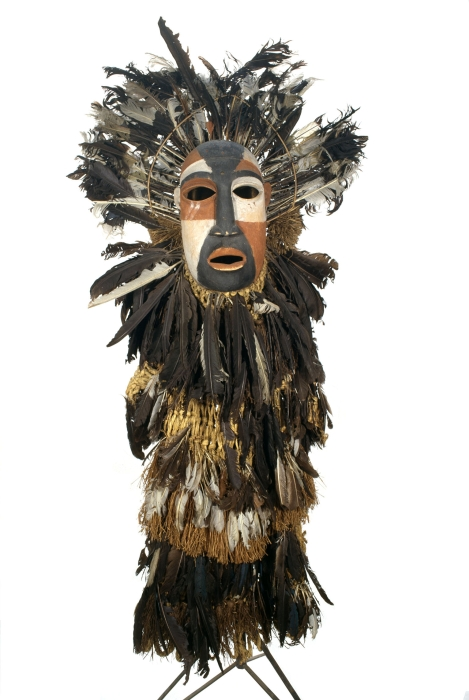
Masque avec fibres végétales et plumes, Tropenmuseum.
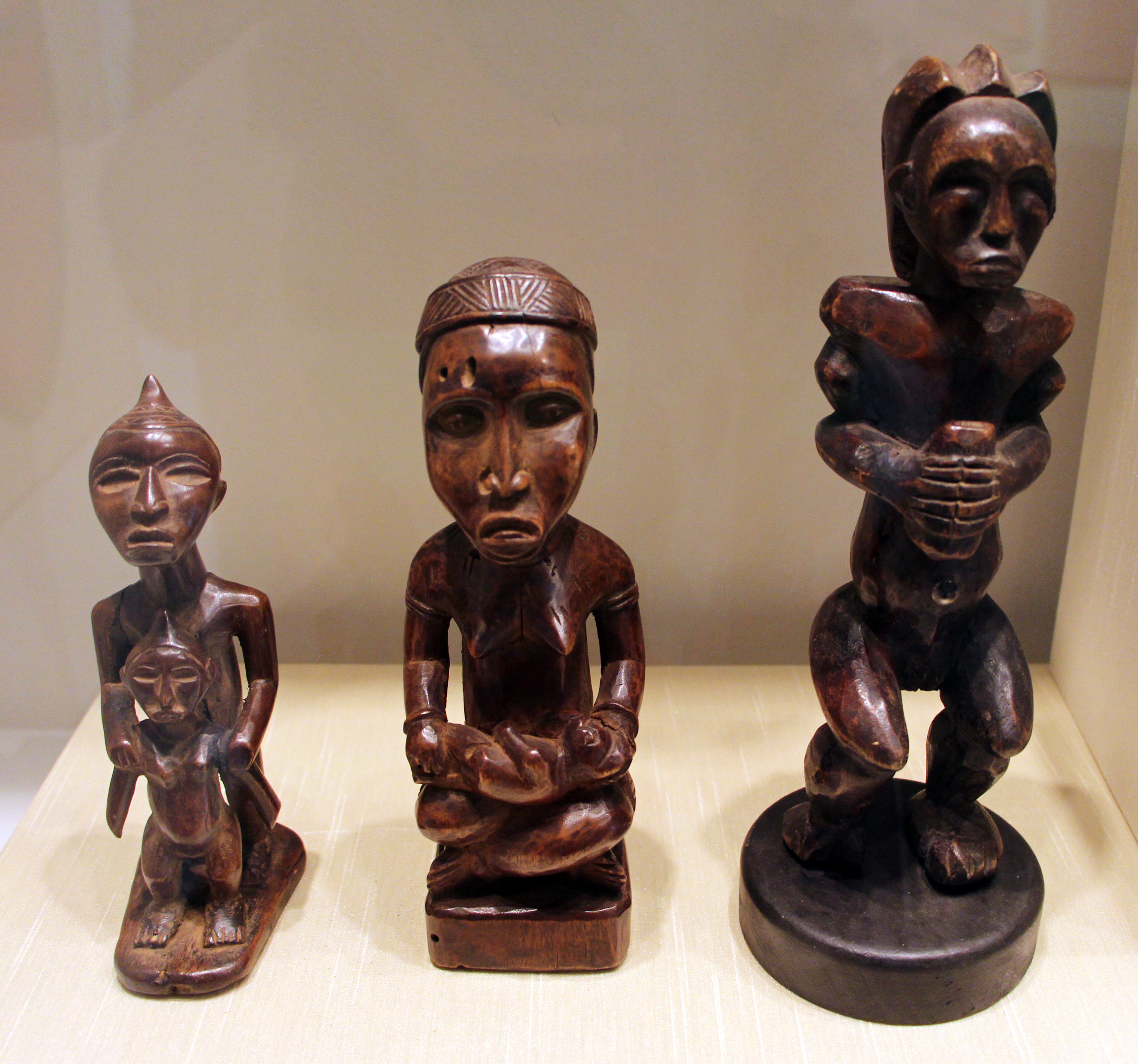
Statuettes ds peuples Vili, Yombe et Fang Musée Afro Brasil.
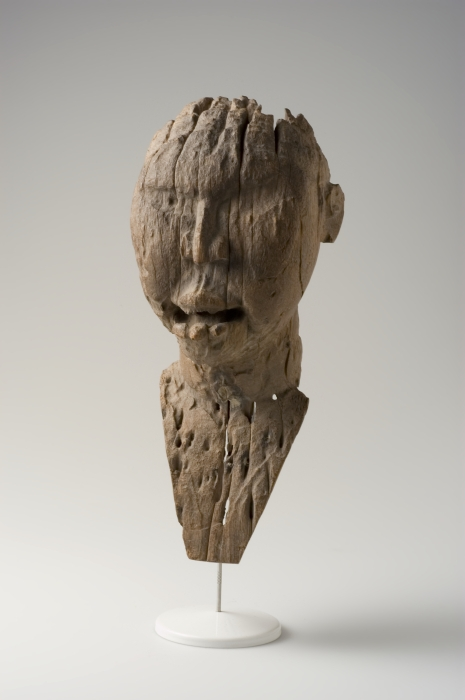
Tête de Nkisi Konde, Tropenmuseum.

Les paniers et leurs couvercles tissés en fibre végétale, principalement en roseaux, sont appelés Ngalu li tone ou encore Lukobi lubakulu (corbeille des ancêtres). Ils sont utilisés pour la conservation des ingrédients traditionnels

Artisanat du peuple vili
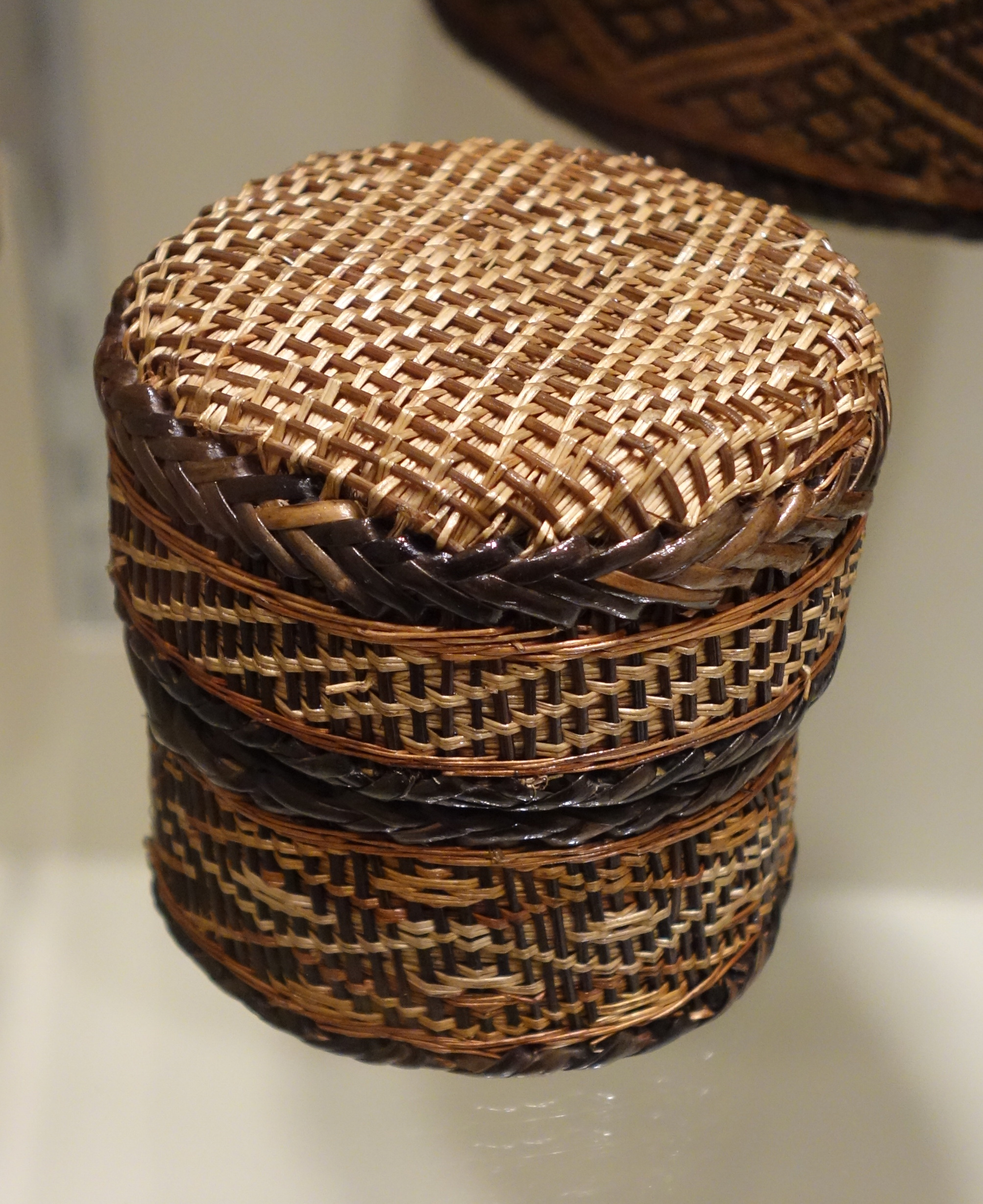
Panier et son couvercle tissés en fibre végétale (roseaux) - Longo Bonda - Côte de Loango - Gabon fin du xixe siècle. Cincinnati Art Museum.
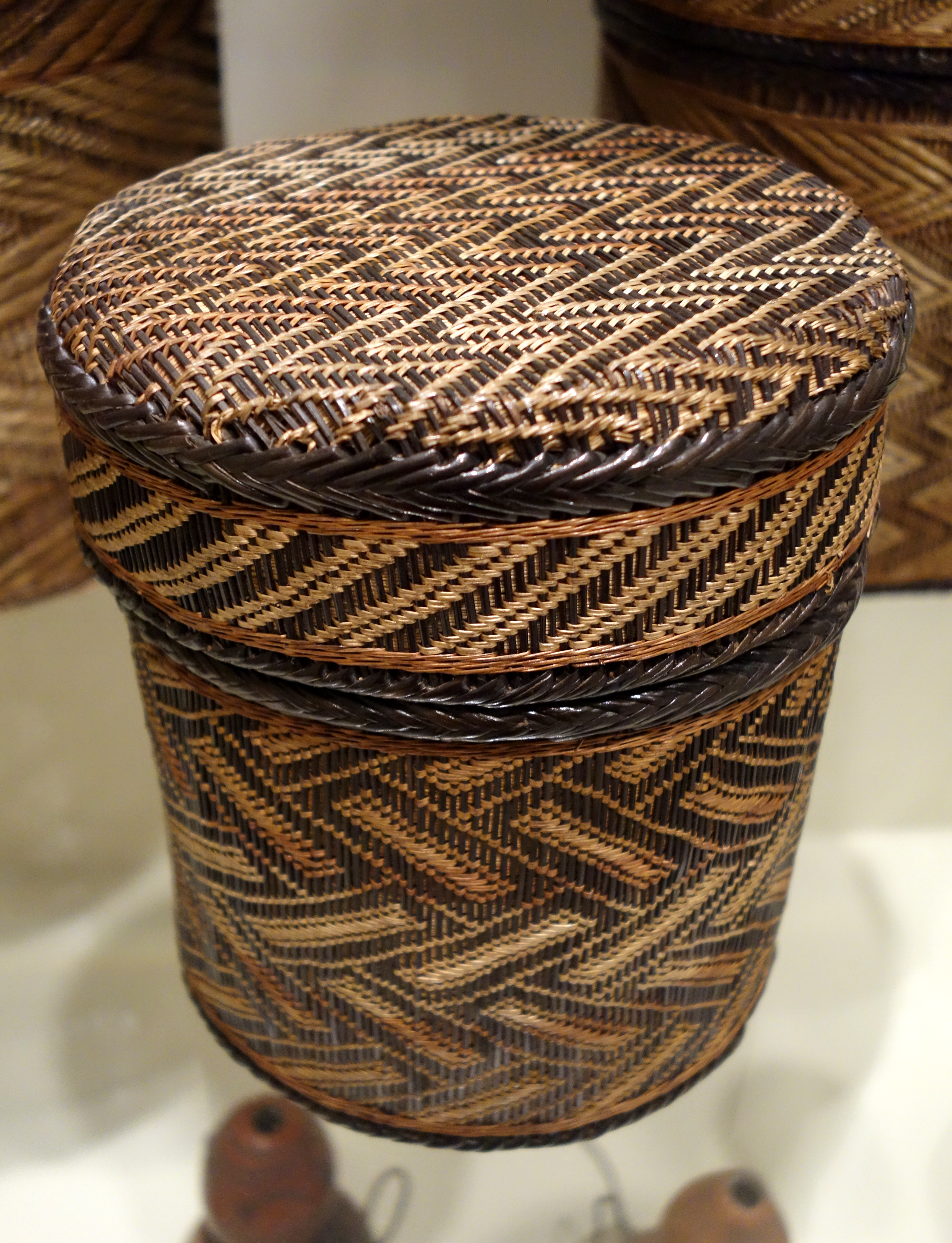
Panier et son couvercle tissés en fibre végétale (roseaux) - Longo Bonda - Côte de Loango - Gabon fin du xixe siècle. Cincinnati Art Museum.
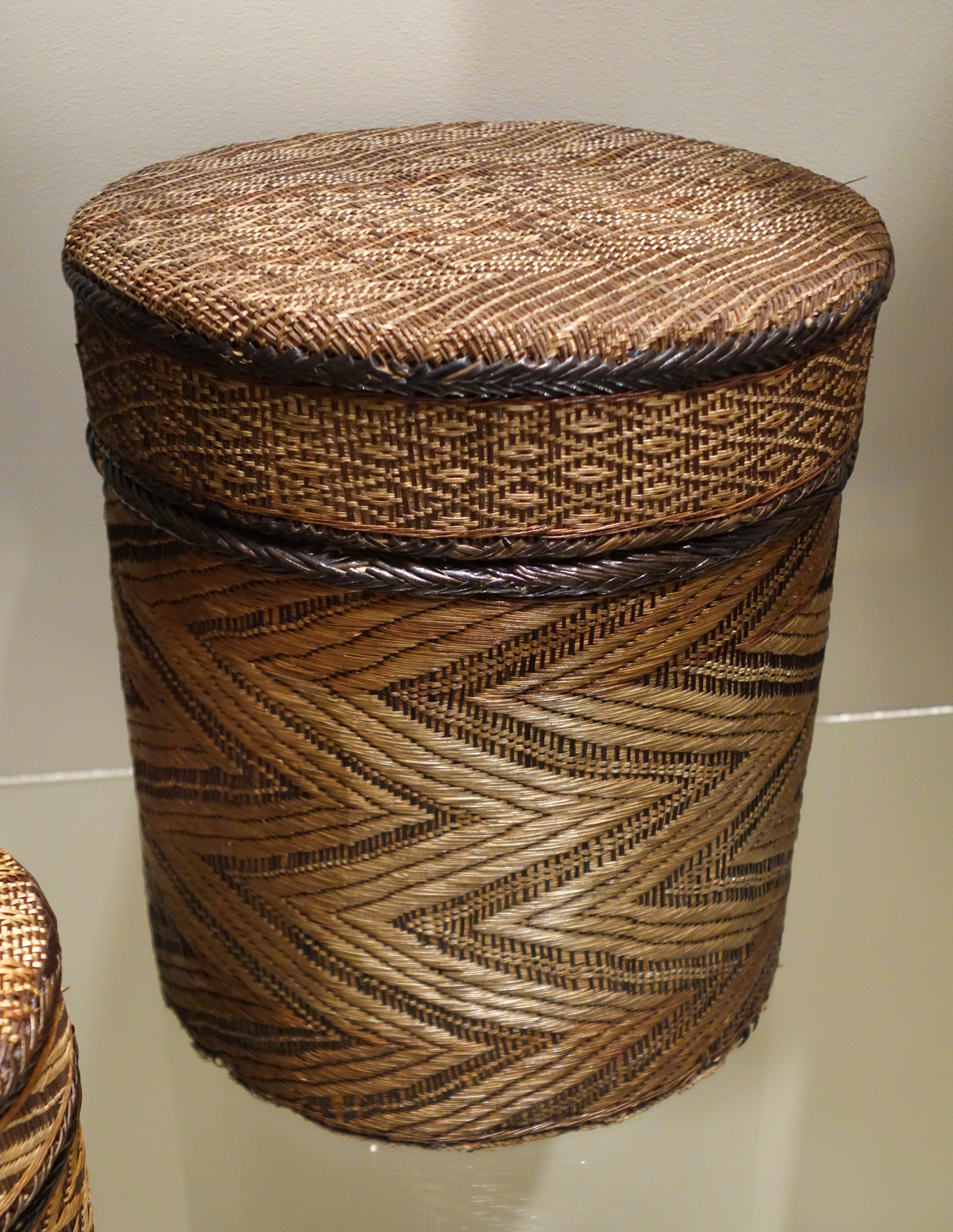
Panier et son couvercle tissés en fibre végétale (roseaux) - Longo Bonda - Côte de Loango - Gabon fin du xixe siècle. Cincinnati Art Museum.
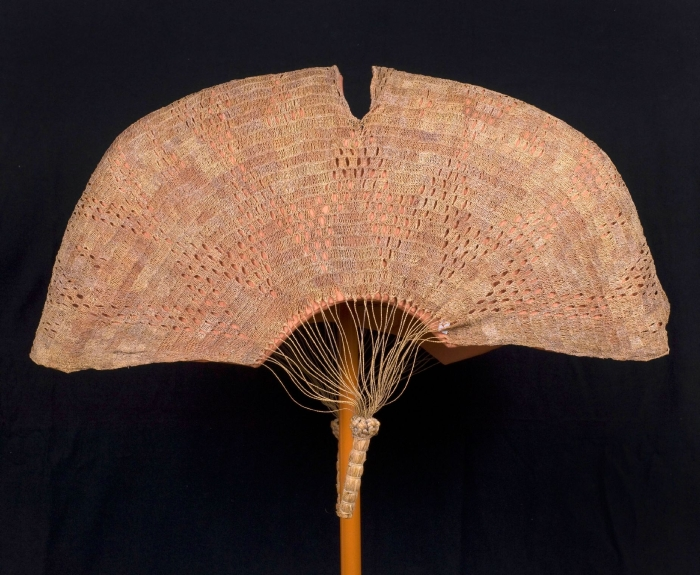
Manteau d'épaule de chef en raphia (Collection Schtiting, Nationaal Museum van Wereldculturen).

### Patrimoine immatériel

#### Système de mesure
Les Vili jusqu'au début du XXe siècle utilisent des perles (bilabu) comme unité pour compter et mesurer,. Ils utilisaient le système duodécimal ou base 12; ce qui signifie que le comptage se faisaient en douzaine plutôt qu'en dizaines.
La perle Lilabu est la partie la plus subtile du feu.
120 Bilabu = 1 Lombi
1400 Bilabu = 12 Bilombi = 1 Tchiko ou un bouquet (50)
14400 Bilabu = 10 Biko = 1 Nsuku ou Nkama tatu (400)
144000 Bilabu = 10 Minsuku = 1 Tchivef (1000)
10 (dix) = Kumi (du Vili Ku Kuma qui signifie causer, raisonner). C'est la racine carrée de Nkama qui signifie également l'épouse du Maloango, et par extension l'épouse en général.
100 (cent) = Nkama
Tchitini: C'est la plus petite unité de mesure de longueur connue. C'est la distance du sommet de l'annulaire à sa jointure avec la paume de la main. Il mesure environ deux clous ou 41/2 pouces et est utilisé pour mesurer la longueur des feuilles de tabac conditionné en nattes (Bitini).
Un Tchitini de tabac vaut 36 bilabu.
Deux bitini valent un Mbokana (paume de la main)
Deux Mbokana valent un Lubongo Zifula (pièce de tissu d'une plante locale mesurant 18 pouces ou une coudée soit environ 46 centimètres. Cela équivaut à 144 perles.
Deux Zimbongo valent un Makaba (un yard ou verge anglaise correspondant à environ 92 centimètres)
Deux Makaba valent un Ntama (une brasse soit 1,83 mètre). C'est l'unité de mesure standard
Trois Ntama valent un Mbondo. Trois Ntama sont l'équivalent d'un lot de 12 nattes.
Quatre Mbondo valent un Nlele Bifunzi (48 nattes). C'est la contribution qu'un homme est censée fournir lors des funérailles d'un proche parent de sa femme. Ces nattes cousues entre elles constituent également un linceul.

#### Lubuku (la circoncision)
Cet évènement qui vient de l'expression « kubuka n'sosi » (« couper le prépuce ») n'est pas à proprement parler une initiation puisqu'il intervient dans les quatre premières années du garçonnet. Il s'agit plutôt d'un rite de passage.
Le prépuce, une fois coupé, est jeté sur le toit de la case de la famille et est livré aux oiseaux, notamment le suli (oiseau non identifié). Afin d'empêcher tout contact et tout frottement avec les cuisses, le lufumbu, anneau de bambou entouré de feuilles de palétuviers est enfilé sur la verge encore endolorie. Le corps est enduit de tukula (peinture à base de poudre de paddouk et de kaolin) afin d’ôter l'odeur (lusio) de son enfance. Toutes sortes d'autres soins lui sont prodigués afin d'éviter toute infection.
En parallèle, les garçons doivent respecter certains interdits alimentaires et des conduites d'évitement. Ainsi, toute personne ayant touché ou consommer du piment (aliment strictement interdit au jeune circoncis) ou ayant eu récemment des rapports sexuels est prié de ne pas approcher de l'enfant.
Parés de colliers et de bracelets, les garçons sont assis sur une natte pendant toute la journée. Leur seule activité consiste à s’alimenter de plats à base principalement de poulet.

#### Tchikumbi (la nubile)
Selon un mythe vili, le Maloango voulut prendre femme. On lui présenta alors une très belle jeune fille disposant de tous les atouts physiques de la féminité mais à laquelle manquait, malheureusement, toutes les vertus d’une bonne épouse. À compter de ce jour, les dieux consultés décrétèrent que, dans le royaume, un rite d’initiation devrait être le passage obligé de toute fille qui voulait devenir une épouse convenable. Ainsi naquit le tchikumbi, un rituel de préparation au mariage.

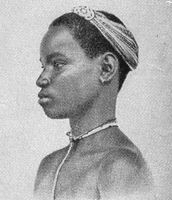
Jeune fille loango - Extrait de planche de profils de type négro-africain datant de 1914

Le Tchikumbi est un rite ancestral d'initiation et de fécondité, marquant le passage de la jeune fille, de l'enfance à l'âge nubile. Ce rituel pratiqué à l'origine par tous les peuples de la branche nord du royaume Kongo, n'est plus pratiqué que par les Vili du Congo et les Woyo du Cabinda. Les Portugais en découvrant cette pratique la qualifièrent sous le vocable de « casa das tintas »' (la maison des peintures), à cause de la couleur rouge dont la case et les vêtements des tchikumbi étaient recouverts.
Le rouge est « le rappel de la couleur du sang, le signe de sa promotion parmi ses ainées, signe de noblesse aussi, qu'il ne faut pas découvrir à un homme ».
« Wakh tchikumbi yééeeh!... »
Exclamation lancée dans les maisons, pour signaler qu'une jeune fille va pouvoir effectuer ledit rituel.
C'est l'apparition des premières menstrues chez la jeune fille qui donne le départ de ce rite. Pendant cette période de claustration qui dure de quelques mois à deux ans, une matrone et son entourage, enseignent à la tchikumbi, les interdits et les obligations que la collectivité Vili attend d'elle en tant que membre à part entière, future épouse et future mère. La tchikumbi est confinée dans une case avec des filles de son âge, appelées les bana-bankama. Elle doit en sortir vierge, de peur de s'attirer les foudres de la collectivité et de jeter l'opprobre sur sa famille.
Lorsqu'une jeune fille entre en tchikumbi, c'est qu'un prétendant s'est manifesté ou alors, les familles se sont mis d'accord pour unir un homme et une jeune fille de leurs familles respectives.
La durée de la claustration était fonction de la rapidité avec laquelle, le fiancé avait construit la case dans laquelle, il alliait accueillir sa future épouse. En plus d'équiper son logement, il fallait préparer la dot, les vêtements, et les ustensiles de cuisine à remettre à la belle-famille. Cette capacité de réaction était le fait de notables bien établis qui épousaient les jeunes filles au grand dam des jeunes gens, qui devaient patienter quelques années plus tard, sauf s'ils étaient issus de famille aisée.

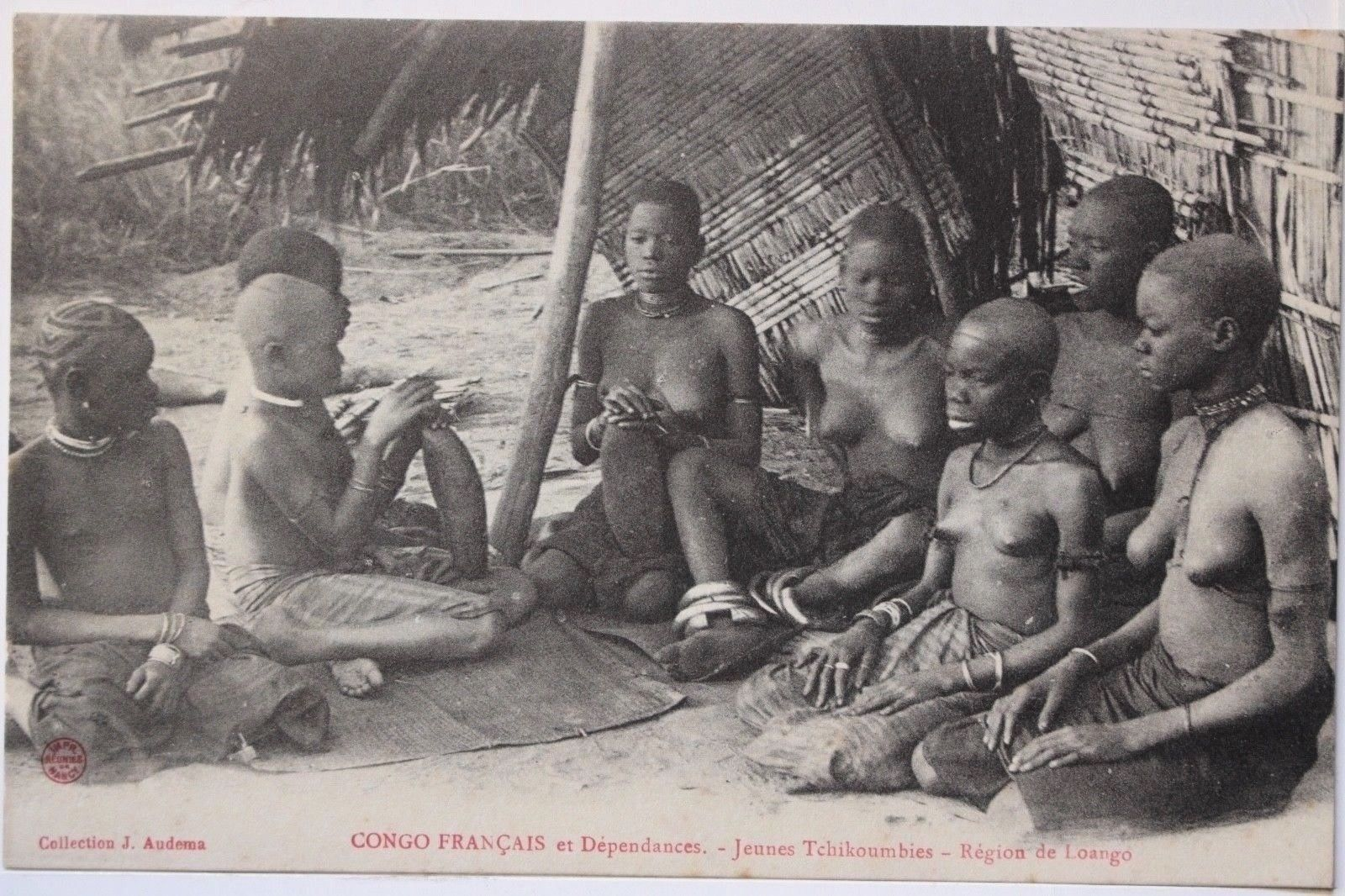
Tchikoumbi (jeunes nubiles) vers 1900.

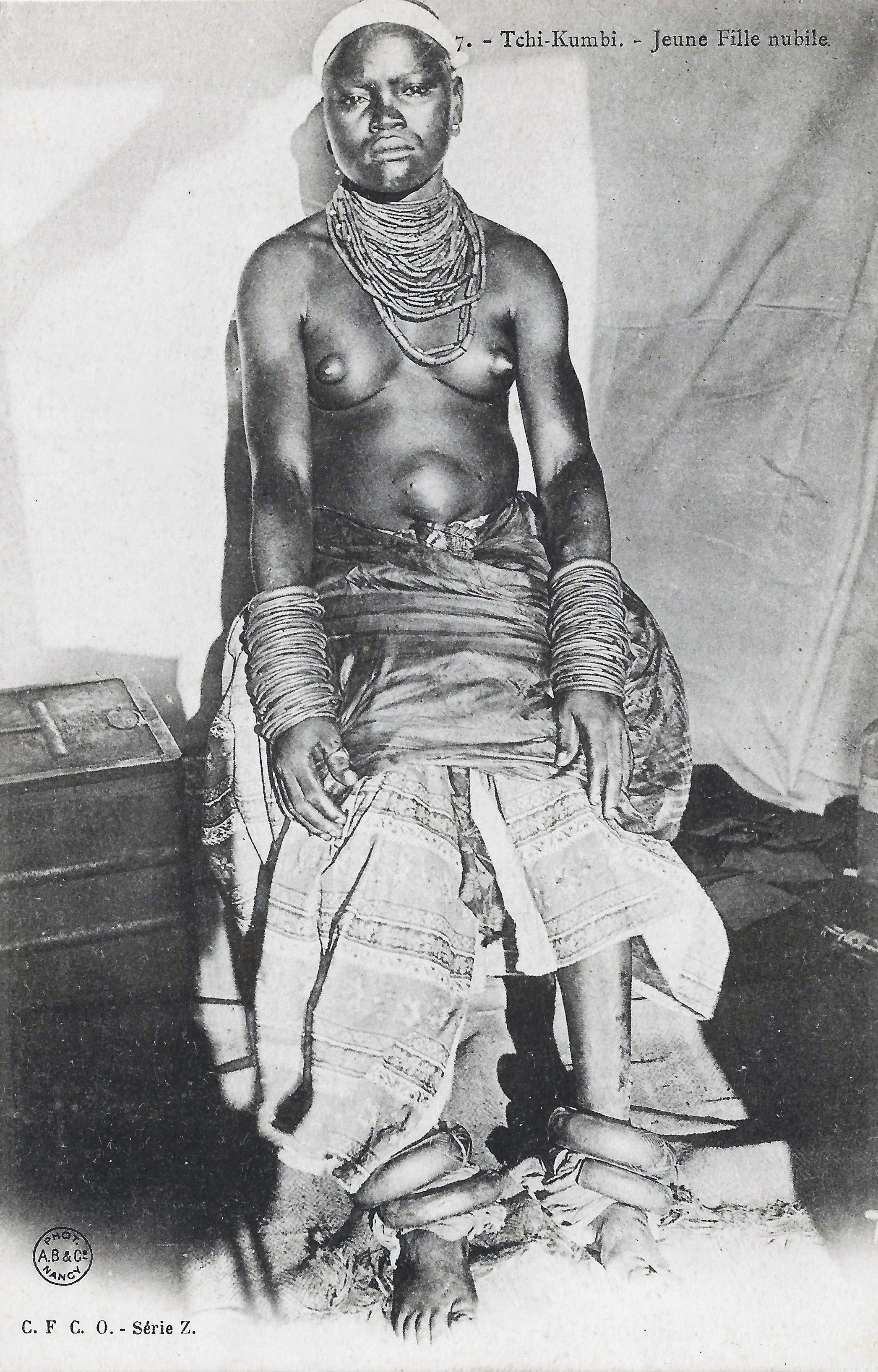
Tchi-Kumbi-Jeune fille nubile et ses parures

Le tchikumbi est l'occasion, d'une fête familiale d'abord chez la future mariée qui en sort honorée et ensuite dans l'affirmation de l'alliance entre les futures belles familles. C'est occasion de victuailles, de danses et de chants () notamment, le soir, une fois les travaux champêtres terminés. On célébrait ainsi l'introduction d'une nouvelle femme dans le clan, capable d'enfanter et de perpétuer la lignée familiale. La tchikumbi accomplit pour la dernière fois cette danse ponctuée de prouesses acrobatiques appelée n'limba (ku pôk n’limb).

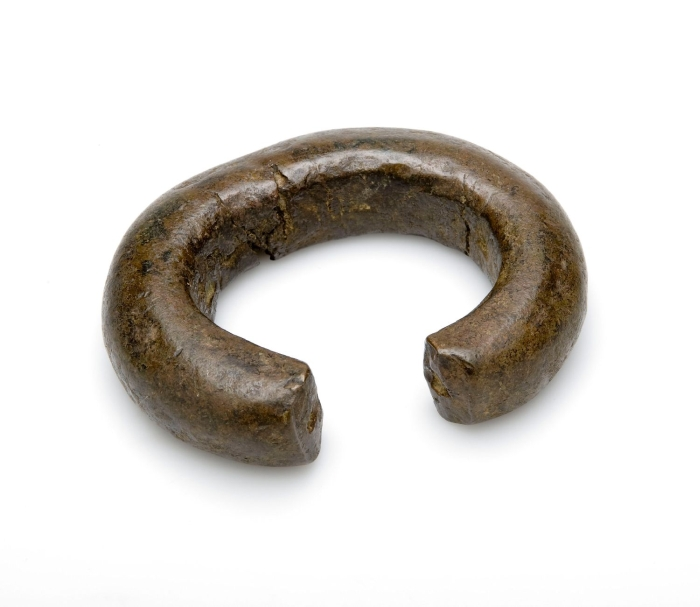
Bracelet en cuivre (monnaie d'échange, bijou porté sur les bras, jambes et orteils - Collection Tropenmuseum

Les éléments de parure indispensables pour le cérémonial sont :
- Tukula : poudre à base de racines de padouk (tchisesa ou sonukamini chez les Woyo de Yabi au Cabinda) pour embellir la peau. Elle s'obtient en écrasant du sable de silice avec du kaolin entre deux plaques de padouk ou d'acajou.
- Luandu (tapis) et N'kuala ou Luvubi (nattes) : serviront de couchettes à la tchikumbi
- Masani : grande et petite jupe de toile blanche imbibées d'huile de palme et de tukula
- Mpufa : cache-seins ornés de boutons multicolores
- Sindetchik' : diadème orné de perles fines multicolores pour affermir le front
- Milunga-mioko : bracelets de cuivre d'acier et de bronze couvrant les avant-bras du poignet à la saignée du coude. Ils renforcent la solidité des bras notamment pour effectuer les travaux champêtres
- Milunga-malu : chevillères ou bracelets dans les mêmes matériaux que les précédents et couvrant les jambes des chevilles à la base des genoux. Ils consolident les jambes et la taille. Ces bracelets servaient également de monnaie d'échange.
- Si-zimbu Makadadu : colliers de perles rouge qui affermissent le cou, dans l'optique du transport des objets de la vie quotidienne sur la tête
- Missanga : ceinture de perles multicolores pour affermir les reins
- Li-lasola : drap de toile de couleur blanche
- La coupe de cheveux est coupée à ras.

Tous les jours, la tchikumbi s'enduit systématiquement de tukula et se parent de tous les ornements cités plus haut. Elles s'occupent en tressant les femmes qui lui rendent visite, joue aux cartes, tisser des nattes et se détend en jouant un instrument de musique appelé tchiyenga.
Aujourd'hui, cette cérémonie a plus une valeur symbolique lors des mariages coutumiers, en mettant par exemple en valeur les atours traditionnels portés par la jeune mariée ou la mise en valeur de groupes folkloriques.
Le peintre Trigo Piula revisite ce rite initiatique à travers ses tableaux,.

#### Likwééla (le mariage)
Le mariage consacre non seulement l'union d'un homme et d'une femme, mais aussi l'alliance entre deux clans (kaanda). Il est en effet, l'institution par excellence qui fonde les liens de parenté et concourt à la pérennisation du groupe.
Le célibat est en revanche abhorré, car le statut de célibataire est de nature à déstabiliser l'idéal du groupe de perpétuation de l'espèce humaine.Le célibat prolongé prête à suspicion. Les personnes qui s'en accommodent prêtent le flanc à la vindicte populaire ou sont parfois mis au ban de la société.
Le mariage implique des préliminaires dont l'observance d'un rite initiatique par la jeune fille pubère (tchikumbi) et l'apport d'une prestation matrimoniale par le jeune mâle prétendant. La pratique la plus courante dans le domaine matrimonial est celle de l'exogamie. Elle est institutionnalisée à l'échelle du lignage. L'exogame évite toute relation incestueuse et la transmission de toute tare héréditaire. Elle prémunit le clan de tout affaiblissement biologique et permet des échanges entre différents clans, en vue de parvenir à une famille plus élargie.
Les quatre différentes étapes de ce processus préliminaire sont :
- Nkota luumbu (entrée dans la concession) : C'est la première visite des parents du prétendant auprès de ceux de la jeune fille. La demande de la main est exprimée, agrémentée par un don de boisson (malafu - boisson de palme)
- Nbululu Nkuungu (échanges de vue ou discussions) : Les parents du soupirant ont prévu des boissons et une somme d'argent symbolique qu'ils offrent à leurs hôtes. La discussion entre les deux parties s'engage sur le pedigree, l'origine et le prestige de leurs clans respectifs.
- Cyuufu (demande) : On se renseigne sur le montant de la dot et sur les autres éléments qui la constituent. Une somme d'argent toujours symbolique est également versée.
- Tchibanza (dot) : Par cette ultime étape, on scelle définitivement le mariage par le versement intégral de la dot. Celle-ci comprend outre l'argent, le ngoombu (pagne en raphia qui formait l'essentiel de l'habillement traditionnel), le malafu (boisson de palme dont une quantité servait pour les libations), le makaasu (noix de kola) dont une partie était offerte aux mânes des ancêtres.

#### Lelikage (danse de séduction)
Le lelikage est une danse de séduction réservée aux jeunes filles (bileshi bu tchetu) et aux jeunes garçons (bileshi bibakala). Il se pratiquait dans les villages ou dans les quartiers assez reculés des grandes villes, généralement pendant les vacances, dans des clairières uniquement éclairées par la lune.
Les chœurs des jeunes gens, accompagnés des percussions rythmaient cette danse dans une frénésie lancinante, et ce jusqu'au lever du jour. Le rythme est produit par un seul batteur jonglant avec harmonie sur trois ngoma (tam-tam); à ses côtés, se tient debout un joueur de maracas se servant souvent d’un morceau de bois qu’il doit cogner prudemment sur une bouteille vide.
Cette danse est née au lendemain des indépendances et s'appelait initialement mérengué.
Le Lélikage est l’action de se pendre, et s’apparente à une sorte de révolte des jeunes longtemps tenus en joug par le pouvoir qu’exerçaient sur eux, non seulement les colons mais aussi les aînés.
Les jeunes préfèrent alors se pendre, supplice suprême, plutôt que d’abdiquer.
Avec le temps, le lélikage est devenu selon les anciens, « une gaffe » qui conduirait vers la dépravation des mœurs. En effet, la cavalière s'accroche au cou de son cavalier en frottant langoureusement et avec concupiscence son bassin contre celui du cavalier.

#### Tchinkhani (danse des jumeaux)

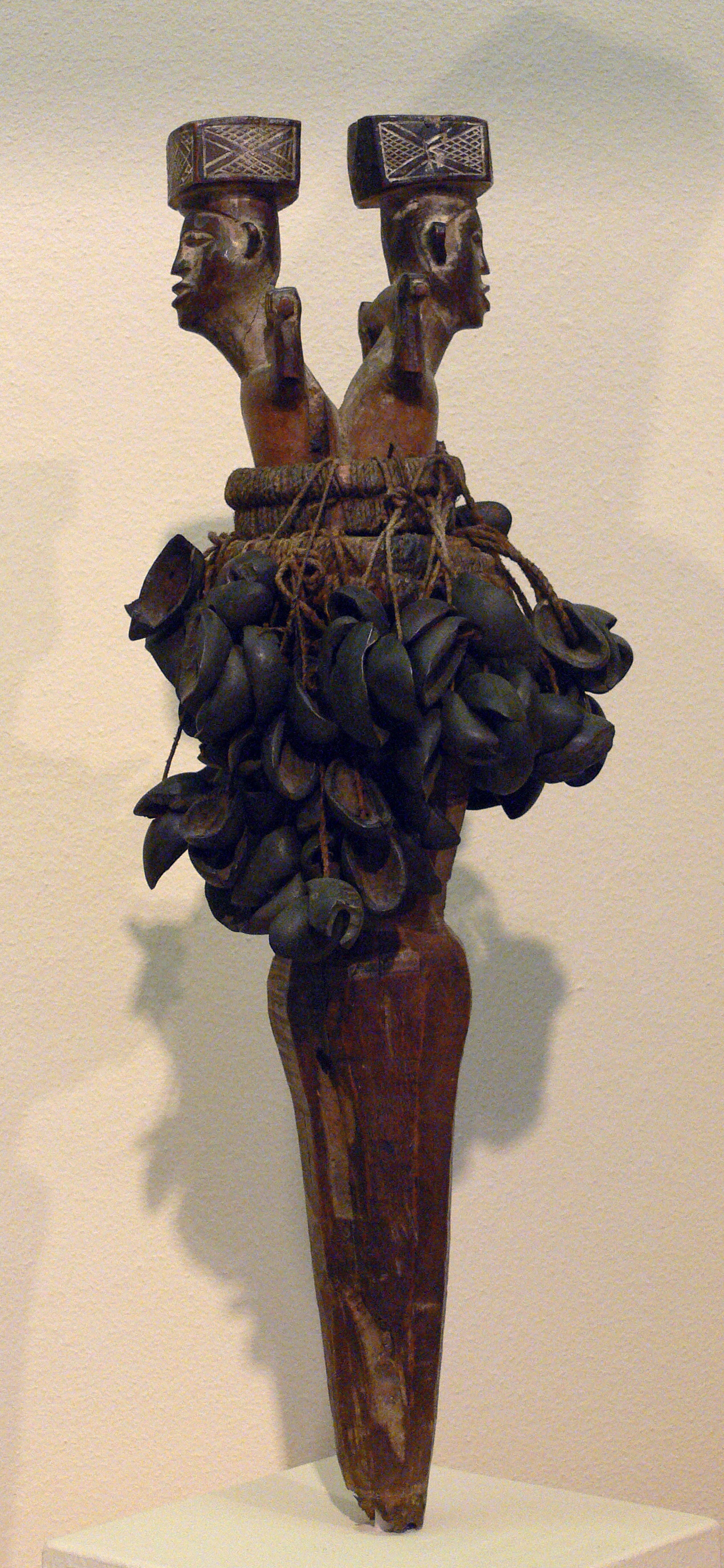
Hochet d'initiation (Ntafu maluangu); bois, bols de fruits, fibres végétales. Vili (république du Congo), musée Linden.

Le tchinkhani ou tchikandji tchi bakissi basi est une danse effectuée devant l'autel sacré de la tribu (tchibila) en l'honneur des jumeaux. C'est l'occasion de réaffirmer ce lien unique entre les jumeaux et la nature; cette nature doit empêcher après ce don exceptionnel qu'est la venue des jumeaux, que leur esprit ne quitte le monde des humains.
La danse est ponctuée par des chants avec des paroles évoquant sans tabous l’union de la femme et de l’homme.
La femme ayant accouché de jumeaux jouit d'une certaine considération et de respect au sein de la société Vili. Le terme Nguli basa permet clairement de la nommer et de la distinguer des autres génitrices. Les enfants quant à eux, sont appelés Bibasa (Tchibasa au singulier). Le nom du premier jumeau est Basa et le second est appelé Tchimba.
Si un des jumeaux venait à décéder, un substitut en matériau sculpté est remis à la maman. Celle-ci doit s'en occuper au même titre que le jumeau survivant. Parvenu à l'âge de 6 ou 7 ans, ce dernier reçoit son Nguli basa, une reproduction réduite de la statuette détenue par sa mère. Il devra la garder sur lui jusqu'à sa mort. Il sera enterré à côté d'une tombe spécialement creusée pour cette sculpture.
Cette danse est effectuée par les mamans vêtues de rouge devant les bosquets sacrés et les sanctuaires afin de conjurer les calamités naturelles ou économiques qui frappent les contrées. Elles s’enduisent le visage et les membres supérieurs de kaolin mpesu et tiennent à la main le tchikunda (double clochette).
Le rythme est donné sur le ngoma (tam-tam)

#### Tchikobi (talon)
Le rôle dominant du talon a inspiré le nom de cette musique et de cette danse. Le Tchikobi trouve son essence dans la synchronisation entre l’accord du talon du batteur principal avec la peau tannée du tambour, et des deux batteurs secondaires, l’un sur le Kouangue M’lende et l’autre sur le Patenga pour harmoniser le rythme.

#### Bi nuani
Bi nuani signifie guerriers. Ce rite est pratiqué en temps de conflit ou d’affrontement. Les guerriers se dénudent et se ceignent les reins du m’bati, symbole d’agressivité. Les bras, les épaules, les jambes, le ventres et le visage sont peints au kaolin. Dans cet état de quasi nudité, ils sont prêts à tout pour la défense de leur territoire ou de leur patrimoine. Les Bi’ nuani sont scindés en deux groupes : les b’ndung et les chi mpuni. Ils portent aussi des amulettes ou des cordons de couleurs multiples autour du cou ou des bras pour manifester leur invincibilité. Ils utilisent des sagaies comme armes.

#### Mbembo
Mbembo veut dire voix. C'est une danse exécutée lors des veillées funèbres (masuku) précédant l’enterrement d’un chef.
Les danseurs, hommes et femmes ont la tête, la poitrine et les hanches ceintes de feuilles de palmier. Ils tiennent à la main des palmes et entonnent des mélodies en formant une ronde.
De nos jours, elle est aussi pratiquée pour souhaiter la bienvenue aux autorités politiques.

#### Liboka

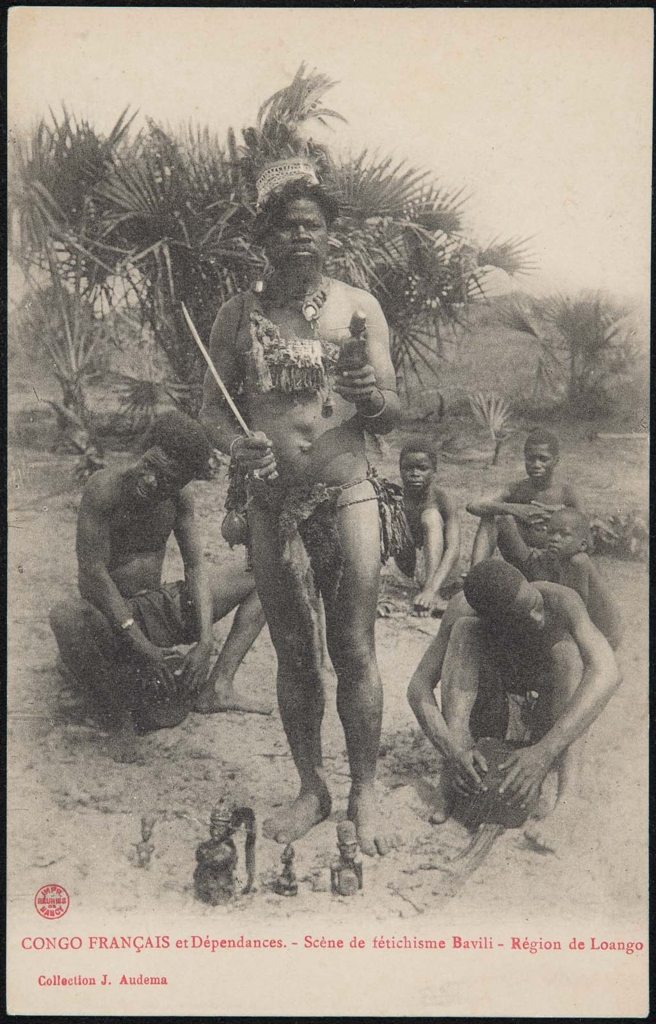
Congo français et dépendances - Scène de fétichisme Bavili - Région de Loango

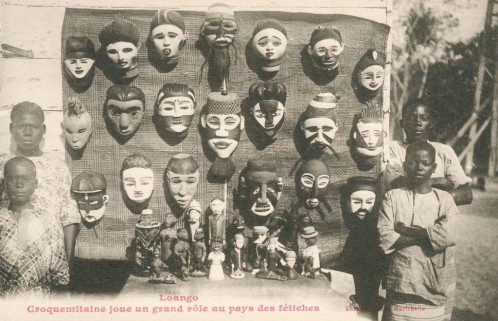
Loango - Croquemitaine joue un grand rôle au pays des fétiches

Liboka est une danse de divination, pratiquée pour découvrir l’auteur d’un ensorcellement grave, ayant échappé à la divination des singanga chi kutesi (féticheurs) ou chi ku bul lisuku.
Liboka tient son nom d’un arbre dont l’écorce et les racines servaient autrefois de poison d'épreuve.
Le nganga se ceint la taille d’un pagne de raphia n’lele ngombo. Sur sa poitrine, sont croisés deux baudriers simpat’kni et chaque bras est orné d’un bracelet de même nature Tchitchia fukula. Sa tête est coiffée d’un couvre-chef en peau de genette sinzi ou en peau plumée Mpu sala. Il tient à la main le tchikunda (sorte de double grelot).

#### Bayina
Danse inspirée de danses européennes telles que la valse et provenant du Cabinda. Le cavalier fait tournoyer les cavalières à tour de rôle au centre de la ronde en tenant la taille.
C'est le groupe folklorique Li magni li tsi (Le rocher du pays) qui en perpétue la mémoire.

## Activités
Les activités économiques actuelles des Vili sont essentiellement l'agriculture pour les femmes et la chasse pour les hommes. Elles sont fonction de la conception traditionnelle du temps. Mais c'est avant tout un peuple de savanes, pêcheurs de lacs, de rivières et de lagunes, mais aussi en mer, bien qu'ils ne soient pas d'excellents navigateurs.
De nos jours, ils sont en grande majorité urbains, autour de la capitale économique Pointe-Noire. Ceux qui restent, malgré l'exode rural, agriculteurs, cultivent le manioc, les patates douces, le riz et le tabac.
L'une des questions primordiales dans les économies Kongo a été ce qu'on pourrait appeler « le pouvoir des Hommes ». Ce n'était pas tant l'accumulation de terres qui était importante, mais les ressources humaines, dans une région qui n'était pas densément peuplée. Pour être puissant, un homme devait acquérir un grand ménage avec des hommes et des femmes à charge. Les mariages contractés augmentaient le nombre de femmes, qui avaient les rôles de productrices (agriculture) et de reproductrices.
Les métiers traditionnels artisanaux (forgerons, potiers...) ont presque disparu. Seuls subistent la vannerie et la sparterie pratiquées par des femmes Vili mais aussi par des hommes d'origine Lari, la fabrication des planches éclatées pour la construction des habitations, la fabrication des pirogues, et la récolte du vin de palme (Yonga, nsamba ou vin de raphia borassus).
Les inégalités économiques d'aujourd'hui sont issues de la stratification sociale traditionnelle. En effet, l'ancienne aristocratie et les vieilles familles se sont en grande partie reconverties en une classe d'entrepreneurs et de commerçants, sachant que « cette capacité d'adaptation s'est déjà manifestée dans le passé, à travers les transformations et les évolutions qu'avait subies la société vili au cours de son histoire précoloniale ».

### La pêche
La pêche maritime artisanale est réalisée par la pêcherie Vili et par la pêcherie ouest africaine (Bénin, Togo, Ghana) dite « Popo ».
On distingue deux types de pêches :

#### La pêche océanique
Encore peu développée, elle est en plein essor à cause de la pression sur les ressources faunistiques terrestres.
Les pêcheurs Vili sont répartis le long de la côte sur une dizaine de sites tels que Bas-Kouilou, Bois des singes, Matombi, Tchilassi, Nzassi, Fouta, Nkotchi, Djeno et Mboa-Mongo à la frontière cabindaise. Ils utilisent des embarcations monoxyles de 6 m de long, 0,60 m de large et à 40 m de creux, une durée de vie de 5 à 10 ans, avec un ou deux hommes d'équipage maniant des pagaies Ce sont des équipements à fond plat, et bordés droits taillés par des artisans locaux. à partir de billes de bois échoués. Écope et ancre sommaire complètent l'équipement de l'embarcation.
Les Popo en revanche sont installés à la plage mondaine de Pointe-Noire. Leurs pirogues monoxyles mesurent de 8 à 10 m de long, 1 à 1,60 m de large pour à 0,60 à 0,70 m, une durée de vie de 10 à 20 ans, toutes équipées d'un moteur hors bord leur donnant un rayon d'action supérieur à celles des Vili, avec des bancs transversaux pour 6 ou 8 hommes d'équipage. Fabriquées et importées depuis l'Afrique occidentale par les migrants, elles sont rehaussées de bordées de 0,30 m.
On note une concentration des capitaux chez les Popo, possédant plusieurs pirogues et filets et qui font travailler des pêcheurs aussi bien étrangers que Vili, dépourvus d'équipements. Ce qui occasione parfois certaines tensions, voire des réactions xénophobes de la part des autoctones.
Pendant la grande saison sèche (juin à octobre) et la petite (décembre), les pirogues sont équipées de filets maillants de surface ou de sennes pour s'approvisionner en sardinelles (Sardinella,mukual, musundi). Tandis que pendant la grande saison de pluie (janvier à mai) et la petite (novembre), seuls les filets maillants sont utilisés pour pêcher les poissons démersaux: bars (Otolithus sp.), soles (Cynoglossus), machoirons (Arius), capitaines (Polynemus, Pentanemus, Polydactylus), dorades grises (Pomadyasis), dorades rouges (lutjanus).

#### La pêche en eau douce
Plus intensément pratiquée que la première, elle se déroule dans le fleuve Kouilou et dans les lacs attenants (Lofoli, Mbouda, Loufoualéba, Cayo ou Massabi).
Les équipements utilisés sont des filets, des lignes, des nasses et des pirogues. Les nasses servent à pêcher les écrevisses.
Pendant la saison des pluies (de janvier à avril), les prises de poissons s'amenuisent. C'est la période de crise pendant laquelle les pêcheurs pratiquent d'autres activités comme la chasse, l'agriculture ou l’artisanat... La période la plus poissonneuse s'étale de septembre à décembre permet de capturer des crevettes, des machoirons, des requins, les poissons-chats électriques (Malapterurus electricus). Mais l'augmentation du nombre de pêcheurs agit sur les ressources.
Il est à noter qu'aucune politique de gestion durable des ressources n'est mise en place ni par les pouvoirs publics, ni par les pêcheurs eux-mêmes,. Des dégradations sont par exemple constatées à cause de l’exploitation industrielle non réglementée des ressources halieutiques par des entreprises chinoises pratiquant la pêche sur le fleuve Kouilou jusqu’à l’embouchure.
D'un point de vue traditionnel, toute baisse de prise de pêche est considérée comme une dégradation des relations entre les hommes et les génies des lieux. Pour y remédier, pour apaiser cette colère mystique des génies, les pêcheurs organisent en lien avec les chefs des terres (mfumu si, gérant des terres claniques), des cérémonies rituelles exorcisantes (tchianga), agrémentées de danses sacrées afin de demander la purification des cours d'eau, des plans d'eau et des hommes.
Le Mfumu Si (en général l'aîné des oncles maternels) est le représentant des génies dans le monde visible. Il veille au respect des normes pour l'accès aux ressources du territoire (Si). On note par exemple ma demande d'autorisation (nsua) ou le règlement d'une taxe (mpaku) versés en nature.
Le rituel qui émane du Mfumu si s'appelle mulla (sorte de bénédiction donnée individuellement aux exploitants des ressources) tandis que celui émis par le génie s'appelle Tchianga. Celui-ci se présente en deux principales phases : une marche processionnelle qui amène au sanctuaire du génie (tchibila) et une phase de suppliques. Cette seconde phase a lieu à l'entrée du sanctuaire. Elle consiste en un désherbage des environs du sanctuaire, à des libations de vin de palme et à l'apport d'autres offrandes (bisa:mbu i bia:na) composées de morceaux de noix de kola, de gingembre et de racine de « doux-amer » (Mondia whitei).

### Le commerce
Avant les premiers contacts avec les explorateurs portugais, les Loango avaient acquis la maîtrise de l'industrie du fer et du tissage, en plus de l'utilisation d'une monnaie qui constituait le support des transactions commerciales.
Au XVIIe siècle les marchands Vili n'hésitaient pas à quitter leur base en quête d'opportunités commerciales. L'une d'elles a été les voyages vers les mines de cuivre de Mindouli et du territoire de « Bukkameale » (probablement dans la vallée du Niari). Des données commerciales recueillies auprès des Hollandais indiquent que les Loango exportaient très tôt des quantités considérables de cuivre durant cette même période.
Le royaume de Loango fut également un producteur et un exportateur majeur d'étoffes à la fois à l'intérieur du pays mais aussi vers les Portugais de Luanda. Ces derniers ont en importé des milliers de mètres au début du XVIIe siècle,
De par leur positionnement préférentiel sur la côte atlantique, les Vili se sont rendus incontournables dans les échanges entre les trafiquants européens et les populations de l'intérieur qui leur fournissaient de l'ivoire, du bois rare, des palmistes, du caoutchouc mais surtout des esclaves, dont la traite constitua pendant plusieurs siècles une source d'enrichissement considérable de certains notables (chefs de clan primordiaux de Diosso et des localités voisines, des Mafuka - sorte de hauts dignitaires chargés de réguler le commerce des marchandises et la circulation des personnes).
Les vili fournissaient en revanche de l'huile de palme, des nattes, des tissus, du poisson fumé, des couteaux, des produits manufacturés européens parmi lesquels les bindeli étaient très appréciés. C'est dans ce contexte que les Vili et les Kugni entretenaient de très bons rapports (Bundiku), évitant à ces derniers la ponction des leurs pour servir d'esclaves.

### Les compagnies concessionnaires

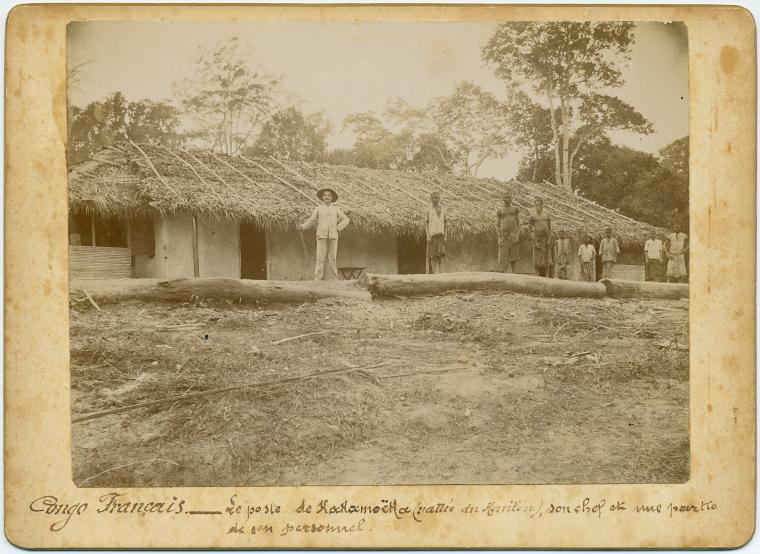
Le poste de Kakamoeka (vallée du Kouilou), son chef et une partie de son personnel - Congo Français

En 1903, avec l'avènement du Moyen-Congo, le territoire est cédé aux compagnies concessionnaires (SCKN. - Société concessionnaire du Kouilou-Niari, CCSO - Compagnie concessionnaire de la Sangha-Oubangui, CFAO - Comptoirs français de l'Afrique occidentale, SHO-Congo - Société du Haut-Ogooué du Congo). Elles ont les pleins pouvoirs dans leur gestion afin de développer les territoires qui leur sont confiés. Elles exploitent au maximum les ressources naturelles (principalement l’extraction d’ivoire, de caoutchouc sauvage et d’huile de palme) pour un investissement minimum. Un situatiion que Catherine Coquery-Vidrovitch qualifie d'« économie de pillage ».
C'est la période du travail forcé et des humiliations les plus abominables.
En dehors de s'occuper des cultures vivrières, les vili furent recrutés pour travailler dans les plantations. Dans le cas de la CPKN. (Compagnie Propriétaire du Kouilou-Niari), une des grandes compagnies concessionnaires (1898-1930), il fallait traverser le fleuve Kouilou, afin d'acheminer les ouvriers vers les différents sites (Kakamoeka...).

### Le portage

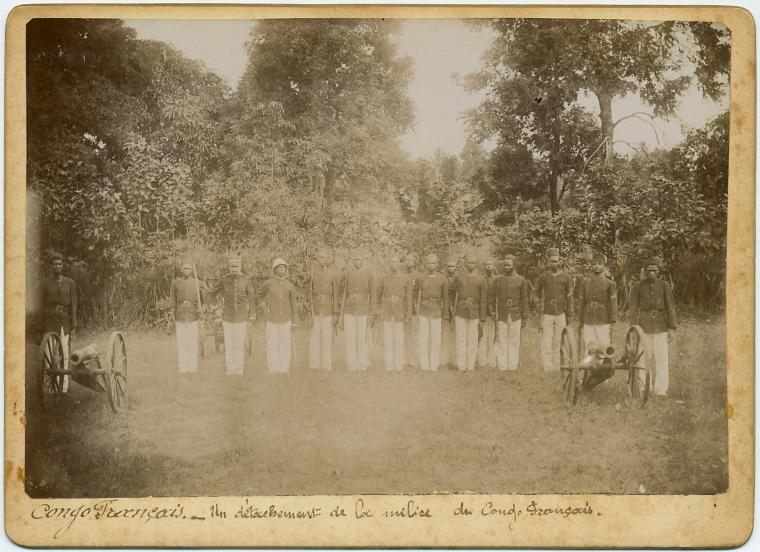
Congo Français Un détachement de la milice du Congo Français

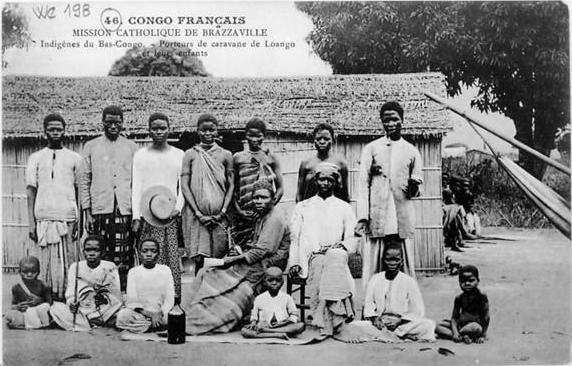
Congo Français - Mission catholique de Brazzaville - Indigènes du Bas-Congo - Porteurs de caravanes de Loango et leurs enfants

En plus de ces activités de travail de la terre et de la pêche, les Loango furent progressivement reconnus à travers le Congo et les pays voisins de l'AEF. (Afrique-Équatoriale française) comme de bons porteurs. L'âge d'or du transport des marchandises par les caravanes se situe entre 1885 et 1910. Les premiers porteurs furent enrôlés de force, avec la complicité des aides de camp sénégalais. Ces porteurs n'étaient ni payés ni nourris en dépit de leur dur labeur, de sorte que la fuite constituait le seul moyen d'échapper à cette horrible condition. Des camps de concentration, avec les épouses des hommes dans la force de l'âge, violées par ces miliciens sénégalais, constituaient des moyens de pression pour que cette main d'œuvre accepte ce rôle de porteurs,. Il fallait parcourir des centaines de kilomètres à pieds nus, le corps presque nu, lestés de dizaines de kilos de marchandises, procéder en même temps au transport en « tipoye » (chaise au porteur) des colons.
Ces convois de porteurs acheminant les colons, les missionnaires, le materiel lourd et léger, vont provoquer un brassage de populations qui vivaient isolément auparavant, occasionnant des pandemies de maladies de sommeil, de syphilis et d'éléphantiasis, il s'est ensuivi une diminution drastique des populations, de l'ordre de près d'un million d'âmes sur toute l'AEF.
En plus de traverser les contrées aux routes poussiéreuses, les marigots à gué, les forêts humides et les plateaux arides, il fallait faire face aux divers parasites et plus particulièrement aux « chiques », ainsi qu'aux animaux sauvages. En s'enfonçant dans la forêt du Mayombe, les caravanes escortées par les guides Yombé rencontraient des commerçants Kugni, Tsangui, Punu et Nzabi. Certaines caravanes longeant le Kouilou atteignaient le royaume d'Anzico et commerçaient avec les Téké.
Or, les croyances ancestrales des vili considéraient que s'enfoncer dans la forêt vierge constituait un voyage sans retour. L'administrateur Albert Veistroffer écrivait ainsi en 1884 : « Les gens de Loango ne vont jamais au delà de leurs plaines, limitées vers l'Est, c'est-à-dire vers l'intérieur, à environ 50 kilomètres de la mer, par une grande forêt, qu'ils disent impossible à traverser, et d'où un Fiote ne reviendrait pas s'il avait la hardiesse de s'y engager ». Les autres porteurs venaient du pays Kugni ou Lumbu.
C'est la mise en service du CFCO (chemin de fer Congo-Océan), à partir de 1934, qui met progressivement fin à l'activité des porteurs.
Il y eut des équipes spéciales de porteurs, entre les centres de production agricoles (manioc, viandes, sel...) et les chantiers. Le nombre de porteurs devait être égal à deux pour sept par rapport à celui des travailleurs de la voie ferrée. Les porteurs de ce dernier secteur transportaient à dos d'homme, les écrasants fardeaux, peu maniables wagonnets et les rails Decauville pour commencer les terrassements dans les parties déblayées par la Société de construction des Batignolles.

### La confection textile et la taille d'ivoire

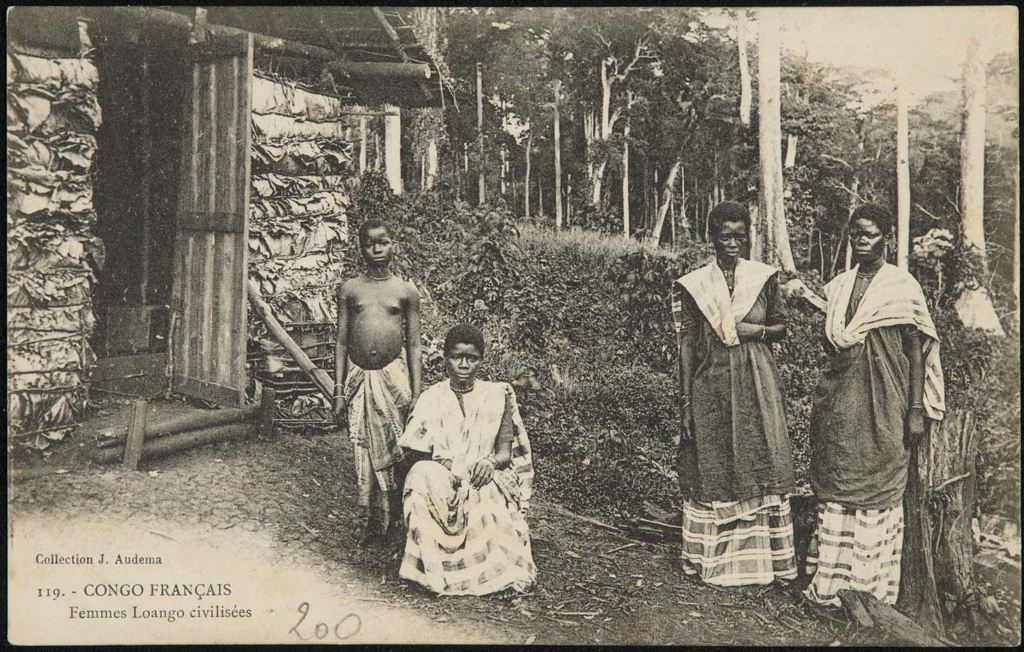
Congo Français - Femmes Loango civilisées

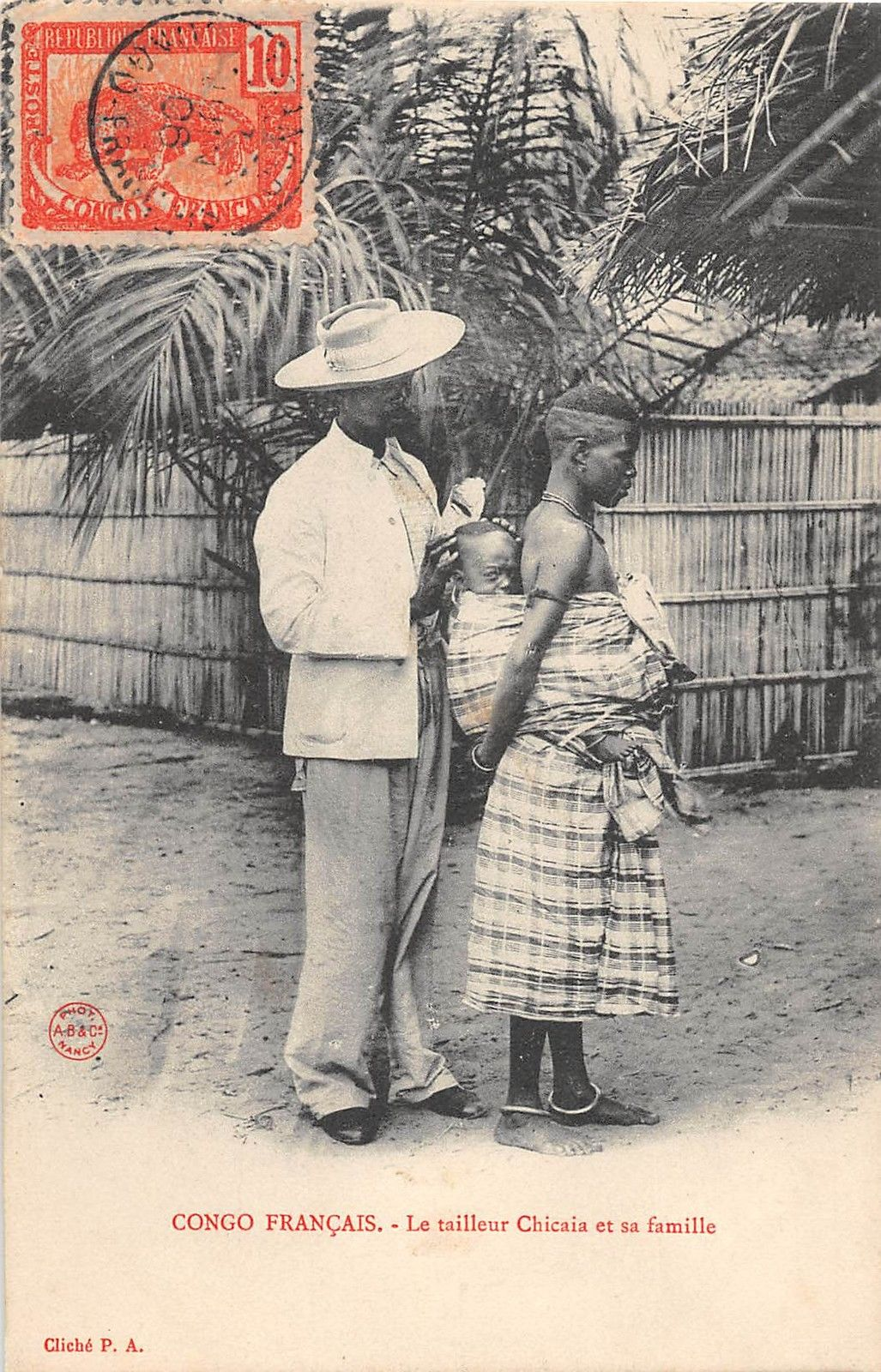
Congo français - Le tailleur Tchicaya et sa famille - circa 1900

Deux autres activités artisanales étaient considérées comme « nobles » par les vili, la confection des vêtements et la sculpture de l'ivoire.
Les tailleurs sédentaires ou ambulants, équipés de machines à coudre à manivelle, puis à pédale comme la célèbre Singer, pratiquaient leur savoir-faire au Congo, en Côte d'Ivoire et dans les pays voisins comme le Gabon.
Très entreprenant, Louis Portella Mbouyou, grand-père maternel de Jean Félix-Tchicaya (le premier parlementaire du Gabon-Moyen-Congo, à l'Assemblée nationale constituante française en 1946), un commerçant Loango très en vue à l'époque, disposait, à Pointe-Noire, dans ce qu'on appelait la « concession Portella », de plusieurs ateliers où il initiait des jeunes gens à la couture. Afin de développer ses affaires, une antenne a été ouverte à Libreville, alors nouvel eldorado où ses meilleurs apprentis tailleurs étaient envoyés, puis une autre à Conakry.
En 1900, Tchicaya Makosso, le père de Jean Félix-Tchicaya, tailleur auprès de Portella Mbouyou, décide d'exercer son savoir-faire à Libreville au Gabon, puis à Grand-Bassam en Côte d'Ivoire. Louis Pouati et Marc Tchidimbo ont eux choisi Libreville et Conakry.
Jacques Bouiti, - père du docteur Jacques Bouiti, ancien maire de Pointe-Noire - est maître tailleur et fournisseur attitré de l'uniforme du personnel du CFCO. À ce titre, il effectue régulièrement à pied le voyage entre Pointe-Noire, la capitale économique et Brazzaville, la capitale politique.
Sur l'avenue Costode Zacharie, au grand marché de Pointe-Noire, De Tchissambou, aimait confectionner et aimait se pavaner avec des vêtements et accessoires à la mode anglaise (redingotte, canne, bottes en cuir) comme la copie conforme de Johnny Walker, le célèbre label d'une célèbre boisson.
Au début des années 1950, un tailleur Vili, formé en France, Antoine Pembellot dit Tino-Mab, créé dans la rue Mongo, à Poto-Poto (Brazzaville) le premier club des dandys appelé « Le club des six ». Il se sert de ses partenaires autochtones clercs dans l’administration coloniale comme mannequins pour mettre en valeur ses créations. À Pointe-Noire, d'autres clubs comme celui créé par le tailleur Robic font la pluie et le beau temps.
Un autre emploi majeur des vili était de celui de « boy » ou de cuisinier au service des colons. La proximité avec ces derniers les a sûrement poussés à s'habiller à l'occidentale et à devenir les précurseurs des sapeurs congolais.
L'artisanat de l'ivoire existait bien avant l'arrivée des Européens, avant de se transformer en commerce florissant au début de la colonisation du Congo. De nombreux clichés de cette époque montrent en effet des tonnes d'ivoire partant de Brazzaville et de Loango. Les défenses d'éléphant étaient sculptées pour les transformer en objets décoratifs (statuettes, petits objets, gobelets...) ou en bijoux (colliers, bracelets). Particulièrement habiles dans le travail de l'ivoire, les Vili taillaient des scènes de chasse, de pêche, de danses, et reproduisaient parfaitement, même s'ils ne savaient pas écrire, l'écriture européenne.
Cette sculpture, considérée comme grossière par les Occidentaux, connut un regain d'intérêt quand l'Art Nègre fut à la mode et le cubisme en vogue.

Activités du peuple vili
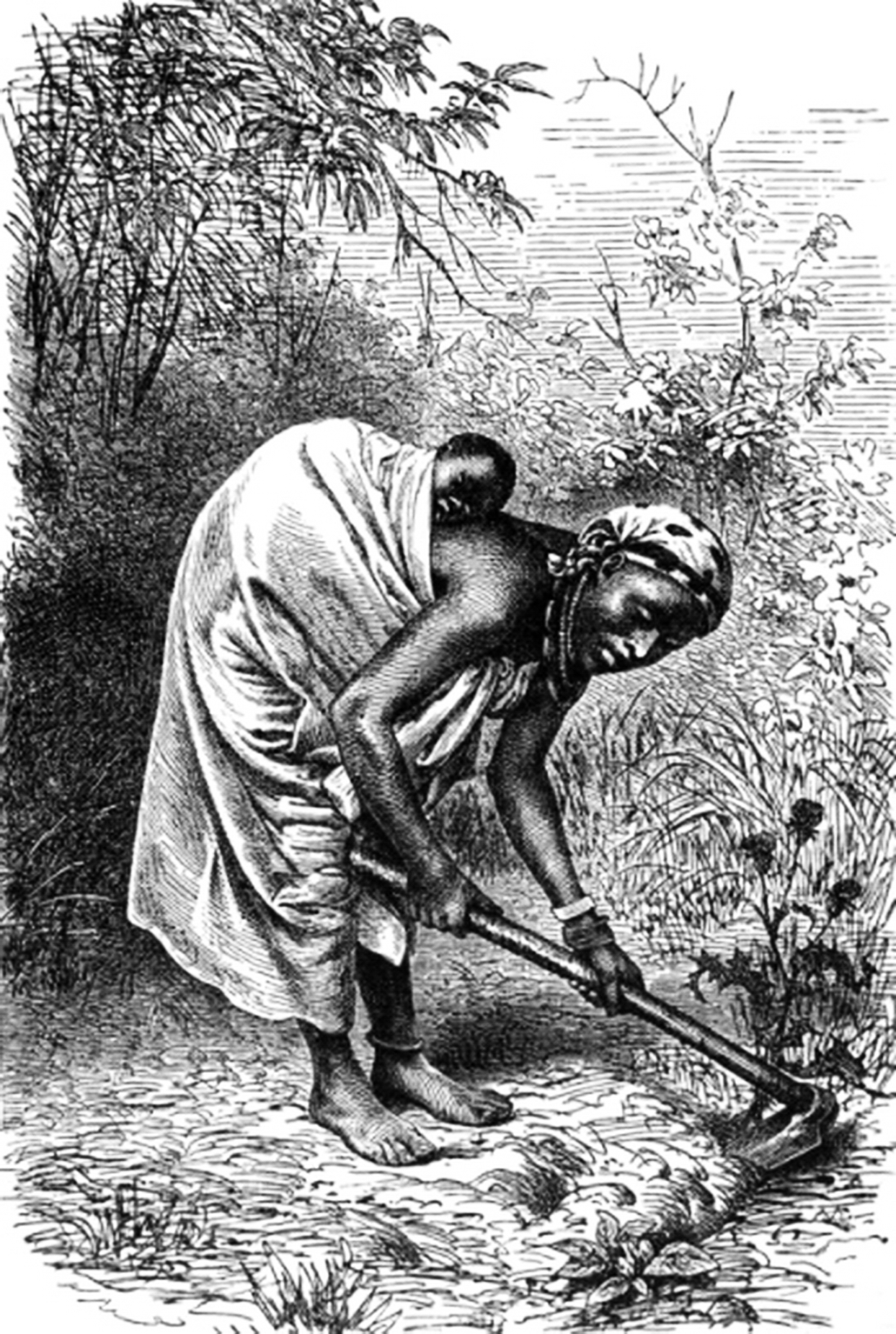
Femme cultivant son champ
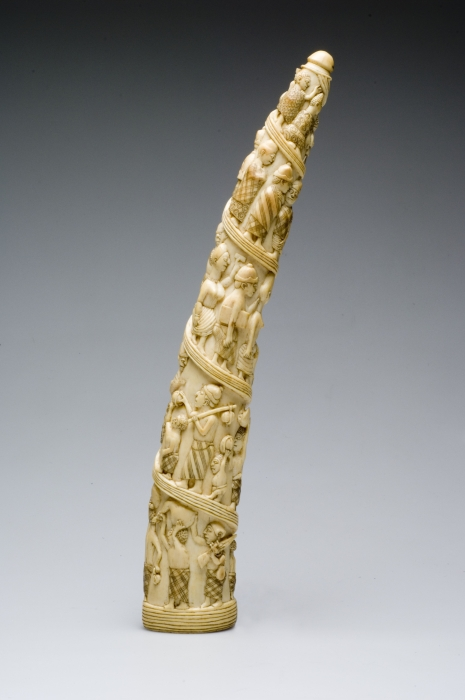
Corne d'éléphant sculptée.
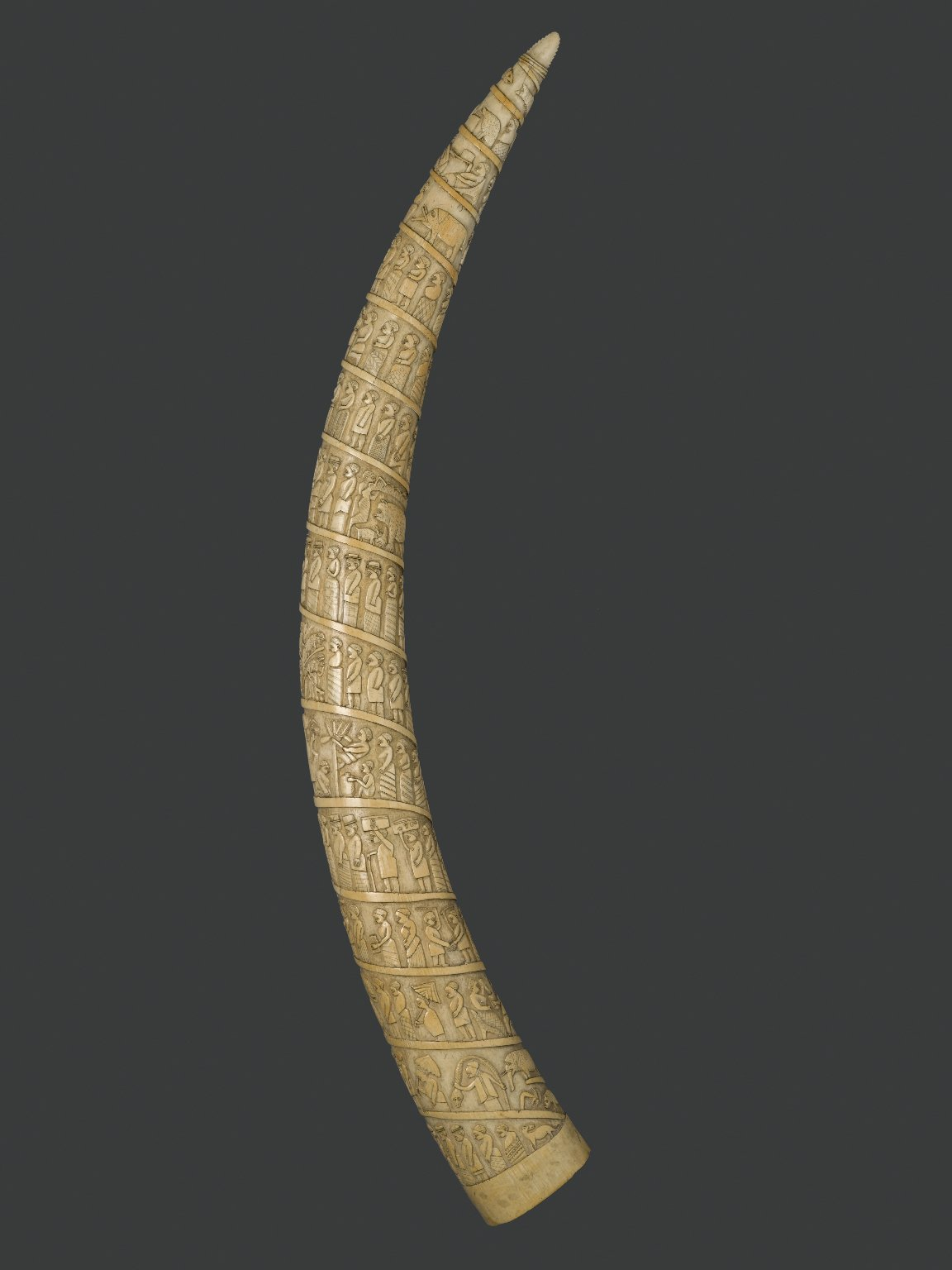
Corne d'éléphant sculptée - Brooklyn Museum.
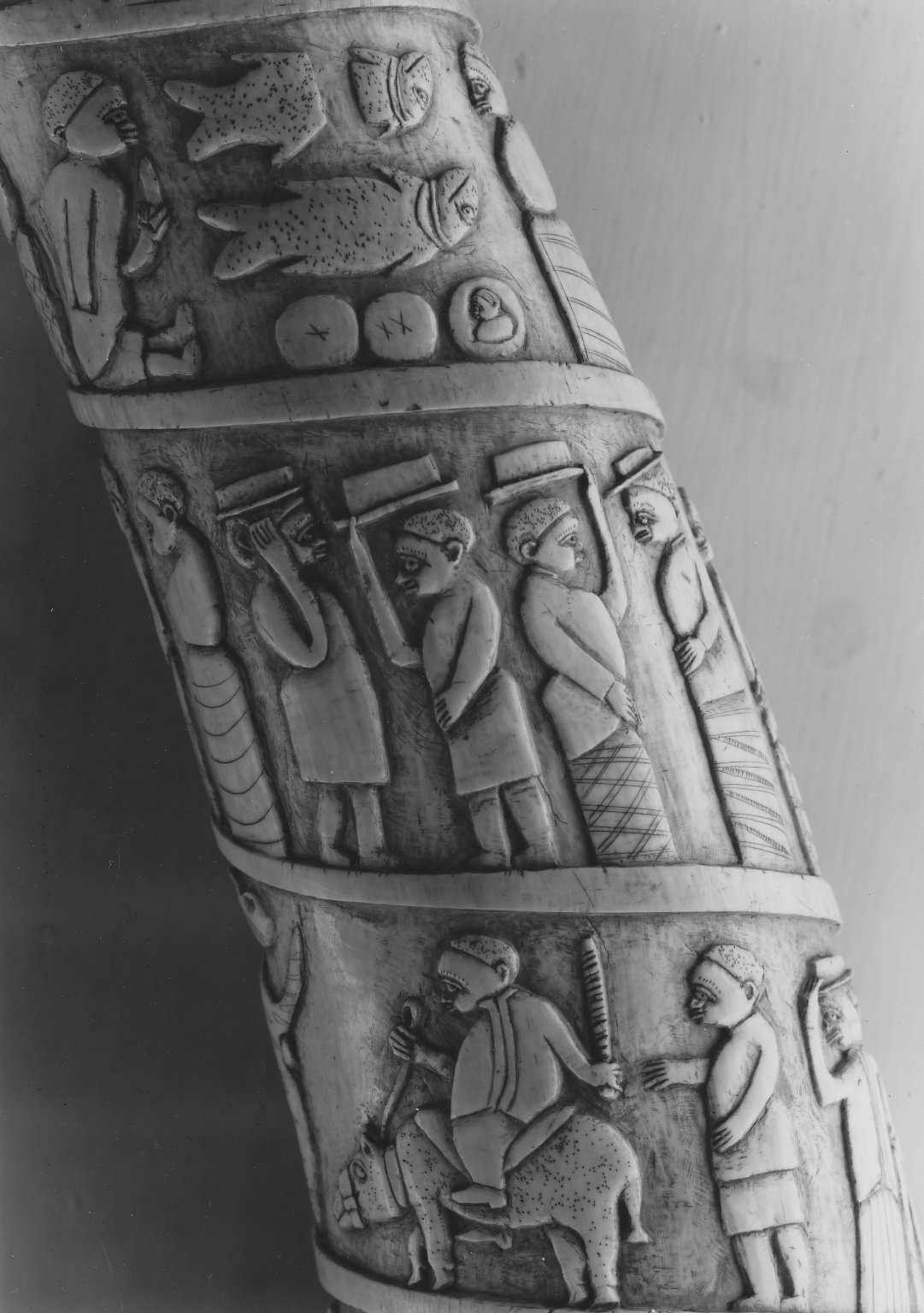
Corne d'éléphant sculptée (gros plan) - Brooklyn Museum.
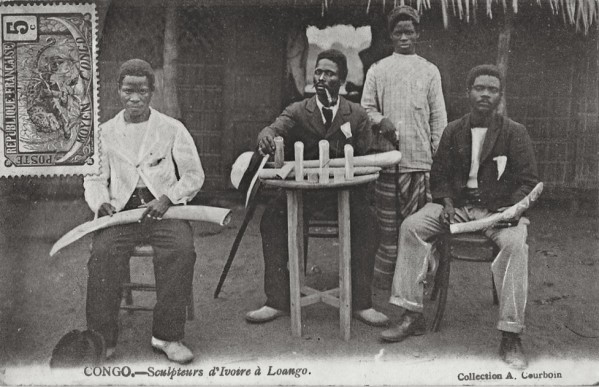
Sculpteurs d'ivoire de Loango.
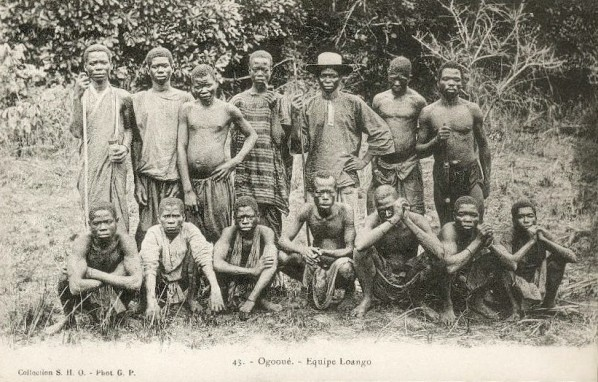
Équipe de porteurs de Loango.
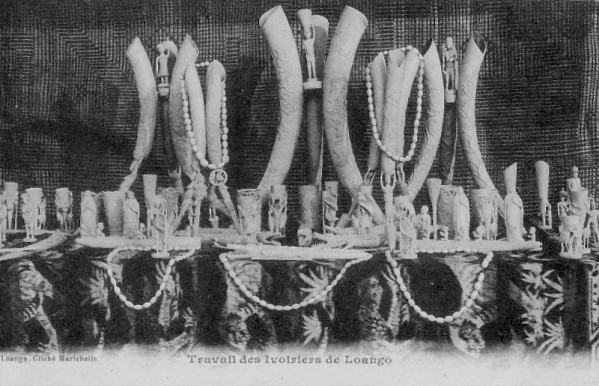
Travail des ivoiriers de Loango.
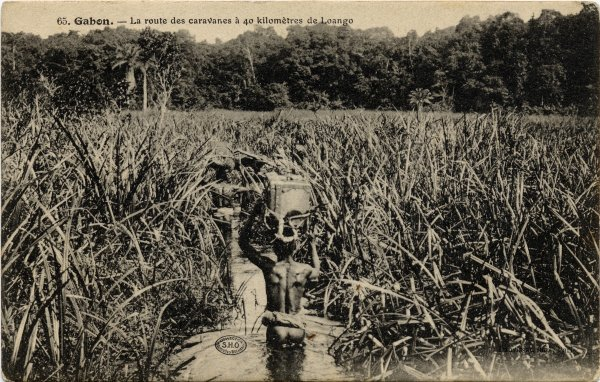
La route des caravanes à 40 km de Loango.
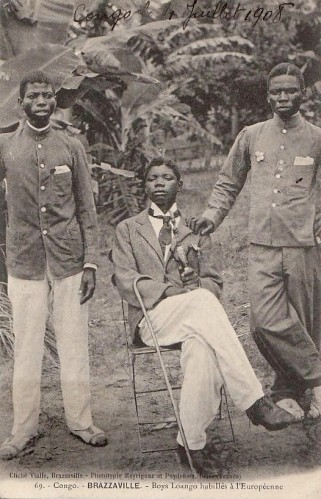
Boys Loango.
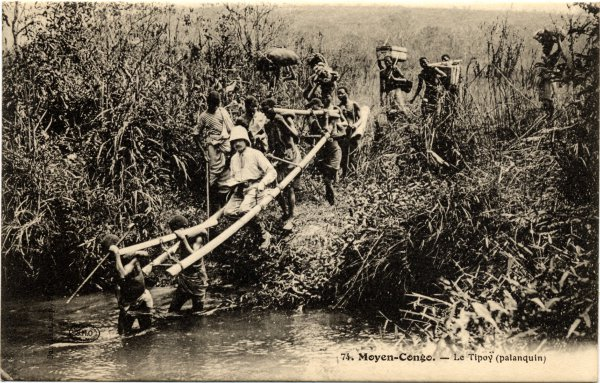
Le tipoye palanquin.
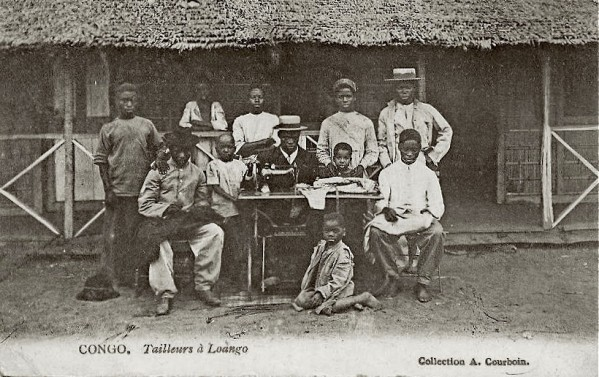
Tailleurs Loango (1910).